# 2010
Portal Geschichte | Portal Biografien | Aktuelle Ereignisse | Jahreskalender | Tagesartikel

◄ |
20. Jahrhundert |
21. Jahrhundert

◄ |
1980er |
1990er |
2000er |
2010er
| 2020er | 2030er | 2040er

◄◄ |
◄ |
2006 |
2007 |
2008 |
2009 |
2010
| 2011 | 2012 | 2013 | 2014 | ► | ►►
 Jan.
| Feb.
| Mär.
| Apr.
| Mai
| Jun.
| Jul.
| Aug.
| Sep.
| Okt.
| Nov.
| Dez.
Staatsoberhäupter · Wahlen · Nekrolog  · Literaturjahr · Musikjahr · Filmjahr · Rundfunkjahr · Sportjahr
| Januar | Januar | Januar | Januar | Januar | Januar | Januar | Januar |
| Kw     | Mo     | Di     | Mi     | Do     | Fr     | Sa     | So     |
| ------ | ------ | ------ | ------ | ------ | ------ | ------ | ------ |
| 53     |        |        |        |        | 1      | 2      | 3      |
| 1      | 4      | 5      | 6      | 7      | 8      | 9      | 10     |
| 2      | 11     | 12     | 13     | 14     | 15     | 16     | 17     |
| 3      | 18     | 19     | 20     | 21     | 22     | 23     | 24     |
| 4      | 25     | 26     | 27     | 28     | 29     | 30     | 31     |

| Februar | Februar | Februar | Februar | Februar | Februar | Februar | Februar |
| Kw      | Mo      | Di      | Mi      | Do      | Fr      | Sa      | So      |
| ------- | ------- | ------- | ------- | ------- | ------- | ------- | ------- |
| 5       | 1       | 2       | 3       | 4       | 5       | 6       | 7       |
| 6       | 8       | 9       | 10      | 11      | 12      | 13      | 14      |
| 7       | 15      | 16      | 17      | 18      | 19      | 20      | 21      |
| 8       | 22      | 23      | 24      | 25      | 26      | 27      | 28      |

| März | März | März | März | März | März | März | März |
| Kw   | Mo   | Di   | Mi   | Do   | Fr   | Sa   | So   |
| ---- | ---- | ---- | ---- | ---- | ---- | ---- | ---- |
| 9    | 1    | 2    | 3    | 4    | 5    | 6    | 7    |
| 10   | 8    | 9    | 10   | 11   | 12   | 13   | 14   |
| 11   | 15   | 16   | 17   | 18   | 19   | 20   | 21   |
| 12   | 22   | 23   | 24   | 25   | 26   | 27   | 28   |
| 13   | 29   | 30   | 31   |      |      |      |      |

| April | April | April | April | April | April | April | April |
| Kw    | Mo    | Di    | Mi    | Do    | Fr    | Sa    | So    |
| ----- | ----- | ----- | ----- | ----- | ----- | ----- | ----- |
| 13    |       |       |       | 1     | 2     | 3     | 4     |
| 14    | 5     | 6     | 7     | 8     | 9     | 10    | 11    |
| 15    | 12    | 13    | 14    | 15    | 16    | 17    | 18    |
| 16    | 19    | 20    | 21    | 22    | 23    | 24    | 25    |
| 17    | 26    | 27    | 28    | 29    | 30    |       |       |

| Mai | Mai | Mai | Mai | Mai | Mai | Mai | Mai |
| Kw  | Mo  | Di  | Mi  | Do  | Fr  | Sa  | So  |
| --- | --- | --- | --- | --- | --- | --- | --- |
| 17  |     |     |     |     |     | 1   | 2   |
| 18  | 3   | 4   | 5   | 6   | 7   | 8   | 9   |
| 19  | 10  | 11  | 12  | 13  | 14  | 15  | 16  |
| 20  | 17  | 18  | 19  | 20  | 21  | 22  | 23  |
| 21  | 24  | 25  | 26  | 27  | 28  | 29  | 30  |
| 22  | 31  |     |     |     |     |     |     |

| Juni | Juni | Juni | Juni | Juni | Juni | Juni | Juni |
| Kw   | Mo   | Di   | Mi   | Do   | Fr   | Sa   | So   |
| ---- | ---- | ---- | ---- | ---- | ---- | ---- | ---- |
| 22   |      | 1    | 2    | 3    | 4    | 5    | 6    |
| 23   | 7    | 8    | 9    | 10   | 11   | 12   | 13   |
| 24   | 14   | 15   | 16   | 17   | 18   | 19   | 20   |
| 25   | 21   | 22   | 23   | 24   | 25   | 26   | 27   |
| 26   | 28   | 29   | 30   |      |      |      |      |

| Juli | Juli | Juli | Juli | Juli | Juli | Juli | Juli |
| Kw   | Mo   | Di   | Mi   | Do   | Fr   | Sa   | So   |
| ---- | ---- | ---- | ---- | ---- | ---- | ---- | ---- |
| 26   |      |      |      | 1    | 2    | 3    | 4    |
| 27   | 5    | 6    | 7    | 8    | 9    | 10   | 11   |
| 28   | 12   | 13   | 14   | 15   | 16   | 17   | 18   |
| 29   | 19   | 20   | 21   | 22   | 23   | 24   | 25   |
| 30   | 26   | 27   | 28   | 29   | 30   | 31   |      |

| August | August | August | August | August | August | August | August |
| Kw     | Mo     | Di     | Mi     | Do     | Fr     | Sa     | So     |
| ------ | ------ | ------ | ------ | ------ | ------ | ------ | ------ |
| 30     |        |        |        |        |        |        | 1      |
| 31     | 2      | 3      | 4      | 5      | 6      | 7      | 8      |
| 32     | 9      | 10     | 11     | 12     | 13     | 14     | 15     |
| 33     | 16     | 17     | 18     | 19     | 20     | 21     | 22     |
| 34     | 23     | 24     | 25     | 26     | 27     | 28     | 29     |
| 35     | 30     | 31     |        |        |        |        |        |

| September | September | September | September | September | September | September | September |
| Kw        | Mo        | Di        | Mi        | Do        | Fr        | Sa        | So        |
| --------- | --------- | --------- | --------- | --------- | --------- | --------- | --------- |
| 35        |           |           | 1         | 2         | 3         | 4         | 5         |
| 36        | 6         | 7         | 8         | 9         | 10        | 11        | 12        |
| 37        | 13        | 14        | 15        | 16        | 17        | 18        | 19        |
| 38        | 20        | 21        | 22        | 23        | 24        | 25        | 26        |
| 39        | 27        | 28        | 29        | 30        |           |           |           |

| Oktober | Oktober | Oktober | Oktober | Oktober | Oktober | Oktober | Oktober |
| Kw      | Mo      | Di      | Mi      | Do      | Fr      | Sa      | So      |
| ------- | ------- | ------- | ------- | ------- | ------- | ------- | ------- |
| 39      |         |         |         |         | 1       | 2       | 3       |
| 40      | 4       | 5       | 6       | 7       | 8       | 9       | 10      |
| 41      | 11      | 12      | 13      | 14      | 15      | 16      | 17      |
| 42      | 18      | 19      | 20      | 21      | 22      | 23      | 24      |
| 43      | 25      | 26      | 27      | 28      | 29      | 30      | 31      |

| November | November | November | November | November | November | November | November |
| Kw       | Mo       | Di       | Mi       | Do       | Fr       | Sa       | So       |
| -------- | -------- | -------- | -------- | -------- | -------- | -------- | -------- |
| 44       | 1        | 2        | 3        | 4        | 5        | 6        | 7        |
| 45       | 8        | 9        | 10       | 11       | 12       | 13       | 14       |
| 46       | 15       | 16       | 17       | 18       | 19       | 20       | 21       |
| 47       | 22       | 23       | 24       | 25       | 26       | 27       | 28       |
| 48       | 29       | 30       |          |          |          |          |          |

| Dezember | Dezember | Dezember | Dezember | Dezember | Dezember | Dezember | Dezember |
| Kw       | Mo       | Di       | Mi       | Do       | Fr       | Sa       | So       |
| -------- | -------- | -------- | -------- | -------- | -------- | -------- | -------- |
| 48       |          |          | 1        | 2        | 3        | 4        | 5        |
| 49       | 6        | 7        | 8        | 9        | 10       | 11       | 12       |
| 50       | 13       | 14       | 15       | 16       | 17       | 18       | 19       |
| 51       | 20       | 21       | 22       | 23       | 24       | 25       | 26       |
| 52       | 27       | 28       | 29       | 30       | 31       |          |          |

| Januar | Januar | Januar | Januar | Januar | Januar | Januar | Januar |
| Kw     | Mo     | Di     | Mi     | Do     | Fr     | Sa     | So     |
| ------ | ------ | ------ | ------ | ------ | ------ | ------ | ------ |
| 53     |        |        |        |        | 1      | 2      | 3      |
| 1      | 4      | 5      | 6      | 7      | 8      | 9      | 10     |
| 2      | 11     | 12     | 13     | 14     | 15     | 16     | 17     |
| 3      | 18     | 19     | 20     | 21     | 22     | 23     | 24     |
| 4      | 25     | 26     | 27     | 28     | 29     | 30     | 31     |

| Februar | Februar | Februar | Februar | Februar | Februar | Februar | Februar |
| Kw      | Mo      | Di      | Mi      | Do      | Fr      | Sa      | So      |
| ------- | ------- | ------- | ------- | ------- | ------- | ------- | ------- |
| 5       | 1       | 2       | 3       | 4       | 5       | 6       | 7       |
| 6       | 8       | 9       | 10      | 11      | 12      | 13      | 14      |
| 7       | 15      | 16      | 17      | 18      | 19      | 20      | 21      |
| 8       | 22      | 23      | 24      | 25      | 26      | 27      | 28      |

| März | März | März | März | März | März | März | März |
| Kw   | Mo   | Di   | Mi   | Do   | Fr   | Sa   | So   |
| ---- | ---- | ---- | ---- | ---- | ---- | ---- | ---- |
| 9    | 1    | 2    | 3    | 4    | 5    | 6    | 7    |
| 10   | 8    | 9    | 10   | 11   | 12   | 13   | 14   |
| 11   | 15   | 16   | 17   | 18   | 19   | 20   | 21   |
| 12   | 22   | 23   | 24   | 25   | 26   | 27   | 28   |
| 13   | 29   | 30   | 31   |      |      |      |      |

| April | April | April | April | April | April | April | April |
| Kw    | Mo    | Di    | Mi    | Do    | Fr    | Sa    | So    |
| ----- | ----- | ----- | ----- | ----- | ----- | ----- | ----- |
| 13    |       |       |       | 1     | 2     | 3     | 4     |
| 14    | 5     | 6     | 7     | 8     | 9     | 10    | 11    |
| 15    | 12    | 13    | 14    | 15    | 16    | 17    | 18    |
| 16    | 19    | 20    | 21    | 22    | 23    | 24    | 25    |
| 17    | 26    | 27    | 28    | 29    | 30    |       |       |

| Mai | Mai | Mai | Mai | Mai | Mai | Mai | Mai |
| Kw  | Mo  | Di  | Mi  | Do  | Fr  | Sa  | So  |
| --- | --- | --- | --- | --- | --- | --- | --- |
| 17  |     |     |     |     |     | 1   | 2   |
| 18  | 3   | 4   | 5   | 6   | 7   | 8   | 9   |
| 19  | 10  | 11  | 12  | 13  | 14  | 15  | 16  |
| 20  | 17  | 18  | 19  | 20  | 21  | 22  | 23  |
| 21  | 24  | 25  | 26  | 27  | 28  | 29  | 30  |
| 22  | 31  |     |     |     |     |     |     |

| Juni | Juni | Juni | Juni | Juni | Juni | Juni | Juni |
| Kw   | Mo   | Di   | Mi   | Do   | Fr   | Sa   | So   |
| ---- | ---- | ---- | ---- | ---- | ---- | ---- | ---- |
| 22   |      | 1    | 2    | 3    | 4    | 5    | 6    |
| 23   | 7    | 8    | 9    | 10   | 11   | 12   | 13   |
| 24   | 14   | 15   | 16   | 17   | 18   | 19   | 20   |
| 25   | 21   | 22   | 23   | 24   | 25   | 26   | 27   |
| 26   | 28   | 29   | 30   |      |      |      |      |

| Juli | Juli | Juli | Juli | Juli | Juli | Juli | Juli |
| Kw   | Mo   | Di   | Mi   | Do   | Fr   | Sa   | So   |
| ---- | ---- | ---- | ---- | ---- | ---- | ---- | ---- |
| 26   |      |      |      | 1    | 2    | 3    | 4    |
| 27   | 5    | 6    | 7    | 8    | 9    | 10   | 11   |
| 28   | 12   | 13   | 14   | 15   | 16   | 17   | 18   |
| 29   | 19   | 20   | 21   | 22   | 23   | 24   | 25   |
| 30   | 26   | 27   | 28   | 29   | 30   | 31   |      |

| August | August | August | August | August | August | August | August |
| Kw     | Mo     | Di     | Mi     | Do     | Fr     | Sa     | So     |
| ------ | ------ | ------ | ------ | ------ | ------ | ------ | ------ |
| 30     |        |        |        |        |        |        | 1      |
| 31     | 2      | 3      | 4      | 5      | 6      | 7      | 8      |
| 32     | 9      | 10     | 11     | 12     | 13     | 14     | 15     |
| 33     | 16     | 17     | 18     | 19     | 20     | 21     | 22     |
| 34     | 23     | 24     | 25     | 26     | 27     | 28     | 29     |
| 35     | 30     | 31     |        |        |        |        |        |

| September | September | September | September | September | September | September | September |
| Kw        | Mo        | Di        | Mi        | Do        | Fr        | Sa        | So        |
| --------- | --------- | --------- | --------- | --------- | --------- | --------- | --------- |
| 35        |           |           | 1         | 2         | 3         | 4         | 5         |
| 36        | 6         | 7         | 8         | 9         | 10        | 11        | 12        |
| 37        | 13        | 14        | 15        | 16        | 17        | 18        | 19        |
| 38        | 20        | 21        | 22        | 23        | 24        | 25        | 26        |
| 39        | 27        | 28        | 29        | 30        |           |           |           |

| Oktober | Oktober | Oktober | Oktober | Oktober | Oktober | Oktober | Oktober |
| Kw      | Mo      | Di      | Mi      | Do      | Fr      | Sa      | So      |
| ------- | ------- | ------- | ------- | ------- | ------- | ------- | ------- |
| 39      |         |         |         |         | 1       | 2       | 3       |
| 40      | 4       | 5       | 6       | 7       | 8       | 9       | 10      |
| 41      | 11      | 12      | 13      | 14      | 15      | 16      | 17      |
| 42      | 18      | 19      | 20      | 21      | 22      | 23      | 24      |
| 43      | 25      | 26      | 27      | 28      | 29      | 30      | 31      |

| November | November | November | November | November | November | November | November |
| Kw       | Mo       | Di       | Mi       | Do       | Fr       | Sa       | So       |
| -------- | -------- | -------- | -------- | -------- | -------- | -------- | -------- |
| 44       | 1        | 2        | 3        | 4        | 5        | 6        | 7        |
| 45       | 8        | 9        | 10       | 11       | 12       | 13       | 14       |
| 46       | 15       | 16       | 17       | 18       | 19       | 20       | 21       |
| 47       | 22       | 23       | 24       | 25       | 26       | 27       | 28       |
| 48       | 29       | 30       |          |          |          |          |          |

| Dezember | Dezember | Dezember | Dezember | Dezember | Dezember | Dezember | Dezember |
| Kw       | Mo       | Di       | Mi       | Do       | Fr       | Sa       | So       |
| -------- | -------- | -------- | -------- | -------- | -------- | -------- | -------- |
| 48       |          |          | 1        | 2        | 3        | 4        | 5        |
| 49       | 6        | 7        | 8        | 9        | 10       | 11       | 12       |
| 50       | 13       | 14       | 15       | 16       | 17       | 18       | 19       |
| 51       | 20       | 21       | 22       | 23       | 24       | 25       | 26       |
| 52       | 27       | 28       | 29       | 30       | 31       |          |          |

Das Jahr 2010 war geprägt von einem Erdbeben in Haiti, bei dem etwa 220.000 Menschen starben und 1,3 Mio. Menschen obdachlos wurden. Für die Vereinigten Staaten wurde die Explosion der Bohrinsel Deepwater Horizon im Golf von Mexiko zur schlimmsten Ölkatastrophe in ihrer Geschichte. In Deutschland starben bei einem Gedränge im Zugangsbereich der Loveparade in Duisburg 21 Menschen und mindestens 652 wurden verletzt. Der nachfolgende Prozess gegen die Verantwortlichen dauerte mehrere Jahre lang. Lena Meyer-Landrut gewann den Eurovision Song Contest in Oslo, was für Deutschland der zweite Sieg des Wettbewerbs war.

## Ereignisse

### Politik und Weltgeschehen

#### Januar
- 01. Januar: Die EU-Ratspräsidentschaft geht an Spanien über.
- 01. Januar: Doris Leuthard wird neue Bundespräsidentin der Schweiz
- 19. Januar: Bei einer Nachwahl zum US-Senat in Massachusetts wird der Republikaner Scott Brown zum Nachfolger des im Sommer 2009 verstorbenen demokratischen Senators Ted Kennedy gewählt.[3] Damit verlieren die Demokraten die 60-Stimmen-Mehrheit im Senat.[3]
- 26. Januar: Mahinda Rajapaksa, der amtierende Präsident von Sri Lanka, wird mit 57,9 % der Wählerstimmen im Amt bestätigt.[4] Sein Herausforderer Sarath Fonseka wird am 8. Februar unter Hausarrest gestellt.[4]
- 28. Januar: In Dhaka werden fünf an der Ermordung des Staatspräsidenten Mujibur Rahman und seiner Familie im August 1975 beteiligte Militärangehörige durch den Strang hingerichtet.
- 31. Januar: Der malawische Präsident Bingu wa Mutharika wird für ein Jahr zum Präsidenten der Afrikanischen Union gewählt. Gleichzeitig nimmt die Afrikanische Union eine neue Flagge an.

#### Februar
- 03. Februar: Die Europäische Kommission stellt den Haushalt Griechenlands unter EU-Kontrolle; bis 2012 muss das Land seine Neuverschuldung unter die Marke der EU-Konvergenzkriterien von drei Prozent des Bruttoinlandproduktes drücken.

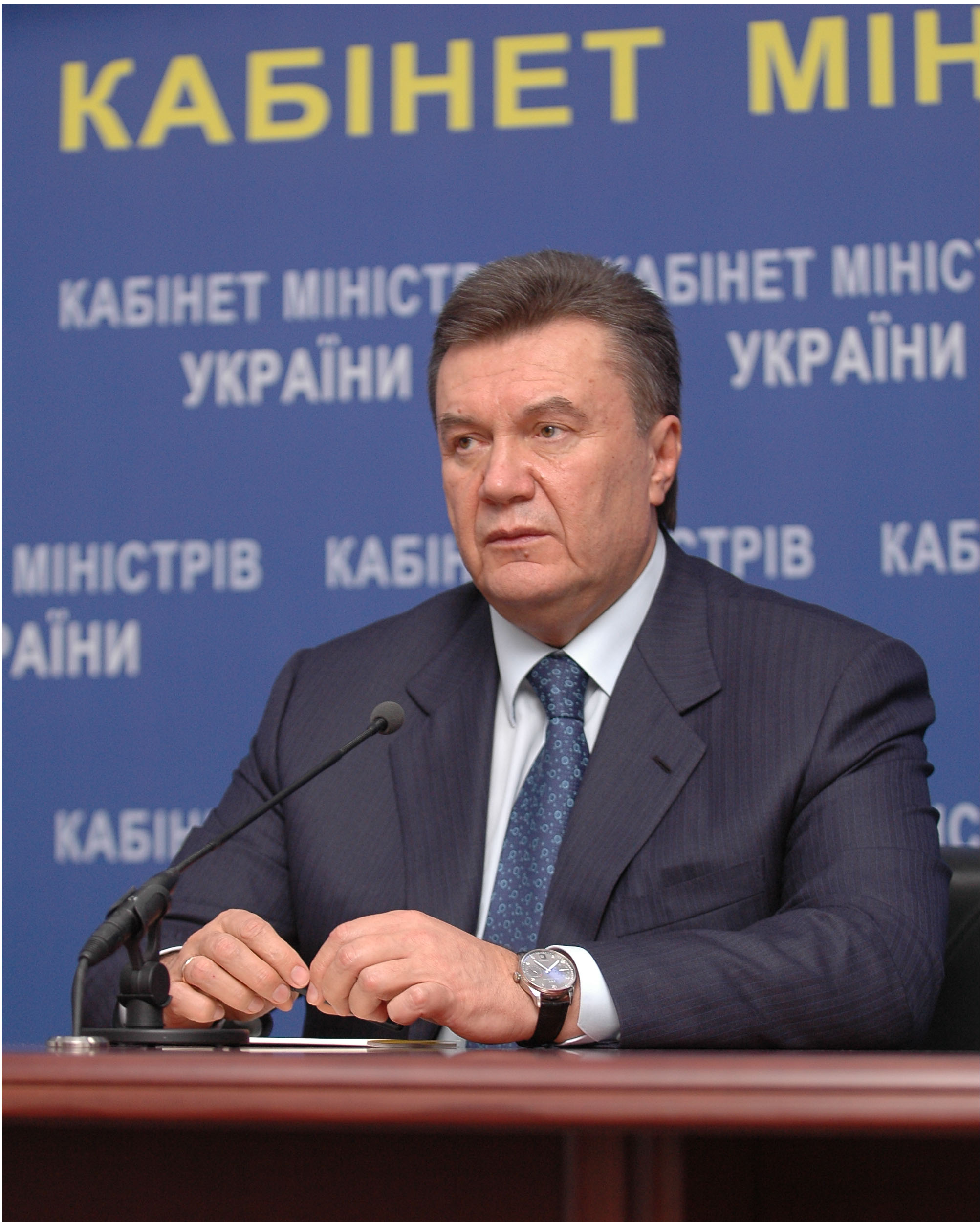
Wiktor Janukowytsch

- 07. Februar: Bei den Stichwahlen zum Präsidenten der Ukraine geht Wiktor Janukowytsch als Sieger hervor.
- 09. Februar: Das Europäische Parlament bestätigt die neue Kommission unter Präsident José Manuel Durão Barroso.
- 09. Februar: das deutsche Bundesverfassungsgericht verkündet sein Urteil über die sog. Hartz-4-Gesetze und erklärt insbesondere das Zustandekommen der Regelsätze für verfassungswidrig.
- 10. Februar: In Nigeria übernimmt Vizepräsident Goodluck Jonathan die Präsidentschaft für den todkranken und im Ausland behandelten Umaru Yar’Adua.
- 11. Februar: Das EU-Parlament kippt das SWIFT-Abkommen, das US-amerikanischen Terrorfahndern gestattet hätte, auf europäische Bankdaten zuzugreifen.
- 18. Februar: Bei einem Militärputsch in Niger wird Präsident Mamadou Tandja gestürzt und eine Militärdiktatur eingesetzt, die die Verfassung außer Kraft setzt.
- 19. Februar: Wegen des Streits über die Verlängerung des Afghanistan-Einsatzes zerbricht die niederländische Regierung unter Ministerpräsident Jan Peter Balkenende.
- 24. Februar: Die Europäische Kommission empfiehlt die Aufnahme von Beitrittsverhandlungen zwischen der Europäischen Union und Island.

#### März
- 02. März: Das deutsche Bundesverfassungsgericht erklärt die Vorratsdatenspeicherung in der bisherigen Form für verfassungswidrig. Es fordert strengere Vorkehrungen zur Datensicherheit, zur Transparenz und für den Datenabruf durch Sicherheitsbehörden.
- 03. März: Ein von Wiktor Janukowytschs Regierungspartei beantragtes Misstrauensvotum, dem das Parlament zustimmt, zwingt die ukrainische Ministerpräsidentin Julija Tymoschenko zum Rücktritt.[5]
- 21. März: Das Repräsentantenhaus der Vereinigten Staaten verabschiedet mit knapper Mehrheit die Gesundheitsreform von Präsident Barack Obama.
- 29. März: 39 Menschen sterben bei Anschlägen in Moskau.

Flagge der Westeuropäischen Union

- 31. März: In Brüssel gibt die Westeuropäische Union ihre Auflösung bekannt. Nach dem Vertrag von Lissabon übernimmt die Europäische Union ihre Aufgaben.[6]

#### April
- 02. April: Während des 9-stündigen, kriegerischen, sogenannten Karfreitagsgefechts mit Aufständischen im Rahmen der ISAF-Mission in Afghanistan (Distrikt Char Darreh, etwa 6 km westlich von Kunduz) kommen drei deutsche Soldaten ums Leben, acht weitere werden zum Teil schwer verwundet.
- 06. April: Baubeginn der Erdgas-Pipeline Nord Stream durch die Ostsee nach Deutschland.
- 07. April: Putsch in der kirgisischen Hauptstadt Bischkek, bei den Ausschreitungen sterben 75 Menschen, mehr als 1.000 werden verletzt. Präsident Kurmanbek Bakijew flieht. Eine Übergangsregierung unter der Leitung von Rosa Otunbajewa übernimmt die Macht.
- 08. April: US-Präsident Barack Obama und der russische Präsident Dmitri Medwedew unterzeichnen einen neuen START-Vertrag zur atomaren Abrüstung.
- 10. April: Bei dem Flugunfall von Smolensk 2010 sterben der polnische Präsident Lech Kaczyński und zahlreiche polnische Politiker, Militärs und Würdenträger. Insgesamt sterben 96 Menschen. Die Delegation war auf dem Weg zur Gedenkfeier des 70. Jahrestags des Massakers von Katyn.
- 21. April: Der ukrainische Präsident Wiktor Janukowytsch vereinbart mit seinem russischen Amtskollegen Dmitri Medwedew die Verlängerung des Nutzungsrechtes der russischen Schwarzmeerflotte in Sewastopol über 2017 hinaus und die Lieferung von russischen Erdgas zu günstigeren Bedingungen.
- 22. April: Die NATO-Außenminister beschließen die Aufnahme von Bosnien und Herzegowina in den Aktionsplan für Beitrittskandidaten und raten zu weiteren Reformen.
- 23. April: Griechenland, welches durch die Finanzkrise ab 2007 kurz vor dem Staatsbankrott steht, bittet die Europäische Union und den Internationalen Währungsfonds um insgesamt 45 Milliarden Euro Finanzhilfe.
- 25. April: Beim Gipfeltreffen der Weltbank beschließen die 186 Mitgliedstaaten die Neuverteilung der Stimmrechte und geben Schwellen- und Entwicklungsländern gegenüber den Industriestaaten mehr Mitspracherecht.
- 27. April: Norwegens Ministerpräsident Jens Stoltenberg und Russlands Präsident Dmitri Anatoljewitsch Medwedew beenden den seit 40 Jahren schwelenden Streit um die gemeinsame Grenze in der Barentssee und der Arktis.

#### Mai
- 01. Mai: Der Anschlagsversuch am Times Square in New York City macht international Schlagzeilen.
- 04. Mai: Die Staats- und Regierungschefs der Mitgliedsländer der Union Südamerikanischer Nationen wählen Néstor Kirchner zum ersten Generalsekretär der Organisation.
- 07. Mai: Chile tritt als erster südamerikanischer und als zweiter lateinamerikanischer Staat nach Mexiko der OECD bei.[7]
- 10. Mai: Der Europäische Rat beschließt die Einrichtung des Europäischen Stabilitätsmechanismus („Euro-Rettungsschirm“) mit einem Umfang von 750 Milliarden Euro. Die griechische Finanzkrise zieht eine Eurokrise nach sich.

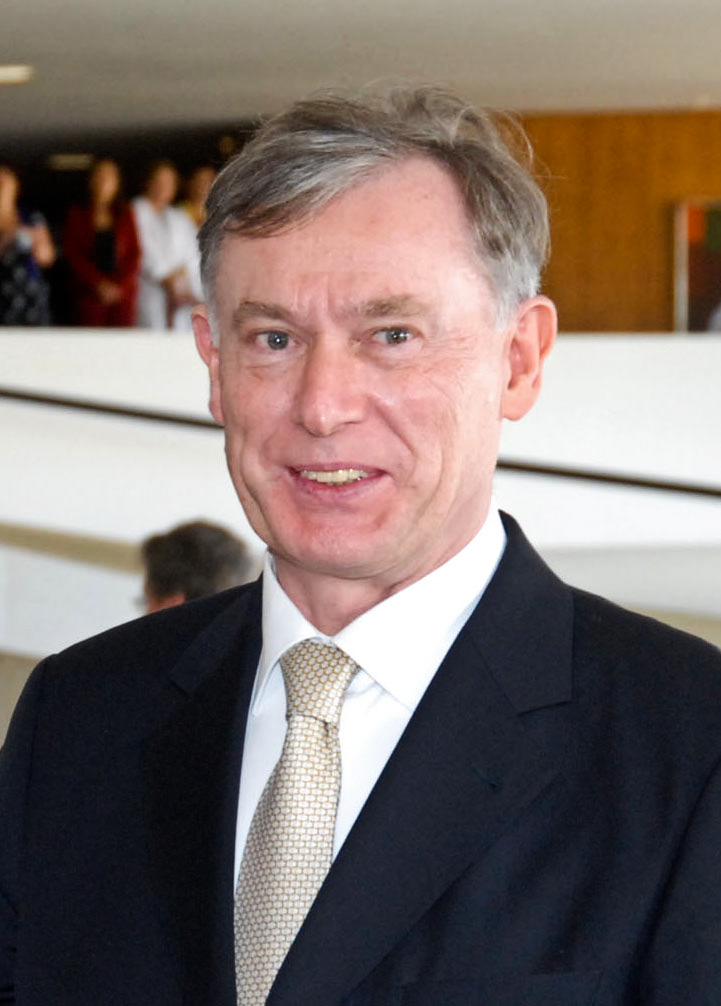
Horst Köhler

- 15. – 19. Mai: Thailändische Sicherheitskräfte schlagen die Unruhen der „Rothemden“ in Bangkok nieder. Dutzende Menschen sterben.
- 31. Mai: Horst Köhler erklärt den sofortigen Rücktritt vom Amt des deutschen Bundespräsidenten.

#### Juni
- 13. Juni: Parlamentswahlen in Belgien
- 30. Juni: Christian Wulff (CDU) wird von der Bundesversammlung zum zehnten Bundespräsidenten der Bundesrepublik Deutschland gewählt. Er erhält im dritten Wahlgang 625 Stimmen gegenüber Joachim Gauck (parteilos) mit 494 Stimmen.
- 30. Juni: Benigno Aquino III. tritt sein Amt als Präsident der Philippinen an.

#### Juli
- 01. Juli bis 31. Dezember: Belgien übernimmt EU-Ratspräsidentschaft.
- 21. Juli: Slowenien wird 32. Mitgliedstaat der OECD.[8]
- 23. Juli: Ein israelisches Gericht verurteilt Sabbar Kaschur wegen Vergewaltigung zu 18 Monaten Gefängnis, weil eine Israelin ihn beim einvernehmlichen Verkehr für einen Juden hielt, hinterher aber erfuhr, dass er Palästinenser ist. Später hat dieses Urteil vor einem höheren Gericht Bestand.

#### August
- 01. August: Das von 108 Staaten der Vereinten Nationen ratifizierte Gesetz zur Ächtung von Streumunition tritt in Kraft.[9]
- 01. August: Das SWIFT-Abkommen, das es US-amerikanischen Terrorfahndern ermöglicht, Einsicht in EU-Konten zu bekommen, tritt in Kraft.[10]
- 05. August: In Chile werden 33 Bergarbeiter in einer Kupfer- und Goldmine verschüttet. Sie werden am 13. Oktober alle lebend gerettet.

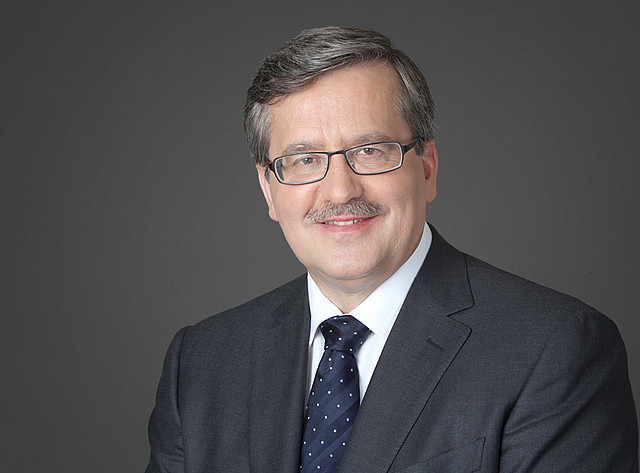
Bronisław Komorowski

- 06. August: In Polen wird Bronisław Komorowski einen Monat nach der Präsidentschaftswahl vor dem Parlament als Staatspräsident vereidigt.[11]
- 07. August: In Kolumbien wird Juan Manuel Santos vor dem Parlament als Staatspräsident vereidigt.[12]
- 10. August: Die Weltgesundheitsorganisation (WHO) erklärt die Schweinegrippe-Pandemie offiziell für beendet.[13]
- 12. August: In Suriname wird Desi Bouterse vor der Nationalversammlung als Staatspräsident vereidigt.[14]
- 16. August: Die Volksrepublik China verdrängt Japan von Platz zwei der wirtschaftsstärksten Nationen der Welt.[15]
- 19. August: Sieben Jahre nach der Invasion verlassen die letzten US-Kampftruppen den Irak.[16]
- 21. August: Parlamentswahlen in Australien
- 25. August: Danny Philip wird vom Parlament zum Premierminister der Salomonen gewählt.[17]

#### September
- 07. September: Israel wird 33. Mitgliedstaat der OECD.[18]
- 12. September: Verfassungsreferendum in der Türkei (Zustimmung 57,93 Prozent)
- 19. September: In Schweden wird bei der Wahl zum Schwedischen Reichstag die Bürgerliche Allianz unter Ministerpräsident Fredrik Reinfeldt wiedergewählt.
- 26. September: Parlamentswahlen in Venezuela 2010. Die Partei Movimiento Quinta República von Hugo Chávez (Präsident 1999–2013) bleibt an der Macht.
- 27. September: Der Präsident der Republik Kosovo, Fatmir Sejdiu, tritt zurück; Übergangspräsident bis zur Neuwahl wird Jakup Krasniqi.
- 30. September: In Quito beginnt die Meuterei in Ecuador. Unzufriedene Polizisten, die von einigen Armeeeinheiten unterstützt werden, versuchen einen Putsch gegen den Staatspräsidenten Rafael Correa.
- 30. September: 'Schwarzer Donnerstag' in Stuttgart während der Proteste gegen Stuttgart 21: Polizeieinheiten räumen den Mittleren Schlossgarten. Mehrere Schwerverletzte, darunter auch Minderjährige.

#### Oktober
- 10. Oktober: Die Niederländischen Antillen werden aufgelöst und Curaçao sowie Sint Maarten werden autonome Gebiete innerhalb des Königreiches der Niederlande. Die Inseln Saba, Sint Eustatius und Bonaire werden zu Besonderen Gemeinden der Niederlande.
- 13. Oktober: Die am 5. August verschütteten chilenischen Bergarbeiter werden gerettet.
- 21. Oktober: In Myanmar wird eine neue Flagge eingeführt.

#### November
- 01. November: Bundesweite Einführung des elektronischen Personalausweises in Deutschland.
- 02. November: Bei Wahlen in den USA verlieren die Demokraten unter Präsident Barack Obama die absolute Mehrheit im Repräsentantenhaus; im US-Senat halten sie weiterhin eine Mehrheit.
- 02. November: In Kalifornien findet ein Volksentscheid zur Frage statt, ob Cannabis legalisiert wird (54 % stimmen dagegen).
- 02. November: Oberstaufen ist der erste deutsche Ort, der im unter Datenschutzaspekten umstrittenen Zusatzdienst Google Street View straßenweise im Internet betrachtet werden kann.
- 05. November: Der zwölfte Castor-Transport startet in Nordfrankreich mit dem Ziel Gorleben.
- 19./20. November: Die NATO beschließt auf ihrem Gipfel in Lissabon einen gemeinschaftlichen Raketenschild in Partnerschaft mit Russland sowie ein neues strategisches Konzept.
- 20./21. November: Papst Benedikt XVI. kreiert beim Konsistorium am Christkönigsfest 24 neue Kardinäle, darunter 2 Deutsche (Reinhard Marx und Walter Brandmüller)[19]
- 23. November: Die nordkoreanische Volksarmee beschießt die von Südkorea beanspruchte Insel Yeonpyeong. Dabei werden 2 südkoreanische Soldaten getötet und über 20 Personen verletzt. Südkoreas Präsident Lee Myung-bak ordnet daraufhin die Mobilmachung der Armee an.

#### Dezember
- 10. Vertragsstaatenkonferenz (COP 10) der UN-Biodiversitätskonvention in Japan und Erreichen des Countdown 2010
- Geplanter Abschluss des Bologna-Prozesses.
- 01./2. Dezember OSZE-Treff in Astana (Kasachstan).
- 09. Dezember: Estland wird 34. Mitgliedstaat der OECD.[20]
- Revolution in Tunesien 2010/2011.
- 21. Dezember: Die Staatsanwaltschaft Mailand nimmt Ermittlungen gegen Berlusconi wegen Förderung der Prostitution Minderjähriger und Amtsmissbrauchs auf (Ruby-Affäre).

### Katastrophen
- 10. April: Beim Unfall einer Tupolew Tu-154 in der Nähe des russischen Smolensk kommen 96 Menschen ums Leben, darunter Polens Staatspräsident Lech Kaczyński und weitere hochrangige polnische Politiker und Militärs.
- 20. April: Bei einer Explosion auf der Bohrinsel Deepwater Horizon im Golf von Mexiko kommen vermutlich elf Menschen ums Leben. In der Folge sinkt die Bohrinsel, und es kommt zur Ölpest im Golf von Mexiko
- 12. Mai: Bei einem Flugunfall einer Maschine der Afriqiyah Airways kommen 103 Menschen ums Leben. Nur ein neunjähriger Junge überlebt.[21]
- 22. Mai: Bei einem missglückten Landeversuch einer Boeing 737 der Fluggesellschaft Air India in Mangalore kommen 158 Menschen ums Leben; nur wenige Passagiere überleben.[22]
- 02. Juli: Im kongolesischen Ort Sange (Südkivu) fordert die Explosion eines verunglückten, mit Motorenbenzin beladenen Tankwagens letztlich 271 Tote und über 150 Verletzte.
- 24. Juli: Bei dem Unglück bei der Loveparade 2010 in Duisburg kommen 21 Menschen ums Leben, mindestens 652 Teilnehmer werden zum Teil schwer verletzt.[2]
- 28. Juli: Ein Airbus 321 der pakistanischen Airblue stürzt beim Landeanflug auf Islamabad ab. 152 Menschen sterben beim ersten Zwischenfall mit diesem Flugzeugtyp.
- 04. Oktober: Der Damm des Deponiebeckens einer Aluminiumhütte unweit der ungarischen Ortschaft Kolontár bricht. Mehrere Gemeinden werden von einer schwermetallhaltigen und ätzenden Rotschlammflut getroffen; an den Folgen sterben zehn Menschen, 150 Personen werden verletzt; mehrere hundert müssen evakuiert werden. Auf einer Fläche von 40 km² wird jedes pflanzliche und tierische Leben erstickt.
- 22. November: Beim traditionellen Wasserfest in der kambodschanischen Hauptstadt Phnom Penh bricht eine Massenpanik aus. Mindestens 339 Menschen sterben bei Gedränge auf einer Brücke.

### Naturereignisse
- 12. Januar: Bei einem Erdbeben in Haiti sterben etwa 220.000 Menschen, über eine Million Menschen werden obdachlos.
- 20. Februar: Heftige Regengüsse auf der Blumeninsel Madeira führen zu Überschwemmungen und Erdrutschen. Über 40 Tote.
- 26.–28. Februar: Orkan Xynthia rast über Portugal, Spanien, Frankreich, Benelux und Deutschland hinweg. Über 60 Menschen sterben; die meisten Opfer gibt es in Frankreich.
- 27. Februar: Ein schweres Erdbeben in Chile, nahe der Stadt Concepción.
- 05. April: Durch heftige Regenfälle ausgelöste Erdrutsche und Überschwemmungen fordern in der brasilianischen Metropole Rio de Janeiro bis zu 300 Menschenleben.
- 14. April: Qinghai/Volksrepublik China: Bei einem Erdbeben der Stärke 7,1 auf der Richterskala in der nordwestlichen Provinz des Landes sterben mindestens 1300 Menschen und 10000 werden verletzt.
- 15. April: Nach einem neuerlichen Ausbruch des Vulkans Eyjafjallajökull auf Island muss aufgrund von Aschewolken der Luftraum weiträumig gesperrt werden. Nachdem zunächst die Britischen Inseln und die skandinavischen Staaten betroffen sind, weitet sich die Störung in der Folge auch auf Frankreich, die Beneluxstaaten, Deutschland und Mitteleuropa aus. In drei Viertel Europas musste der Flugverkehr ausgesetzt werden, was schwere wirtschaftliche Schäden für die vom Flugverbot betroffenen Länder zur Folge hatte.
- Mitte/Ende Mai: In Teilen Europas kommt es zu Überflutungen durch Hochwasser. Besonders stark betroffen ist Polen.[23]
- Ende Juli/Anfang August: Flutkatastrophe in Pakistan: Mehr als 1.600 Menschen sterben; 2 Millionen werden obdachlos.
- Juli bis November: Flutkatastrophe in West- und Zentralafrika: Wochenlange Regenfälle treffen vor allem Benin, Nigeria, Togo und Ghana; mindestens 377 Menschen sterben.
- 31. Juli und folgende Tage: Waldbrände in Russland
- 06. – 8. August: Starke Regenfälle und der gebrochene Staudamm des Flüsschens Witka in Polen verursachen im Dreiländereck Deutschland-Tschechien-Polen die schwerste Hochwasserkatastrophe seit Beginn der Aufzeichnungen im Jahr 1912. Besonders betroffen sind die deutschen Ortschaften Görlitz, Hagenwerder, Leuba, Ostritz, Ludwigsdorf und Ober-Neundorf; die polnischen Ortschaften Radomiersyze, Bogatynia und Zgorzelec sowie der tschechische Ort Chrastava. Insgesamt starben 4 Menschen.
- 07./8. August: Schwere Erdrutsche in der Volksrepublik China fordern viele Menschenleben.
- 04. September: Darfield-Erdbeben mit der Stärke 7,1 MW in Neuseeland.
- 18. Oktober: Der Taifun Megi im Raum Luzon (Philippinen) auf und fordert mindestens 70 Menschenleben.

### Sport
- 29. Dezember 2009 bis 7. Januar: Bei der 58. Vierschanzentournee wurde der Österreicher Andreas Kofler Sieger der Gesamtwertung.
- 01. – 17. Januar: 32. Rallye Dakar mit Start und Ziel in Buenos Aires. Sieger: Carlos Sainz (PKW); Cyril Despres (Motorrad); Marcos Patronelli (Quad); Wladimir Tschagin (LKW)
- 02. – 9. Januar: Der 22. Hopman Cup im australischen Perth endet mit Spaniens drittem Sieg nach 1990 und 2002.
- 03. Januar: Phil Taylor gewinnt die PDC World Darts Championship
- 10. – 31. Januar: Bei der 27. Fußball-Afrikameisterschaft in Angola siegte Ägypten im Finale gegen Ghana mit 1:0 und holte zum dritten Mal in Folge den Titel.
- 15. – 17. Januar: 80. Int. Lauberhornrennen in Wengen. Der Schweizer Lokalmatador Carlo Janka gewann die Abfahrt.
- 18. – 31. Januar: 98. Australian-Open-Tennisturnier in Melbourne. Sieger im Einzel: Roger Federer aus der Schweiz gewann seinen vierten Titel und Serena Williams aus den USA wiederholte ihren Sieg aus dem Vorjahr. Sie ist fünffache Einzel-Siegerin.
- 18. – 24. Januar: Eiskunstlauf-Europameisterschaften in Tallinn, Estland
- 19. – 31. Januar: 9. Handball-Europameisterschaft der Herren in Österreich. Das Endspiel gewann Frankreich gegen Kroatien mit 25:21. Damit gewannen die Franzosen den dritten großen Titel in Folge nach dem Olympiagold 2008 und der Weltmeisterschaft 2009.
- 22. – 24. Januar: 70. Hahnenkammrennen in Kitzbühel, Österreich. Der Schweizer Didier Cuche entschied die Abfahrt für sich. 31 Jahre nach seinem Vater Christian Neureuther gewann Felix Neureuther den Slalom.
- 07. Februar: Super Bowl XLIV im Sun Life Stadium in Miami Gardens, Florida. Die New Orleans Saints gewannen mit 31:17 gegen die Indianapolis Colts und holten sich ihren ersten Super-Bowl-Titel.
- 12. – 28. Februar: 21. Olympische Winterspiele im kanadischen Vancouver.
- 12. – 14. Februar: Der 33. America’s Cup fand vor Valencia statt. Das Team BMW Oracle Racing siegte mit 2:0 gegen Alinghi.
- 24. Februar bis 2. März: 17. Algarve-Cup in Portugal. Im Finale unterlag Deutschland den USA mit 2:3 Toren.
- 28. Februar bis 13. März: 12. Feldhockey-Weltmeisterschaft der Herren im indischen Neu-Delhi. Im Finale unterlag Deutschland gegen Australien mit 1:2 und verpasste den dritten WM-Titel in Folge.
- 05. März bis 5. Dezember: 99. Tennis-Davis Cup
- 12. – 21. März: 10. Winter-Paralympics im kanadischen Vancouver. Die deutsche Mannschaft belegte mit dreizehn Gold-; fünf Silber- und sechs Bronzemedaillen den ersten Platz des Medaillenspiegels.
- 12. – 14. März: 13. Leichtathletik-Hallenweltmeisterschaften in Doha, Katar
- 14. März – 14. November: Austragung der 61. Formel-1-Weltmeisterschaft
- 20. – 28. März: Bei der 32. Curling-Weltmeisterschaft der Frauen in Swift Current, Kanada siegte die deutsche Mannschaft im Finale gegen Schottland mit 8:6. Damit wurde Deutschland nach 1988 zum zweiten Mal Frauen-Curling-Weltmeister.
- 22. – 28. März: Eiskunstlauf-Weltmeisterschaften in Turin
- 26./27. März: DFB-Futsal-Cup in der Lausitz-Arena in Cottbus.
- 28. März: WrestleMania 26 im University of Phoenix Stadium in Phoenix, Arizona
- 03. April: 156. Boat Race auf der Themse zwischen den Ruder-Achtern der Universitäten von Oxford und Cambridge. Der Achter von Cambridge holte den Sieg in 17:37 Min.; insgesamt steht es 80:75 Siege für Cambridge.
- 03. – 11. April: 51. Curling-Weltmeisterschaft der Männer in Cortina d’Ampezzo, Italien
- 11. April bis 7. November: Austragung der 62. FIM-Motorrad-Straßenweltmeisterschaft
- 24. April bis 11. Mai: Schachweltmeisterschaft in Sofia. Viswanathan Anand verteidigte seinen Titel gegen Wesselin Topalow mit 6,5:5,5 Punkten.
- 30. April bis 16. Mai: 3. ICC World Twenty20 auf den British West Indies
- 07. – 23. Mai: 74. Eishockey-Weltmeisterschaft in Deutschland. Tschechien gewann das Finale mit 2:1 gegen Russland. Deutschland belegte den 4. Platz.
- 08. – 30. Mai: 93. Giro d’Italia mit Startort Amsterdam. Ivan Basso (Italien) gelang sein zweiter Sieg beim Giro.
- 16. Mai: England gewinnt die dritte World Twenty20 in den West Indies, indem es im Finale Australien mit 7 Wickets besiegt.
- 12. Mai: UEFA-Europa-League-Endspiel in der Fußball-Arena Hamburg. Atlético Madrid besiegt dabei den englischen Vertreter FC Fulham.
- 13. – 16. Mai: Deutsches Spring- und Dressurderby in Hamburg-Klein Flottbek
- 13. – 16. Mai: 24-Stunden-Rennen auf dem Nürburgring
- 15. Mai: Vor 100 Jahren wurde der Sportverein FC St. Pauli gegründet.
- 17. Mai: 150. Jahrestag der Gründung des Vereins TSV 1860 München.
- 22. Mai: UEFA-Champions-League-Finale im Estadio Santiago Bernabéu in Madrid zwischen dem FC Bayern München und Inter Mailand 0:2.
- 24. Mai bis 6. Juni: 110. French-Open-Tennisturnier in Paris. Rafael Nadal und Francesca Schiavone gewannen die Einzel.
- 11. Juni bis 11. Juli: 19. Fußball-Weltmeisterschaft der Herren in Südafrika. Spanien errang durch ein 1:0 n.V gegen die Niederlande seinen ersten Weltmeistertitel.
- 19. – 27. Juni: 129. Kieler Woche
- 21. Juni – 4. Juli: 134. Wimbledon-Tennisturnier in London. Die Einzelsieger: Rafael Nadal (Herren) und Serena Williams (Damen). Anna-Lena Grönefeld holte zusammen mit Mark Knowles von den Bahamas den Mixed-Titel.
- 04. Juli: 9. Ironman Germany in Frankfurt am Main. Sieger: Andreas Raelert (Männer) und Sandra Wallenhorst (Frauen); beide aus Deutschland.
- 3. – 25. Juli: 97. Tour de France mit Startort Rotterdam. Toursieger: Alberto Contador zum dritten Mal nach 2007 und 2009.
- 09. – 18. Juli: CHIO Pferdesport-Turnier in Aachen
- 23. Juli bis 1. August: Baseball-Europameisterschaft in Stuttgart, Heidenheim an der Brenz und Neuenburg am Rhein. Finale: Italien – Niederlande 8:4; Deutschland holte den dritten Platz.
- 26. Juli bis 1. August: 20. Leichtathletik-Europameisterschaften in Barcelona.
- 29. Juli bis 11. August: ISSF-Weltmeisterschaft (Sportschießen) in München
- 31. Juli bis 7. August: Die 8. Gay Games finden in Köln statt.
- 04. – 15. August: 30. Schwimmeuropameisterschaften (50-Meter-Bahn) in Budapest
- 13. August: Erste Runde des DFB-Pokal 2010/11; das Finale ist für den 21. Mai 2011 im Berliner Olympiastadion vorgesehen.
- 14. – 26. August: I. Olympische Jugend-Sommerspiele in Singapur
- 17. August: 17. Schnupf-Weltmeisterschaft in Oberlauterbach, Bayern
- 25. – 29. August: 7. Regatta Sail in Bremerhaven
- 25. – 29. August: 3. Vovinam Viêt Võ Dao Worldcup in der Willi-Weyer Sportschule, Hachen
- 28. August – 12. September: 16. Basketball-Weltmeisterschaft in der Türkei. Die Mannschaft der USA holte nach 16 Jahren wieder den WM-Titel durch einen 81:64-Sieg gegen Gastgeber Türkei.
- 28. August bis 19. September: 65. Vuelta a España mit Startort Sevilla. Sieger: Vincenzo Nibali (Italien)
- 30. August bis 12. September: 129. US Open-Tennisturnier in Flushing Meadows, New York. Der Spanier Rafael Nadal und die Belgierin Kim Clijsters gewinnen die Einzeltitel.
- 01. – 15. September: 12. Feldhockey-Weltmeisterschaft der Damen in Buenos Aires, Argentinien. Gastgeber Argentinien errang mit 3:1 den Sieg gegen die Niederlande.
- 05. September: Neuseeland gewinnt das Finale der Frauen-Rugby-Union-Weltmeisterschaft in London 13:10 gegen England.
- 11. – 19. September: 29. Tischtennis-Europameisterschaft in Ostrava, Tschechien
- 18. – 30. September: Weltmeisterschaft im Gewichtheben im türkischen Antalya
- 20. September – 4. Oktober: Schacholympiade in Chanty-Mansijsk. Sieger der Herren wird die Ukraine, Sieger der Damen wird Russland I.
- 23. September bis 3. Oktober: 16. Basketball-Weltmeisterschaft der Damen in Tschechien. Nach den Herren gewannen auch die Damen der USA den Weltmeistertitel. Finale: USA – Tschechien 89:69
- 25. September bis 10. Oktober: 6. Weltreiterspiele werden in Lexington, Kentucky ausgetragen.
- 03. – 14. Oktober: 19. Commonwealth Games in Delhi, Indien
- 09. Oktober: 34. Ironman auf Hawaii. Gewinner: Chris McCormack (Männer) und Mirinda Carfrae (Frauen); beide aus Australien.
- 10. Oktober: Jorge Lorenzo gewinnt zum ersten Mal die MotoGP-Weltmeisterschaft.
- 01. – 9. November: 59. Fechtweltmeisterschaft in Paris
- 13. November: Manny Pacquiao gewinnt in Dallas gegen Antonio Margarito und wird der erste Boxer, der in sieben Gewichtsklassen den Weltmeistertitel holte.
- 12. – 27. November: 16. Asienspiele in Guangzhou, China
- 14. November: Mit dem Sieg beim Großen Preis von Abu Dhabi schließt der 23-jährige Sebastian Vettel als neuer Formel-1-Weltmeister die Rennsaison ab. Er ist somit der zweite deutsche Fahrer, dem dies gelingt. Zudem ist er damit der jüngste Fahrer aller Zeiten, der jemals den Weltmeistertitel in der Formel 1 gewinnen konnte.
- 25. – 28. November: 14. Kurzbahnschwimmeuropameisterschaften (25-Meter-Bahn) in Eindhoven, Niederlande
- 26. – 28. November: 55. Hallenradsport WM 2010 in Stuttgart
- 02. – 25. Dezember: Schachweltmeisterschaft der Frauen. Durch ihren Sieg wird die Chinesin Hou Yifan im Alter von 16 Jahren die bislang jüngste Schachweltmeisterin.
- 07. – 19. Dezember: 9. Handball-Europameisterschaft der Frauen in Dänemark und Norwegen
- 19. Dezember: Wahl der deutschen Sportler des Jahres in Baden-Baden; Männer: Sebastian Vettel (Automobilsport), Frauen: Maria Riesch (Ski Alpin), Mannschaft: Deutsche Fußballnationalmannschaft der Männer
- Christoph Kunz, Ariella Kaeslin und Simon Ammann werden Schweizer Sportler des Jahres.

### Kultur und Gesellschaft

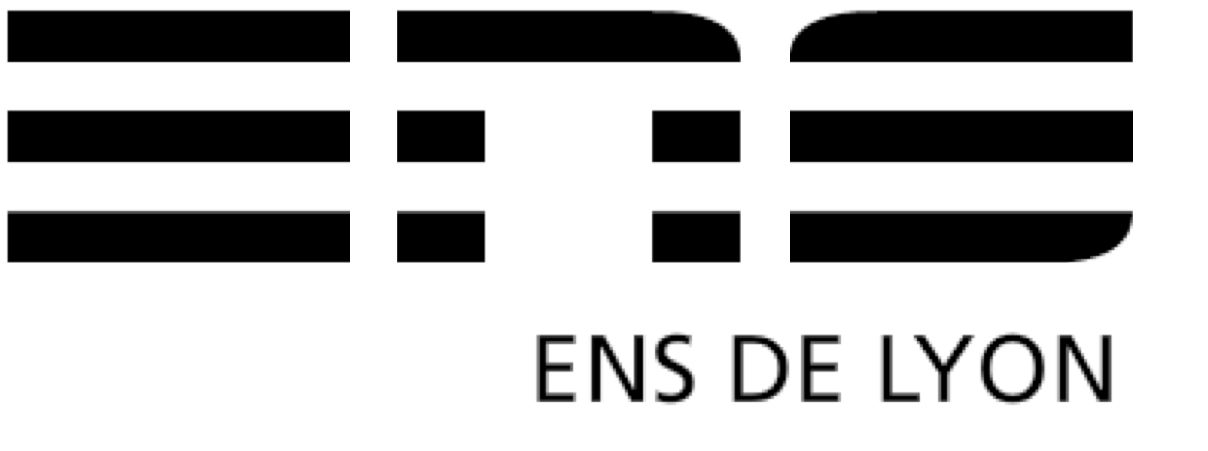
Logo der neuen ENS Lyon

- 01. Januar: Gründung der neuen École normale supérieure de Lyon, nach der Fusion der ENS Lyon mit der ENS LSH.
- 04. Januar: Einweihung des Burj Khalifa (Turm des Kalifen), das mit 828 Meter höchsten Gebäude der Welt.
- 09. Januar: Eröffnungsfestakt und Kulturfestival der Ruhr.2010 (Kulturhauptstadt Europa im Ruhrgebiet) auf dem Weltkulturerbe Zeche Zollverein
- 15. – 24. Januar: Die 75. Messe Grüne Woche findet in Berlin statt.
- 17. Januar: 67. Golden-Globe-Verleihung
- 02. – 7. Februar: transmediale Berlin

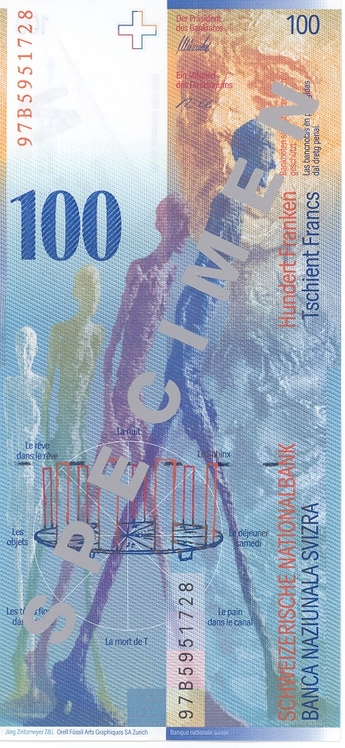
3. Februar: Skulptur L’Homme qui marche I
Rückseite des Musters einer 100-Franken-Banknote mit vier Abbildungen der Plastik aus verschiedenen Perspektiven

- 03. Februar: Ein Bronzeguss von Alberto Giacomettis Skulptur L’Homme qui marche I wechselt für 74,4 Millionen Euro den Besitzer und wird zum bis dahin teuersten Kunstwerk.
- 11. – 21. Februar: 60. Berlinale-Filmfestival
- 07. März: 82. Oscarverleihung
- 01. Mai bis 31. Oktober: Expo in Shanghai, Volksrepublik China
- 07. Mai: Hafengeburtstag in Hamburg
- 20. Mai: Aus dem Musée d’art moderne de la Ville de Paris werden von einem unbekannten Einbrecher insgesamt fünf Gemälde der Maler Georges Braque, Pablo Picasso, Amedeo Modigliani, Henri Matisse und Fernand Léger im Gesamtwert von mindestens 50 Millionen Euro gestohlen. Ihr Verbleib ist unklar.
- 28. Mai – 6. Juni: Hessentag in Stadtallendorf
- 18. – 20. Juni: 30. Tag der Niedersachsen in Celle
- 19. Juni: Parade zum Christopher Street Day (CSD) in Berlin
- 07. August: Gay Pride – Parade zum 30. Christopher Street Day in Hamburg

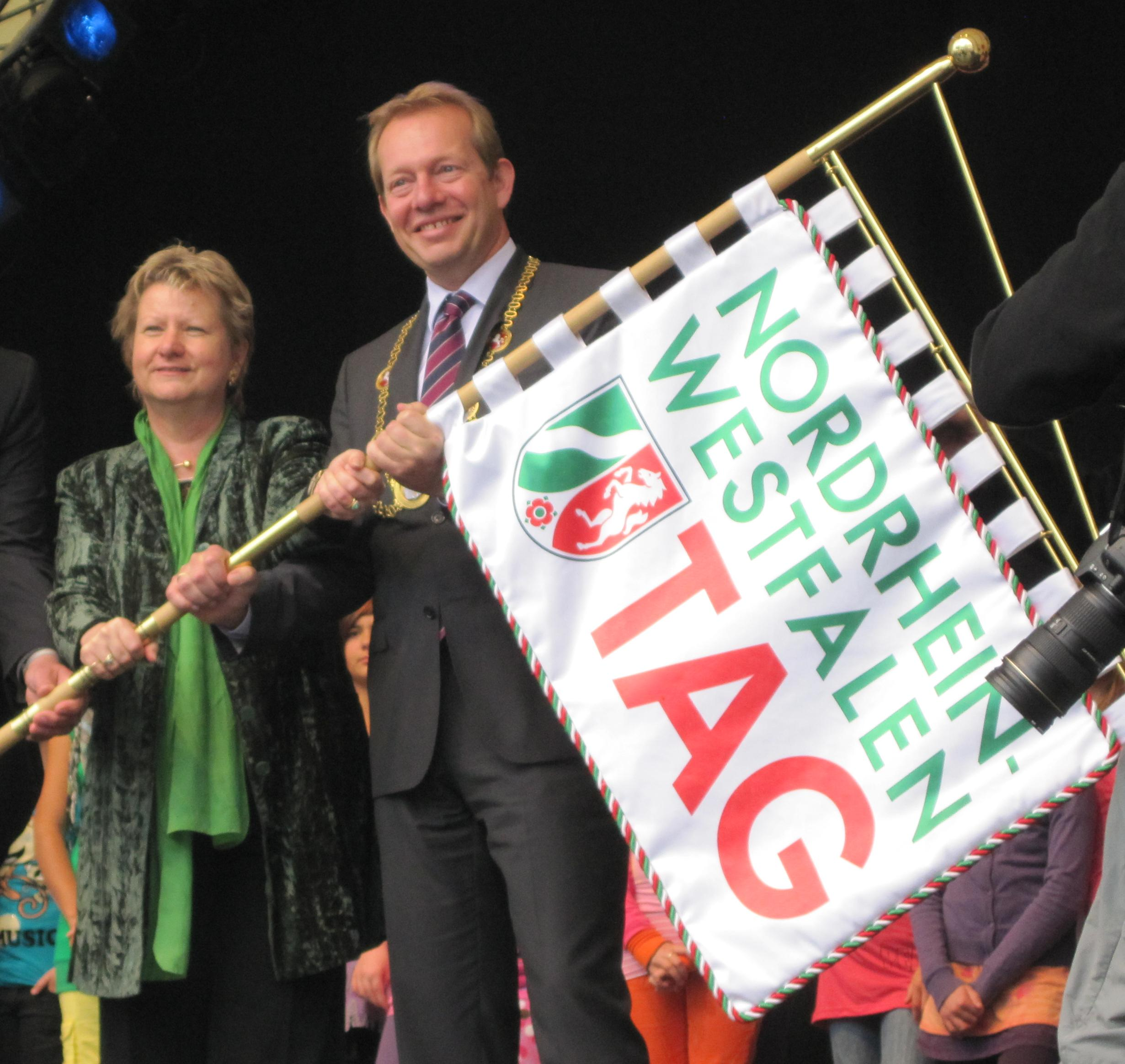
NRW-Tag 2010 in Siegen

- 06. September: Eröffnung der Hauptverhandlung im Kachelmann-Prozess vor dem Landgericht Mannheim.
- 17. – 19. September: NRW-Tag in Siegen
- 18. September – 3. Oktober: 177. Oktoberfest in München seit 200 Jahren.
- 03. September – 16. Oktober: 20. Internationales Köln Comedy Festival
- 06. – 10. Oktober: Auf der Frankfurter Buchmesse ist Argentinien Gastland.
- 09. Oktober: Eröffnung des Museums Auberlehaus in Trossingen mit der größten paläontologischen Ausstellung zwischen Stuttgart, Tübingen und Zürich.
- Eröffnung des dann größten Hotels der Welt, Asia-Asia, in DubaiLand Dubai

#### Musik
- 31. Januar: 52. Grammy-Verleihung

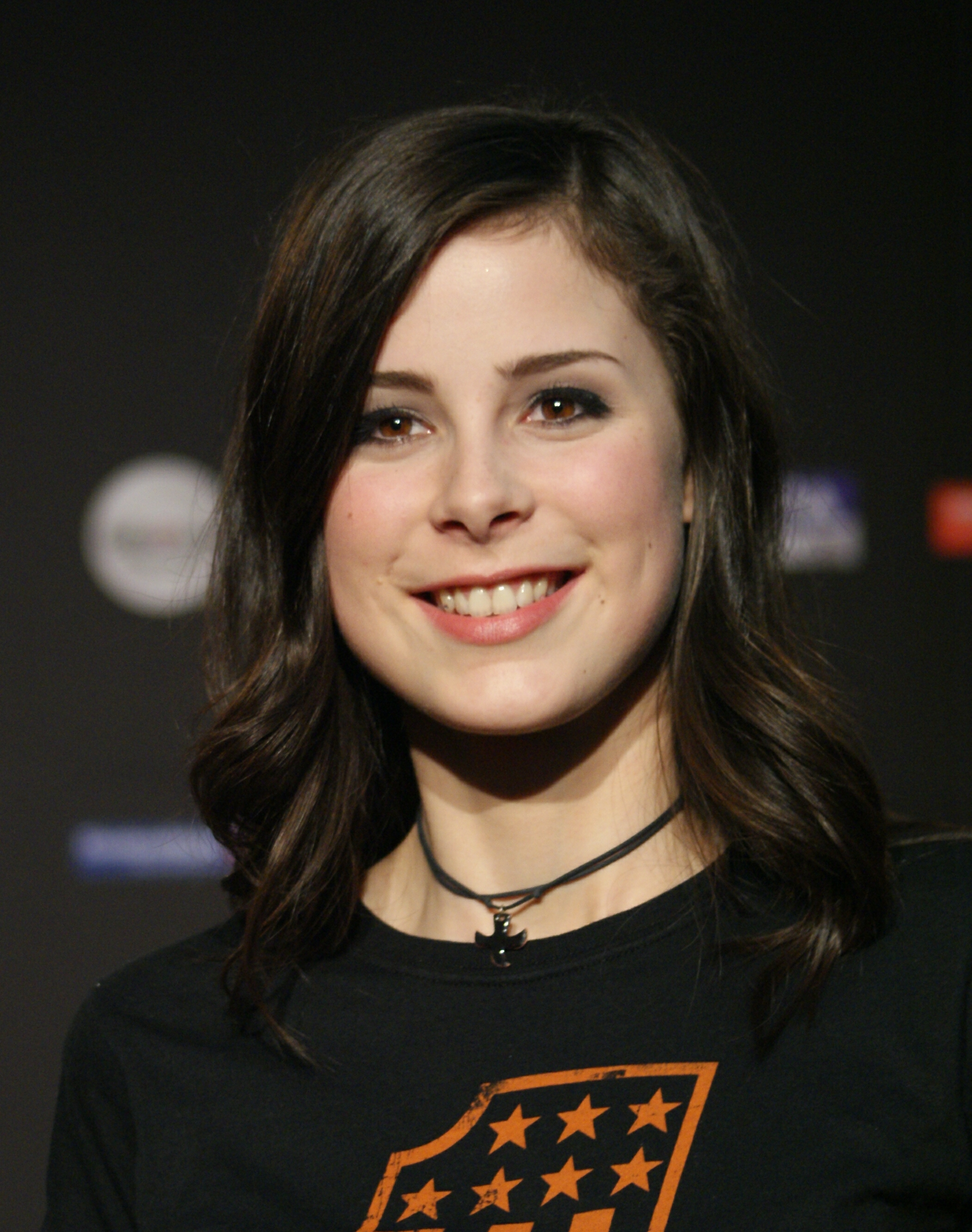
Lena Meyer-Landrut auf der Pressekonferenz nach dem Eurovision Song Contest 2010

- 29. Mai: Lena Meyer-Landrut gewinnt mit Satellite beim Finale des 55. Eurovision Song Contest für Deutschland in der Telenor Arena in Oslo-Fornebu
- 17. Juli: Schlagermove in Hamburg
- Die britisch-irische Boygroup One Direction wird im Zuge der siebten Ausgabe der britischen Casting-Show The X Factor gegründet.

Siehe auch: Nummer-eins-Hits 2010 in Argentinien,  Australien, Belgien, Dänemark, Deutschland, Finnland, Frankreich, Griechenland, Irland, Italien, Japan, Kanada, Mexiko, Neuseeland, den Niederlanden, Norwegen, Österreich, Polen, Portugal, Schweden, der Schweiz, Slowakei, Spanien, Südkorea, Tschechien, Ungarn, den Vereinigten Staaten und im Vereinigten Königreich.

#### Kulturelle Referenzen
- Das Buch Odyssee 2010 – Das Jahr, in dem wir Kontakt aufnehmen und der Film 2010: Das Jahr, in dem wir Kontakt aufnehmen spielen im Jahr 2010.

### Religion
- Heiliges Compostelanisches Jahr

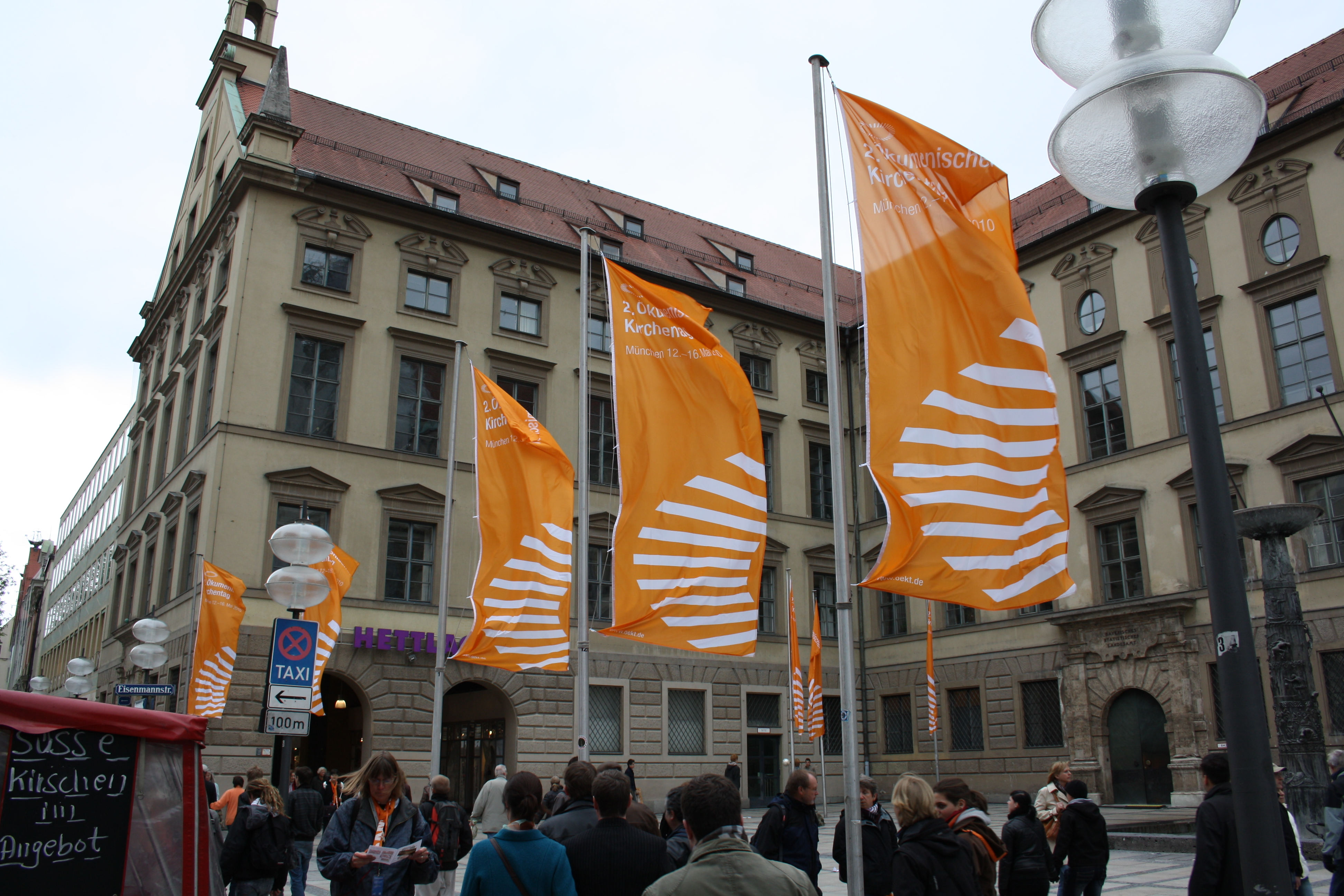
Ökumenischer Kirchentag in München

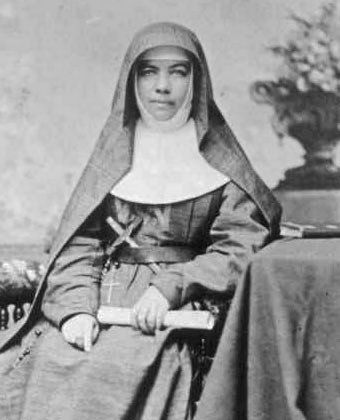
Mary McKillop

- Jahr der Stille 2010, eine gemeinsame Initiative verschiedener christlicher Kirchen, Werke und Einrichtungen.
- 15. Januar – 20. November: Jubiläumsjahr „1000 Jahre Weltkulturerbe St. Michael (Hildesheim)“
- 04. April Ostern
- 10. April – 23. Mai: Ausstellung des Turiner Grabtuchs.
- 22. April: Im Zuge des Missbrauchsskandals in der römisch-katholischen Kirche in Deutschland reicht Bischof Walter Mixa sein Rücktrittsgesuch an den Papst ein.
- 12. – 16. Mai: Zweiter Ökumenischer Kirchentag in München
- 28. Mai: Vesakh
- 02. – 6. Juni: Jugendkirchentag 2010 in Mainz
- 03. Juni: Fronleichnam
- 12. – 15. Juni: Feier des 100. Jahrestages der ersten Weltmissionskonferenz in Edinburgh
- 03. und 4. August: Internationale Ministrantenwallfahrt nach Rom
- 11. August – 8. September Ramadan
- 17. September Jom Kippur
- 03. Oktober: Tag der offenen Moschee
- 17. Oktober: Mary MacKillop wird vom Papst Benedikt XVI. als erste Heilige Australiens und Ozeaniens kanonisiert.
- 31. Oktober: Gedenktag der Reformation
- 01. November: Allerheiligen
- 05. November Diwali
- 16. November Islamisches Opferfest
- 02. – 9. Dezember: Chanukka
- 25. Dezember: Weihnachten

### Astronomie

Sonnenfinsternis vom 11. Juli 2010

- Dreifache Konjunktion zwischen Jupiter und Uranus
- 15. Januar: Mit 11min 8s am längsten andauernde ringförmige Sonnenfinsternis im 21. Jahrhundert, sichtbar in Afrika und Asien
- 26. Juni: Partielle Mondfinsternis
- 11. Juli: 5min 20s andauernde Totale Sonnenfinsternis, sichtbar im südlichen Südamerika
- 24. August: Bekanntgabe der Entdeckung eines Planetensystems mit mindestens fünf Planeten[24]
- 29. September: Forscher der University of California geben die Entdeckung zweier weiterer Planeten um Gliese 581 mit den Bezeichnungen Gliese 581 f und Gliese 581 g bekannt.[25]
- 21. Dezember: totale Mondfinsternis

### Wirtschaft
- 03. Oktober: Die Bezahlung der deutschen Reparationen nach dem Ersten Weltkrieg wird abgeschlossen.
- 15. April: Die Aschewolke des ausgebrochenen isländischen Vulkans Eyjafjallajökull führt tagelang zu massiven Beeinträchtigungen des Luftverkehrs in Europa.
- 28. August: Der schwedische König Carl XVI. Gustaf eröffnet den Betrieb der Botniabanan. Die eingleisige Eisenbahnstrecke zwischen Västeraspby und Umeå führt durch Schwedens längsten Eisenbahntunnel.
- Göteborg/Schweden: Verkauf des schwedischen Unternehmens Volvo an das chinesische Unternehmen Geeley International
- Chicago/Vereinigte Staaten: United Airlines und Continental Airlines fusionieren.
- Gründung der Social Entrepreneurship Akademie in München

### Wissenschaft und Technik
- 02. Januar: Der weltweit einmalige Mischbetrieb von konventioneller und automatischer U-Bahn in Nürnberg wird komplett auf automatischen Betrieb umgestellt.
- 27. Januar: Steve Jobs stellt das erste iPad vor.
- 08. Februar: Start der Space-Shuttle-Mission STS-130 zum Ausbau der ISS durch den Verbindungsknoten Tranquility und die Aussichtsplattform Cupola.
- 11. Februar: Start der NASA-Sonde Solar Dynamics Observatory zur genaueren Beobachtung der Sonne und des Weltraumwetters.
- 04. März: Start des Satelliten GOES-P der NASA für Wettervorhersagen insbesondere in den USA.
- 30. März: Im Large Hadron Collider am CERN werden zum ersten Mal Protonen mit insgesamt 7 TeV aufeinandergeschossen und analysiert.
- 05. April: Start der Space-Shuttle-Mission STS-131 zur Versorgung der ISS unter anderem durch einen wiederbefüllten Ammoniak-Tank.
- 08. April: Start des ESA-Satelliten CryoSat 2 zur Erfassung der planetaren Eismassen und als Ersatz für den abgestürzten Satelliten CryoSat 1
- 14. Mai: Start der Space-Shuttle-Mission STS-132 zum Ausbau der ISS durch das Modul Rasswet
- 19. Mai: Erste Auslieferung des Airbus A380 an die Deutsche Lufthansa
- 21. Juni: Start der Mission TanDEM-X zur dreidimensionalen Vermessung der Erdoberfläche in höherer Qualität, als bei der damaligen STS-99-Mission durch das Space Shuttle
- 10. Juli: Vorbeiflug der Sonde Rosetta am Asteroiden Lutetia
- 02. Juli: Eröffnung der Rheinseilbahn in Koblenz, die größte Seilbahn Deutschlands
- 19. – 22. September Versammlung der Gesellschaft Deutscher Naturforscher und Ärzte in Dresden
- 27. September: Deutsche Forscher in Braunschweig geben die Entwicklung einer neuartigen Nanoschicht für Glasscheiben bekannt, die Eiskratzen zukünftig fast entbehrlich machen soll.
- 15. Oktober: Finaler Durchschlag am Gotthard-Basistunnel, dem mit 57 km längsten Eisenbahntunnel der Welt.
- 14. Dezember: „Voyager 1“ verlässt Sonnenwind-Zone[26]

## Jahreswidmungen

### Gedenktage
- 14. Januar: 100. Todestag des deutschen Chemikers Jacob Volhard
- 15. Februar:  300. Geburtstag des Königs von Frankreich Ludwig XV.
- 22. Februar oder 1. März: 200. Geburtstag des polnischen Komponistens Frédéric Chopin
- 24. Februar: 200. Geburtstag des britischen Naturwissenschaftlers Henry Cavendish
- 21. April: 100. Todestag des US-amerikanischen Schriftstellers Mark Twain
- 14. Mai: 400. Todestag des Königs von Frankreich Heinrich IV.
- 18. Mai: 600. Todestag des römisch-deutschen Königs Ruprecht
- 27. Mai: 100. Todestag des deutschen Bakteriologens Robert Koch
- 8. Juni: 200. Geburtstag des deutschen Komponisten Robert Schumann
- 11. Juni: 100. Geburtstag des französischen Meeresforschers Jacques-Yves Cousteau
- 22. Juni: 100. Geburtstag des deutschen Bauingenieurs und Unternehmers Konrad Zuse
- 10. Juli: 100. Todestag des deutschen Astronomen Johann Gottfried Galle
- 18. Juli: 400. Todestag des italienischen Malers Michelangelo Merisi da Caravaggio
- 13. August: 100. Todestag der englischen Krankenpflegerin Florence Nightingale
- 26. August: 100. Geburtstag der römisch-katholischen Ordensfrau Mutter Teresa
- 30. Oktober: 100. Todestag des Gründers des Internationalen Komitees vom Roten Kreuz Henry Dunant
- 20. November: 100. Todestag des russischen Schriftstellers Lew Tolstoi
- 2. Dezember: 200. Todestag des deutschen Malers Philipp Otto Runge
- 19. Dezember: 100. Geburtstag des französischen Romanautors, Dramatikers und Poets Jean Genet

### Initiativen
- Internationales Jahr der Biodiversität (UNO)[27]
- Internationales Jahr für die Annäherung der Kulturen (UNO)
- Europäisches Jahr der indigenen Völker
- Europäisches Jahr zur Bekämpfung von Armut und sozialer Ausgrenzung[28]
- Kulturhauptstädte Europas sind das Ruhrgebiet in Deutschland mit der Ruhr.2010 (Essen gewann stellvertretend die Bewerbung für alle 53 Gemeinden),[29] Pécs (Ungarn) als Vertreter eines neuen EU-Mitgliedes[30] sowie Istanbul (Türkei) als Vertreter eines Landes außerhalb der EU.[31]
- Jahr der Stille 2010 verschiedener christlicher Kirchen und Organisationen.

### Artenschutz
- Der Kormoran (Phalacrocorax carbo) ist Vogel des Jahres (Naturschutzbund Deutschland NABU)[32]
- Die Sibirische Schwertlilie (Iris sibirica) ist Blume des Jahres (Stiftung Natur und Pflanzen)[33]
- Die Vogel-Kirsche (Prunus avium) ist Baum des Jahres (Kuratorium Baum des Jahres)[34]
- Die Schleiereule (Cortinarius praestans) ist Pilz des Jahres (Deutsche Gesellschaft für Mykologie)[35]
- Die Karausche (Carassius carassius) ist Fisch des Jahres (Verband Deutscher Sportfischer)[36]
- Der Dachs (Meles meles) ist Wildtier des Jahres (Schutzgemeinschaft Deutsches Wild)[37]
- Der Schönbär (Callimorpha dominula) ist Schmetterling des Jahres (Bund für Umwelt und Naturschutz Deutschland BUND)[38]
- Der Gewürznelkenbaum (Syzygium aromaticum) ist Heilpflanze des Jahres (Naturheilverein Theophrastus)
- Der Gemeine Efeu (Hedera helix) ist Arzneipflanze des Jahres (Studienkreis Entwicklungsgeschichte der Arzneipflanzen)

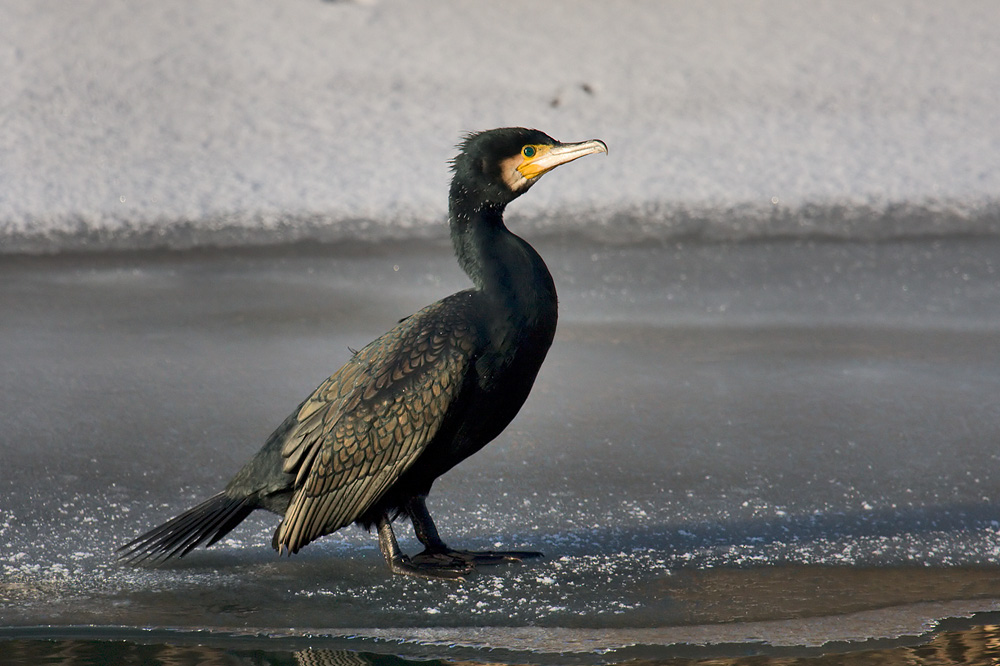
Kormoran (Phalacrocorax carbo)
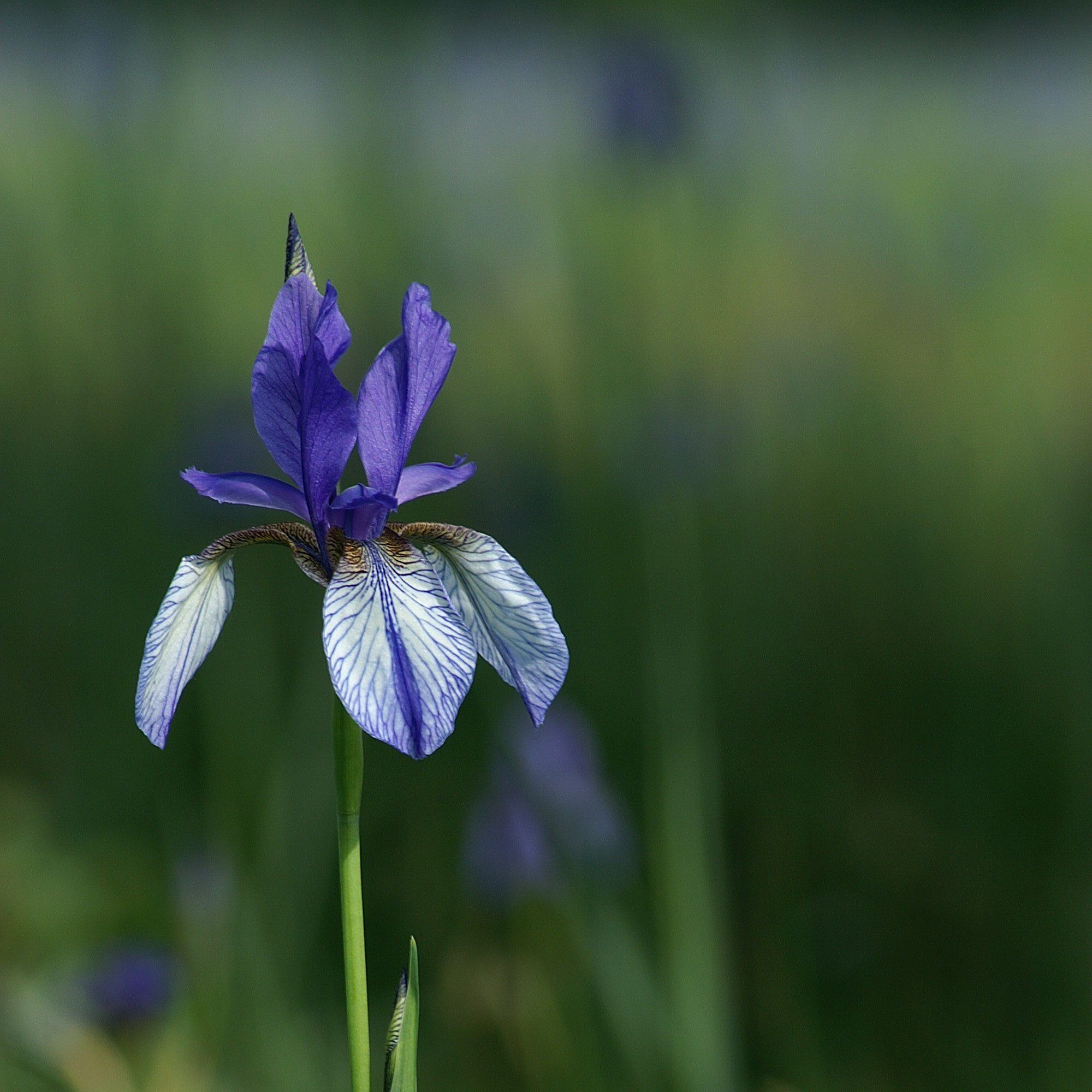
Sibirische Schwertlilie (Iris sibirica)
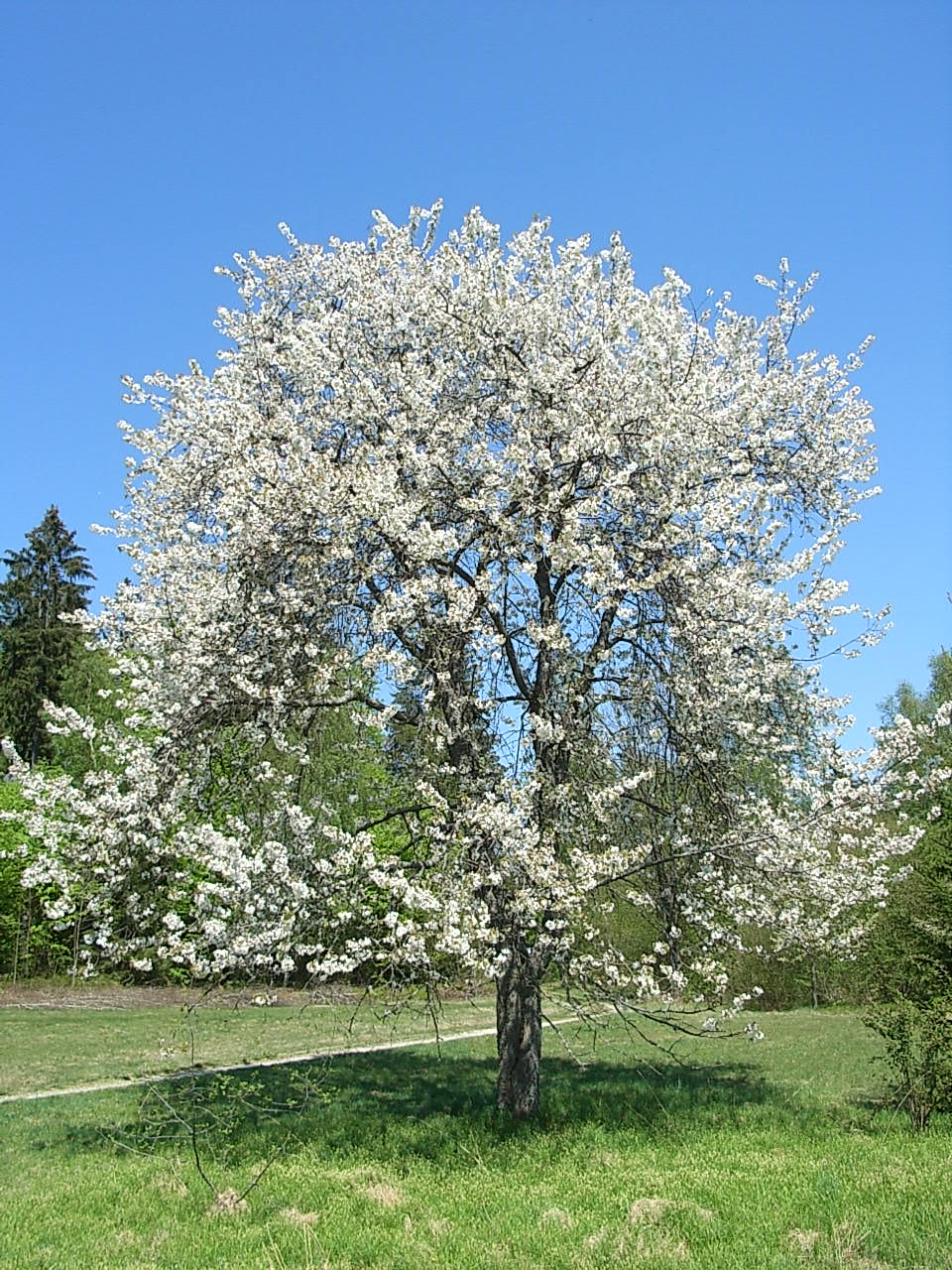
Vogel-Kirsche (Prunus avium)
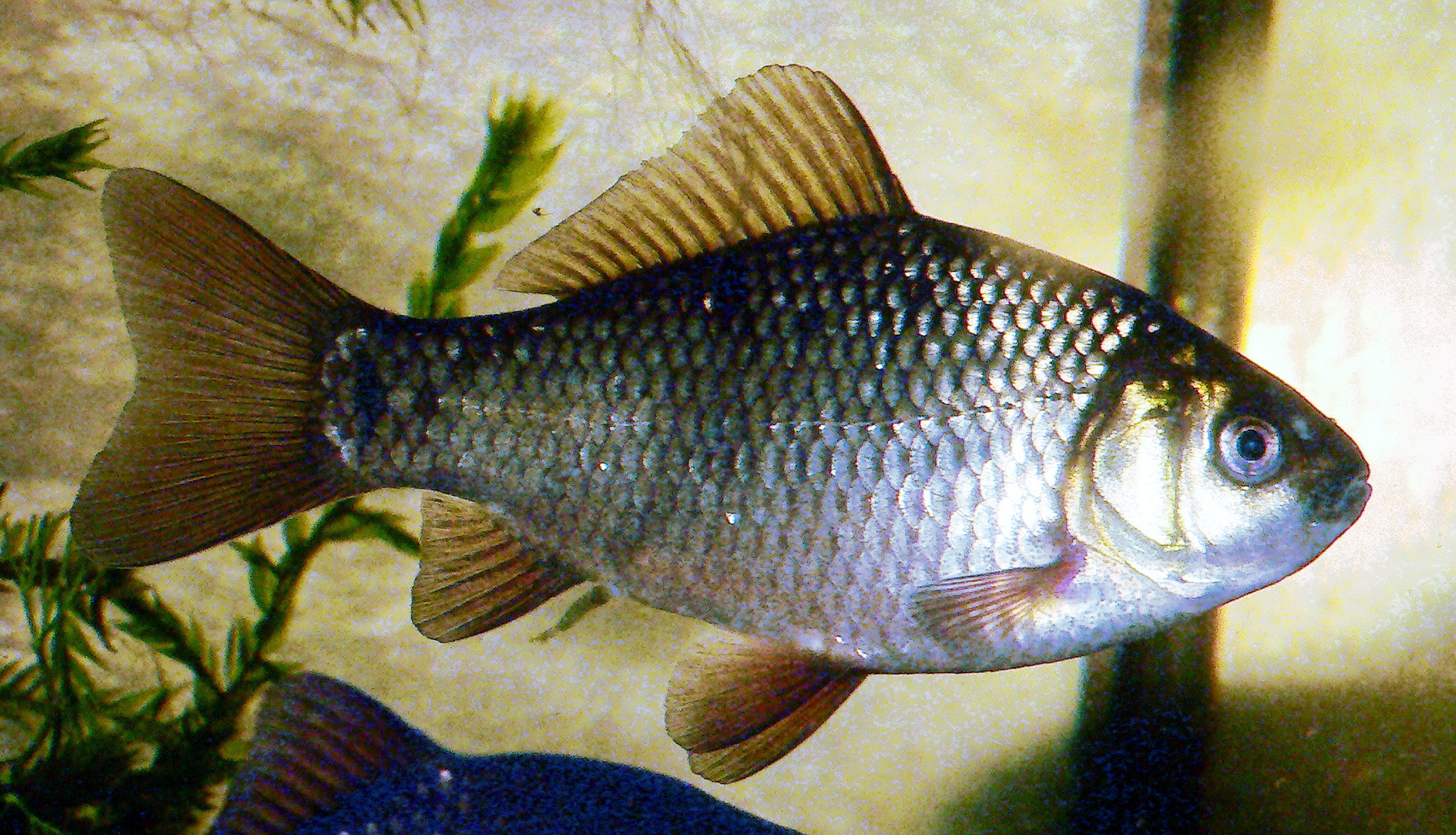
Karausche (Carassius carassius)
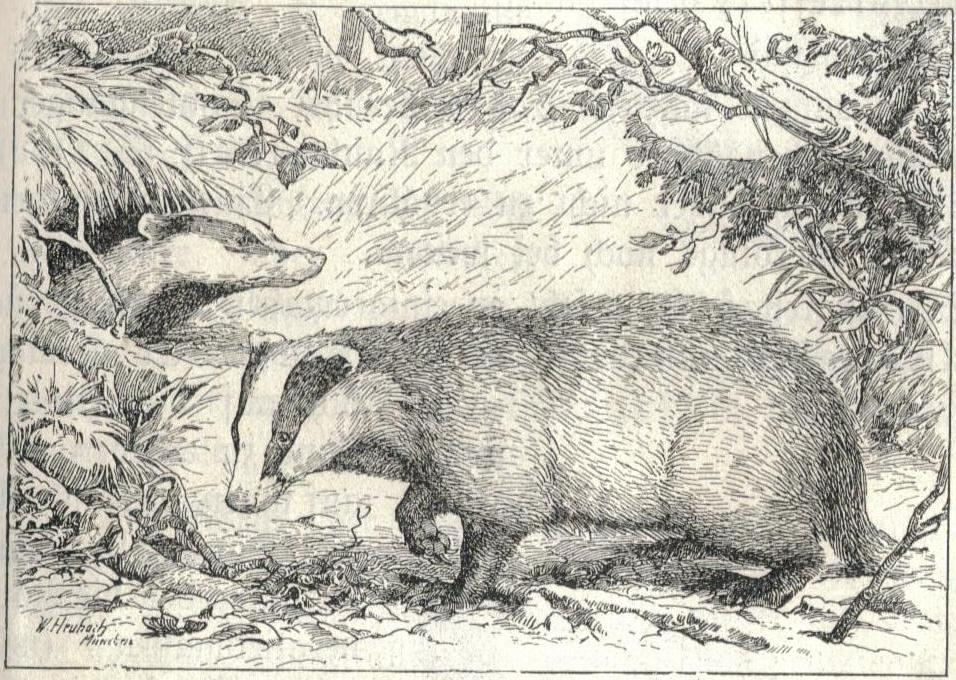
Dachs (Meles meles)
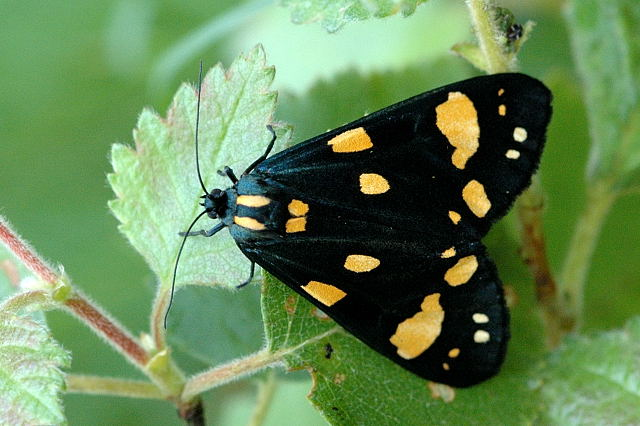
Schönbär (Callimorpha dominula)
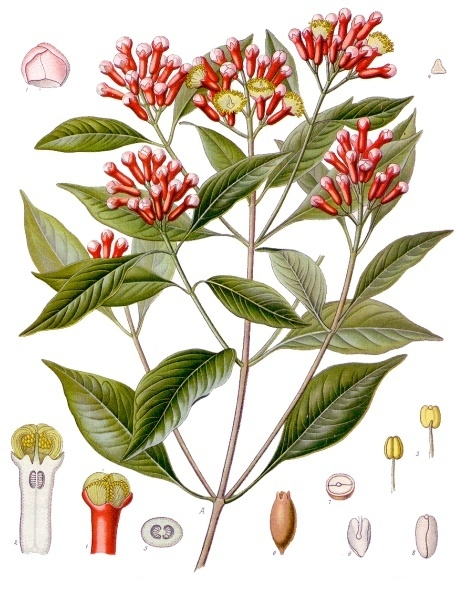
Gewürznelke (Syzygium aromaticum)
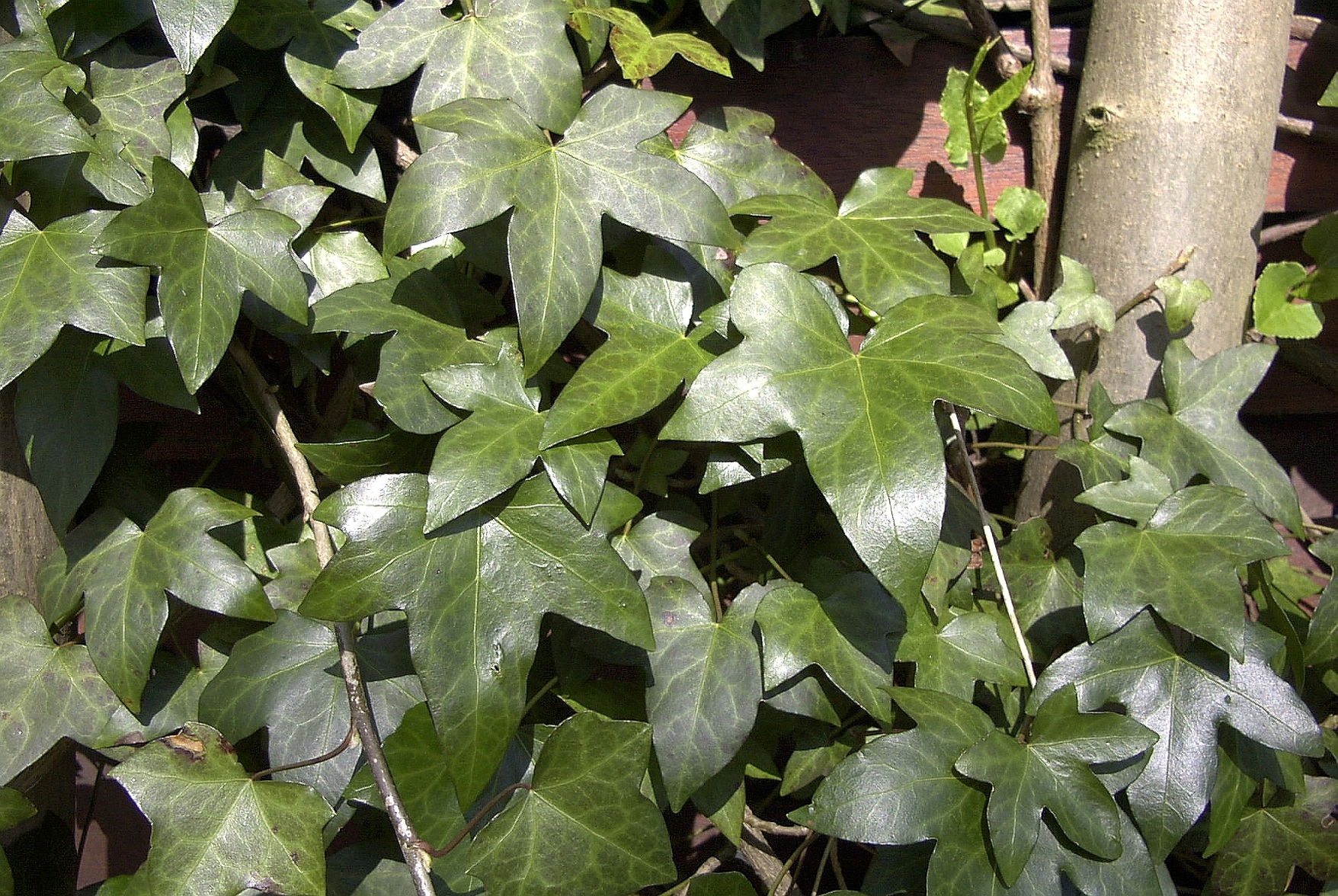
Gemeiner Efeu (Hedera helix)

## Geboren
- 27. Januar: Willis Gibson, US-amerikanischer Tetris-Spieler
- 09. Februar: Chloe Covell , australische Skateboarderin
- 07. April: Alyla Browne, australische Schauspielerin
- 12. Mai: Arisa Trew, australische Skateboarderin
- 05. November: Matwij Lahodsynskyj, moldauisch-ukrainischer Snookerspieler

## Gestorben
Für die ausführliche Liste der Verstorbenen siehe Nekrolog 2010.

### Januar
- 01. Januar: Freya von Moltke, deutsche Widerstandskämpferin (* 1911)
- 01. Januar: Max Salpeter, englischer Geiger (* 1908)
- 03. Januar: Luisito Martí, dominikanischer Musiker, Schauspieler, Filmproduzent und Fernsehmoderator (* 1945)
- 04. Januar: Johan Ferrier, surinamischer Politiker (* 1910)
- 08. Januar: Oskar Rosi, deutscher Künstler (* 1922)
- 09. Januar: Antonio de Raco, argentinischer Pianist und Musikpädagoge italienischer Herkunft (* 1915)
- 11. Januar: Miep Gies, niederländische Widerstandskämpferin, Helferin von Anne Frank (* 1909)
- 11. Januar: Éric Rohmer, französischer Regisseur (* 1920)
- 12. Januar: Noël Goemanne, belgisch-amerikanischer Komponist, Kirchenmusiker, Organist und Chorleiter (* 1926)
- 13. Januar: Herbert Andert, deutscher Mundartdichter und -forscher (* 1910)
- 14. Januar: Petra Schürmann, deutsche Fernsehmoderatorin und Schauspielerin (* 1933)
- 15. Januar: Marshall Warren Nirenberg, US-amerikanischer Biochemiker und Nobelpreisträger für Medizin (* 1927)
- 17. Januar: Maki Asakawa, japanische Sängerin, Songwriterin und Produzentin (* 1942)
- 17. Januar: Jyoti Basu, indischer Politiker (* 1914)
- 21. Januar: Abraham Malamat, Österreichisch-israelitischer Historiker (* 1922)
- 22. Januar: Mahmud Iskandar Al-Haj ibni Ismail Al-Khalidi, Yang di-Pertuan Agong (König) von Malaysia (* 1932)
- 22. Januar: Anthony Peaks, US-amerikanischer Hip-Hop-Musiker (* 1964)
- 22. Januar: Jean Simmons, britische Schauspielerin (* 1929)
- 22. Januar: Fabrizio Violati, italienischer Unternehmer und Automobilrennfahrer (* 1935)
- 23. Januar: Fred Metzler, deutscher Hörfunkmoderator und Schauspieler (* 1929)
- 24. Januar: Pernell Roberts, US-amerikanischer Schauspieler (* 1928)
- 26. Januar: Götz Kauffmann, österreichischer Schauspieler und Kabarettist (* 1949)
- 27. Januar: J. D. Salinger, US-amerikanischer Schriftsteller (* 1919)
- 27. Januar: Howard Zinn, US-amerikanischer Historiker (* 1922)

### Februar
- 01. Februar: Rodolfo de Anda, mexikanischer Schauspieler, Filmregisseur und -produzent (* 1943)
- 01. Februar: Rudolf Bohren, Schweizer evangelischer Theologe und Professor für Praktische Theologie (* 1920)
- 01. Februar: Azzedine Laraki, marokkanischer Politiker (* 1929)
- 01. Februar: Justin Mentell, US-amerikanischer Schauspieler (* 1982)
- 03. Februar: Sepp Arnemann, deutscher Cartoonist (* 1917)
- 03. Februar: Regina von Habsburg, deutsche Adelige (* 1925)
- 06. Februar: John Dankworth, britischer Jazzmusiker (* 1927)
- 07. Februar: İlhan Arsel, türkischer Verfassungsrechtler, Hochschullehrer und Religionskritiker (* 1920)
- 07. Februar: Franco Ballerini, italienischer Radrennfahrer (* 1964)
- 08. Februar: Wahei Tatematsu, japanischer Schriftsteller (* 1947)
- 10. Februar: Charlie Wilson, US-amerikanischer Politiker (* 1933)
- 11. Februar: Mona Hofland, norwegische Schauspielerin (* 1929)
- 11. Februar: Alexander McQueen, britischer Modeschöpfer (* 1969)
- 12. Februar: Giuseppe Arigoni, schweizerischer Politiker (* 1949)
- 12. Februar: Nodar Kumaritaschwili, georgischer Rennrodler (* 1988)
- 17. Februar: Curt Letsche, deutscher Schriftsteller (* 1912)
- 17. Februar: Wolfram Lindner, deutscher Radsporttrainer (* 1941)
- 19. Februar: Bruno Gironcoli, österreichischer Künstler (* 1936)
- 19. Februar: Lionel Jeffries, britischer Schauspieler (* 1926)
- 20. Februar: Alexander Haig, US-amerikanischer Politiker und General (* 1924)
- 23. Februar: Marcel Becquart, französischer Automobilrennfahrer (* 1914)
- 24. Februar: C. R. Johnson, US-amerikanischer Freestyle-Skier (* 1983)
- 24. Februar: Claus Friedrich Köpp, deutscher Literaturwissenschaftler und Lyriker (* 1929)
- 25. Februar: David Soyer, US-amerikanischer Cellist und Musikpädagoge (* 1923)
- 27. Februar: Pierre Monneret, französischer Motorrad- und Autorennfahrer (* 1931)
- 27. Februar: Wendy Toye, britische Schauspielerin (* 1917)

### März
- 02. März: Paul Drayton, US-amerikanischer Sprinter und Olympiasieger (* 1939)
- 03. März: Ursula Böttcher, deutsche Dompteurin (* 1927)
- 04. März: Wladislaw Ardsinba, abchasischer Historiker und Politiker (* 1945)
- 04. März: Etta Cameron, dänische Jazz-Sängerin (* 1939)
- 04. März: Joanne Malkus Simpson, amerikanische Meteorologin (* 1923)
- 06. März: Dare, Schweizer Graffiti-Künstler (* 1968)
- 10. März: Corey Haim, kanadischer Schauspieler (* 1971)
- 12. März: Hanna-Renate Laurien, deutsche Politikerin (* 1928)
- 13. März: Ian Axford, Astrophysiker (* 1933)
- 13. März: Jean Ferrat, französischer Sänger und Komponist (* 1930)
- 17. März: Alex Chilton, US-amerikanischer Musiker und Produzent (* 1950)
- 20. März: Ai, US-amerikanische Dichterin und Hochschullehrerin (* 1947)
- 20. März: Girija Prasad Koirala, nepalesischer Politiker (* 1925)
- 20. März: Naim Krieziu, albanischer Fußballspieler (* 1918)
- 20. März: Erwin Lehn, deutscher Orchesterleiter (* 1919)
- 20. März: Robin Milner, britischer Informatiker (* 1934)
- 21. März: James Whyte Black, britischer Pharmakologe und Nobelpreisträger für Medizin (* 1924)
- 21. März: Wolfgang Wagner, deutscher Opernregisseur und Festspielleiter (* 1919)
- 22. März: Fritz Apel, deutscher Fußballspieler (* 1925)
- 24. März: Erdal Merdan, deutsch-türkischer Autor, Regisseur und Schauspieler (* 1949)
- 25. März: Elisabeth Noelle-Neumann, Gründerin des Instituts für Demoskopie (IfD) in Allensbach (* 1916)
- 27. März: Peter Herbolzheimer, deutscher Bandleader und Jazzmusiker (* 1935)
- 27. März: Wassili W. Smyslow, sowjetisch-russischer Schachgroßmeister und 7. Weltmeister (* 1921)
- 28. März: Linda William', französische Popsängerin, (* 1964)
- 30. März: Nicola Arigliano, italienischer Pop- und Jazzsänger (* 1923)

### April
- 01. April: John Forsythe, US-amerikanischer Schauspieler (* 1918)
- 02. April: Roman Bannwart, Schweizer Theologe, Priester und Musiker (* 1919)
- 05. April: Gisela Trowe, deutsche Schauspielerin (* 1922)
- 07. April: Graciela Grillo Pérez, kubanische Jazzsängerin (* 1915)
- 08. April: Malcolm McLaren, britischer Künstler, Modemacher, Designer, Musik-Manager und Musiker (* 1946)
- 08. April: Abel Muzorewa, rhodesisch-simbabwischer Bischof und Politiker (* 1925)
- 10. April: Lech Kaczyński, polnischer Politiker (* 1949)
- 10. April: Stefan Melak, polnischer Bürgerrechtler und Journalist (* 1946)
- 11. April: Julia Tsenova, bulgarische Komponistin und Pianistin (* 1948)
- 12. April: Werner Schroeter, deutscher Regisseur (* 1945)
- 14. April: Erika Burkart, Schweizer Schriftstellerin (* 1922)
- 14. April: Alice Miller, Schweizer Schriftstellerin und Kindheitsforscherin (* 1923)
- 14. April: Peter Steele, US-amerikanischer Musiker (* 1962)
- 16. April: Jacques Brunschwig, französischer Philosophiehistoriker (* 1929)
- 19. April: Manuel Fernández Álvarez, spanischer Historiker (* 1921)
- 20. April: Arkadi Anatoljewitsch Bartow, russischer Schriftsteller (* 1940)
- 21. April: Juan Antonio Samaranch, spanischer Sportfunktionär, Präsident des IOC (1980–2001) (* 1920)
- 24. April: Werner Arens, deutscher Theologe (* 1924)
- 25. April: Alan Sillitoe, britischer Schriftsteller (* 1928)
- 27. April: Nossrat Peseschkian, deutsch-iranischer Neurologe, Psychiater und Autor (* 1933)
- 29. April: Hannsheinz Porst, deutscher Unternehmer (* 1922)
- 30. April: Maximilian Arbesser von Rastburg, österreichischer Unternehmer und Wirtschaftsjurist (* 1924)

### Mai
- 02. Mai: Lynn Redgrave, britische Schauspielerin (* 1943)
- 04. Mai: Freddy Kottulinsky, deutsch-schwedischer Motorsportler (* 1932)
- 05. Mai: Umaru Yar’Adua, nigerianischer Politiker und Staatspräsident (* 1951)
- 08. Mai: Peer Schmidt, deutscher Schauspieler und Synchronsprecher (* 1926)
- 09. Mai: Lena Horne, US-amerikanische Sängerin (* 1917)
- 10. Mai: Ike Franklin Andrews, US-amerikanischer Politiker (* 1925)
- 13. Mai: Eddie Garrett, US-amerikanischer Schauspieler (* 1927)
- 13. Mai: Lauro Toneatto, italienischer Fußballspieler und -trainer (* 1933)
- 15. Mai: Olivia Ausoni, schweizerische Skirennfahrerin (* 1923)
- 15. Mai: Susanne von Paczensky, deutsche Journalistin und Sachbuchautorin (* 1923)
- 16. Mai: Ronnie James Dio, US-amerikanischer Rockmusiker (* 1942)
- 16. Mai: Hank Jones, US-amerikanischer Jazz-Pianist (* 1918)
- 16. Mai: Oswaldo López Arellano, honduranischer Politiker (* 1921)
- 17. Mai: Bobbejaan, belgischer Sänger und Entertainer (* 1925)
- 17. Mai: Ludwig von Friedeburg, deutscher Soziologe und Politiker (* 1924)
- 17. Mai: Fritz Sennheiser, deutscher Unternehmensgründer (* 1912)
- 18. Mai: Fedja Erik Allan Anzelewski, deutscher Kunstwissenschaftler (* 1919)
- 18. Mai: Wolf von Ausin, deutscher Rechtsanwalt (* 1925)
- 18. Mai: Yvan Lebon, französischer Automobilrennfahrer (* 1968)
- 21. Mai: Stan Jones, US-amerikanischer American-Football-Spieler und -Trainer (* 1931)
- 22. Mai: Martin Gardner, US-amerikanischer Wissenschaftsjournalist und Sachbuchautor (* 1914)
- 23. Mai: Vincent Kinchin, britischer Bahnsportler (* 1967)
- 24. Mai: Paul Gray, US-amerikanischer Rock-Bassist (* 1972)
- 24. Mai: Anneliese Rothenberger, deutsche Opernsängerin (* 1924)
- 25. Mai: Rafa Galindo, venezolanischer Sänger (* 1921)
- 28. Mai: Gary Coleman, US-amerikanischer Schauspieler (* 1968)
- 29. Mai: Dennis Hopper, US-amerikanischer Schauspieler (* 1936)
- 29. Mai: Dany Mann, deutsche Schlagersängerin, Jazzsängerin und Schauspielerin (* 1938)
- 29. Mai: Thomas Rolston, kanadischer Geiger, Dirigent und Musikpädagoge (* 1932)
- 30. Mai: Radoslav Zapletal, tschechischer Geiger und Komponist (* 1937)
- 31. Mai: Louise Bourgeois, französische Bildhauerin (* 1911)

### Juni
- 01. Juni: Rosa Arnsberg, Förderin des Verständnisses zwischen jüdischen und nichtjüdischen Deutschen (* 1908)
- 02. Juni: Luigi Colturi, italienischer Skirennläufer (* 1967)
- 03. Juni: Wladimir Arnold, russischer Mathematiker (* 1937)
- 03. Juni: Rue McClanahan, US-amerikanische Schauspielerin (* 1934)
- 08. Juni: Porfi Jiménez, venezolanischer Komponist, Arrangeur und Bandleader (* 1928)
- 08. Juni: Albert Tepper, US-amerikanischer Komponist und Musikpädagoge (* 1921)
- 10. Juni: Sigmar Polke, deutscher Maler (* 1941)
- 15. Juni: Thomas William Ludlow Ashley, US-amerikanischer Politiker (* 1923)
- 15. Juni: Heidi Kabel, deutsche Volksschauspielerin (* 1914)
- 16. Juni: Ronald Neame, britischer Kameramann, Drehbuchautor und Regisseur (* 1911)
- 17. Juni: Hans Dichand, österreichischer Journalist und Zeitungs-Herausgeber (* 1921)
- 18. Juni: José Saramago, portugiesischer Schriftsteller und Nobelpreisträger für Literatur (* 1922)
- 19. Juni: Ursula Thiess, deutsch-US-amerikanische Schauspielerin (* 1924)
- 23. Juni: Jörg Berger, deutscher Fußballspieler und -trainer (* 1944)
- 23. Juni: Frank Giering, deutscher Schauspieler (* 1971)
- 24. Juni: Fred Anderson Jr., US-amerikanischer Jazzmusiker (* 1929)
- 26. Juni: Algirdas Brazauskas, litauischer Politiker (* 1932)
- 27. Juni: Andreas Okopenko, österreichischer Schriftsteller (* 1930)
- 28. Juni: William Martin Aucoin, US-amerikanischer Manager (* 1943)
- 28. Juni: Robert Byrd, US-amerikanischer Politiker (* 1917)
- 28. Juni: Nicolas Hayek, Schweizer Unternehmer (* 1928)
- 28. Juni: Adolf Storms, deutscher Angehöriger der Waffen-SS und Kriegsverbrecher (* 1919)
- 30. Juni: Sepp Kern, österreichischer Musiker (* 1933)

### Juli
- 01. Juli: Horst Ademeit, deutscher Künstler (* 1937)
- 01. Juli: Lolita, österreichische Sängerin (* 1931)
- 02. Juli: Beryl Bainbridge, britische Schriftstellerin (* 1932)
- 02. Juli: Laurent Terzieff, französischer Schauspieler (* 1935)
- 03. Juli: Herbert Erhardt, deutscher Fußballspieler (* 1930)
- 07. Juli: John Gunn, US-amerikanischer Autorennfahrer (* 1939)
- 08. Juli: Jehuda Amital, israelischer Rabbiner und Politiker (* 1924)
- 10. Juli: Kōhei Tsuka, koreanisch-japanischer Dramatiker, Regisseur und Theaterleiter (* 1948)
- 11. Juli: Hannes H. Wagner, deutscher Maler und Grafiker (* 1922)
- 12. Juli: Günter Behnisch, deutscher Architekt (* 1922)
- 12. Juli: Olga Guillot, kubanische Sängerin (* 1922)
- 14. Juli: Charles Mackerras, australischer Dirigent (* 1925)
- 18. Juli: Sepp Stappung, Schweizer Gewerkschafter und Politiker (* 1926)
- 21. Juli: Heinrich Schmieder, deutscher Schauspieler (* 1970)
- 22. Juli: Magnolia Welborn Antonino, philippinische Unternehmerin, Managerin und Politikerin (* 1915)
- 24. Juli: Theo Albrecht, deutscher Unternehmer (* 1922)
- 27. Juli: Wolfgang Teuchert, deutscher Kunsthistoriker und Denkmalpfleger (* 1924)
- 28. Juli: Karl-Heinz Wildmoser, deutscher Unternehmer und Sportfunktionär (* 1939)
- 29. Juli: Zheng Ji, chinesischer Biochemiker (* 1900)
- 31. Juli: Mitch Miller, US-amerikanischer Orchesterchef (* 1911)

### August
- 05. August: Francisco María Aguilera González, mexikanischer Theologe und Weihbischof (* 1918)
- 06. August: Tony Judt, britischer Historiker und Autor (* 1948)
- 07. August: Bruno Cremer, französischer Schauspieler (* 1929)
- 08. August: Patricia Neal, US-amerikanische Schauspielerin (* 1926)
- 09. August: Ted Stevens, US-amerikanischer Politiker (* 1923)
- 17. August: Francesco Cossiga, italienischer Politiker, Staatspräsident 1985–1992 (* 1928)
- 17. August: Alejandro Maclean, spanischer Kunstflugpilot und Filmproduzent (* 1969)
- 18. August: Sepp Daxenberger, deutscher Politiker (* 1962)
- 21. August: Gerhard Koch, deutscher Automobilrennfahrer (* 1935)
- 21. August: Christoph Schlingensief, deutscher Regisseur, Autor und Aktionskünstler (* 1960)
- 23. August: Lothar Loewe, deutscher Journalist und Rundfunkintendant (* 1929)
- 24. August: Satoshi Kon, japanischer Drehbuchautor und Regisseur (* 1963)
- 27. August: Anton Geesink, niederländischer Judoka (* 1934)
- 29. August: Günter Freund, deutscher Hörfunkmoderator (* 1922)
- 30. August: Alain Corneau, französischer Filmregisseur und Drehbuchautor (* 1943)
- 31. August: Laurent Fignon, französischer Radrennfahrer (* 1960)

### September
- 02. September: Shmuel N. Eisenstadt, israelischer Soziologe (* 1923)
- 03. September: Oswald Dreyer-Eimbcke, deutscher Schiffmakler, kartographischer Experte, Publizist, Honorarkonsul von Chile und Island (* 1923)
- 03. September: Bogdan Paprocki, polnischer Sänger (* 1919)
- 05. September: Corneille, niederländischer Maler, Bildhauer und Dichter (* 1922)
- 07. September: Eberhard von Brauchitsch, deutscher Manager (* 1926)
- 07. September: Clive Donner, britischer Filmregisseur und Filmeditor (* 1926)
- 11. September: Bärbel Bohley, deutsche Bürgerrechtlerin und Malerin (* 1945)
- 11. September: Heinrich Gillis Görtz, deutscher Maler und Grafiker (* 1940)
- 11. September: Harold Gould, US-amerikanischer Schauspieler (* 1923)
- 12. September: Charles Ansbacher, US-amerikanischer Dirigent (* 1942)
- 12. September: Claude Chabrol, französischer Filmregisseur (* 1930)
- 14. September: Francisco Ribeiro, portugiesischer Musiker (* 1965)
- 16. September: Friedrich Wilhelm von Hohenzollern, deutscher Industrieller und langjähriges Oberhaupt des Hauses Hohenzollern-Sigmaringen (* 1924)
- 18. September: Egon Klepsch, deutscher Politiker (CDU) (* 1930)
- 18. September: Jill Johnston, US-amerikanische Autorin, Journalistin und LGBT-Aktivistin (* 1929)
- 18. September: Walter Womacka, deutscher Maler und Grafiker (* 1925)
- 19. September: Peter Adler, deutscher Politiker (* 1940)
- 19. September: Francesco Adorno, italienischer Hochschullehrer und Philosophiehistoriker (* 1921)
- 20. September: Manfred Funke, deutscher Politikwissenschaftler und Zeithistoriker (* 1939)
- 22. September: Eddie Fisher, US-amerikanischer Entertainer (* 1928)
- 24. September: Oswalt Kolle, deutscher Journalist, Autor und Filmproduzent (* 1928)
- 24. September: Jure Robič, slowenischer Radrennfahrer (* 1965)
- 26. September: Gloria Stuart, US-amerikanische Schauspielerin (* 1910)
- 27. September: Sally Menke, US-amerikanische Filmeditorin und Produzentin (* 1953)
- 28. September: Arthur Penn, US-amerikanischer Filmregisseur (* 1922)
- 28. September: Jim Wagstaff, US-amerikanischer American-Football-Spieler und -Trainer (* 1936)
- 29. September: Georges Charpak, französischer Physiker und Nobelpreisträger (* 1924)
- 29. September: Tony Curtis, US-amerikanischer Filmschauspieler (* 1925)

### Oktober
- 01. Oktober: Georgi Arkadjewitsch Arbatow, sowjetisch-russischer Politologe (* 1923)
- 03. Oktober: Helga Göring, deutsche Schauspielerin (* 1922)
- 05. Oktober: Steve Lee, Schweizer Musiker (* 1963)
- 05. Oktober: Kerstin Leitmeyer, deutsche Schriftstellerin und Malerin (* 1960)
- 09. Oktober: Maurice Allais, französischer Wirtschaftswissenschaftler und Nobelpreisträger (* 1911)
- 10. Oktober: Solomon Burke, US-amerikanischer Sänger und Komponist (* 1940)
- 10. Oktober: Franz Schwarzenböck, deutscher römisch-katholischer Bischof (* 1923)
- 10. Oktober: Joan Sutherland, australische Opernsängerin (* 1926)
- 12. Oktober: Heinz Draehn, deutscher Schauspieler und Kabarettist (* 1921)
- 13. Oktober: Maciej Paderewski, polnischer Pianist und Musikpädagoge (* 1943)
- 14. Oktober: Thomas Fuchsberger, deutscher Schlagersänger und Komponist (* 1957)
- 14. Oktober: Benoît Mandelbrot, französisch-US-amerikanischer Mathematiker (* 1924)
- 14. Oktober: Hermann Scheer, deutscher Politiker, Träger des Alternativen Nobelpreises (* 1944)
- 18. Oktober: Daniel Dingel, philippinischer Tüftler und mutmaßlicher Betrüger (* 1928)
- 18. Oktober: Joachim Herz, deutscher Opernintendant und -regisseur (* 1924)
- 21. Oktober: Loki Schmidt, deutsche Botanikerin und Naturschützerin (* 1919)
- 23. Oktober: Vince Banonis, US-amerikanischer American-Football-Spieler (* 1921)
- 24. Oktober: Walter Siegenthaler, Schweizer Mediziner (* 1923)
- 25. Oktober: Hans Arnold, schweizerisch-schwedischer Animator und Illustrator (* 1925)
- 25. Oktober: Gregory Isaacs, jamaikanischer Sänger und Musiker (* 1951)
- 27. Oktober: Néstor Kirchner, argentinischer Politiker und Staatspräsident (* 1950)
- 27. Oktober: Paul-Ernst Strähle, deutscher Unternehmer und Automobilrennfahrer (* 1927)
- 28. Oktober: Jonathan Motzfeldt, grönländischer Politiker (* 1938)
- 30. Oktober: Harry Mulisch, niederländischer Schriftsteller (* 1927)
- 31. Oktober: Michel d’Aillières, französischer Politiker (* 1923)
- 31. Oktober: Heinrich Riebesehl, deutscher Fotograf (* 1938)

### November
- 01. November: Sibylle Bergemann, deutsche Fotografin (* 1941)
- 04. November: George Lee Anderson, US-amerikanischer Baseballspieler und -manager (* 1934)
- 04. November: Marta Hidy, kanadische Geigerin, Dirigentin und Musikpädagogin (* 1927)
- 05. November: Jill Clayburgh, US-amerikanische Schauspielerin (* 1944)
- 05. November: Hans-Joachim Herrmann, deutscher Soldat und Rechtsanwalt (* 1913)
- 06. November: Ezard Haußmann, deutscher Schauspieler (* 1935)
- 07. November: Swetlana Geier, russisch-deutsche Literaturübersetzerin (* 1923)
- 10. November: Dino De Laurentiis, italienischer Filmproduzent (* 1919)
- 10. November: Andreas Kirchner, deutscher Bobsportler (* 1953)
- 12. November: Henryk Mikołaj Górecki, polnischer Komponist (* 1933)
- 13. November: Luis García Berlanga, spanischer Filmregisseur (* 1921)
- 14. November: Wolfgang Kolneder, österreichischer Theaterregisseur (* 1943)
- 17. November: Wilhelm Kaiser-Lindemann, zeitgenössischer deutscher Komponist und Hornist (* 1940)
- 18. November: Brian Marsden, britischer Astronom (* 1937)
- 20. November: Walter Helmut Fritz, deutscher Schriftsteller (* 1929)
- 20. November: Heinz Weiss, deutscher Schauspieler (* 1921)
- 22. November: Julien Guiomar, französischer Schauspieler (* 1928)
- 26. November: Maria Hellwig, deutsche Sängerin und Moderatorin (* 1920)
- 27. November: Irvin Kershner, US-amerikanischer Filmregisseur (* 1923)
- 28. November: Leslie Nielsen, kanadischer Schauspieler (* 1926)
- 29. November: Bella Achmadulina, russische Dichterin (* 1937)
- 29. November: Peter Hofmann, deutscher Opern- und Rocksänger (* 1944)
- 29. November: Maurice V. Wilkes, britischer Informatiker (* 1913)

### Dezember
- 01. Dezember: William Geoffrey Arnott, britischer Gräzist (* 1930)
- 02. Dezember: Alfred Müller, deutscher Theater- und Filmschauspieler (* 1926)
- 05. Dezember: Alan A. Armer, US-amerikanischer Fernsehproduzent (* 1922)
- 06. Dezember: Ute Klophaus, deutsche Fotografin (* 1940)
- 08. Dezember: Friedrich Huber, österreichischer Unternehmer und Automobilrennfahrer (* 1913)
- 08. Dezember: Jiří Strejc, tschechischer Komponist, Organist, Chorleiter und Musikpädagoge (* 1932)
- 09. Dezember: Alexander Kerst, österreichischer Schauspieler (* 1924)
- 09. Dezember: James Moody, US-amerikanischer Jazzmusiker (* 1925)
- 10. Dezember: John B. Fenn, US-amerikanischer Chemiker und Nobelpreisträger (* 1917)
- 10. Dezember: Rüdiger Proske, deutscher Fernsehjournalist und Autor (* 1916)
- 12. Dezember: Tom Walkinshaw, britischer Rennfahrer und Rennstallbesitzer (* 1946)
- 13. Dezember: Richard Holbrooke, US-amerikanischer Diplomat (* 1941)
- 15. Dezember: Peter O. Chotjewitz, deutscher Schriftsteller (* 1934)
- 15. Dezember: Blake Edwards, US-amerikanischer Filmregisseur (* 1922)
- 15. Dezember: Hans-Joachim Rauschenbach, deutscher Sportreporter (* 1923)
- 16. Dezember: Karen Tuttle, US-amerikanische Bratschistin und Musikpädagogin (* 1920)
- 17. Dezember: Captain Beefheart, US-amerikanischer Musiker (* 1941)
- 18. Dezember: Rudolf Ahlswede, deutscher Mathematiker (* 1938)
- 19. Dezember: Reinhold Amonat, deutscher Politiker (* 1926)
- 21. Dezember: Enzo Bearzot, italienischer Fußballspieler und -trainer (* 1927)
- 25. Dezember: Karel Hron, tschechischer Organist und Musikpädagoge (* 1927)
- 25. Dezember: Carlos Andrés Pérez, venezolanischer Staatspräsident (* 1922)
- 26. Dezember: Teena Marie, US-amerikanische Sängerin und Gitarristin, Komponistin und Produzentin (* 1956)
- 29. Dezember: Walter Adamson, deutsch-australischer Schriftsteller (* 1911)
- 29. Dezember: Omar Shapli, US-amerikanischer Schauspieler, Schauspiellehrer und Autor (* 1930)
- 30. Dezember: Bobby Farrell, niederländischer Sänger und Tänzer (* 1949)
- 31. Dezember: Heinz Schimmelpfennig, deutscher Schauspieler und Regisseur (* 1919)

### Datum unbekannt
- Wolfgang Beltermann, deutscher Brigadegeneral des Heeres der Bundeswehr (* 1939)
- Reinhard Schulat-Rademacher, deutscher Synchronsprecher, Hörspielsprecher und Schauspieler (* 1940)
- Alma Yoray, US-amerikanische Tänzerin, Sängerin und Yogalehrerin (* 1941)

### Galerie der Verstorbenen

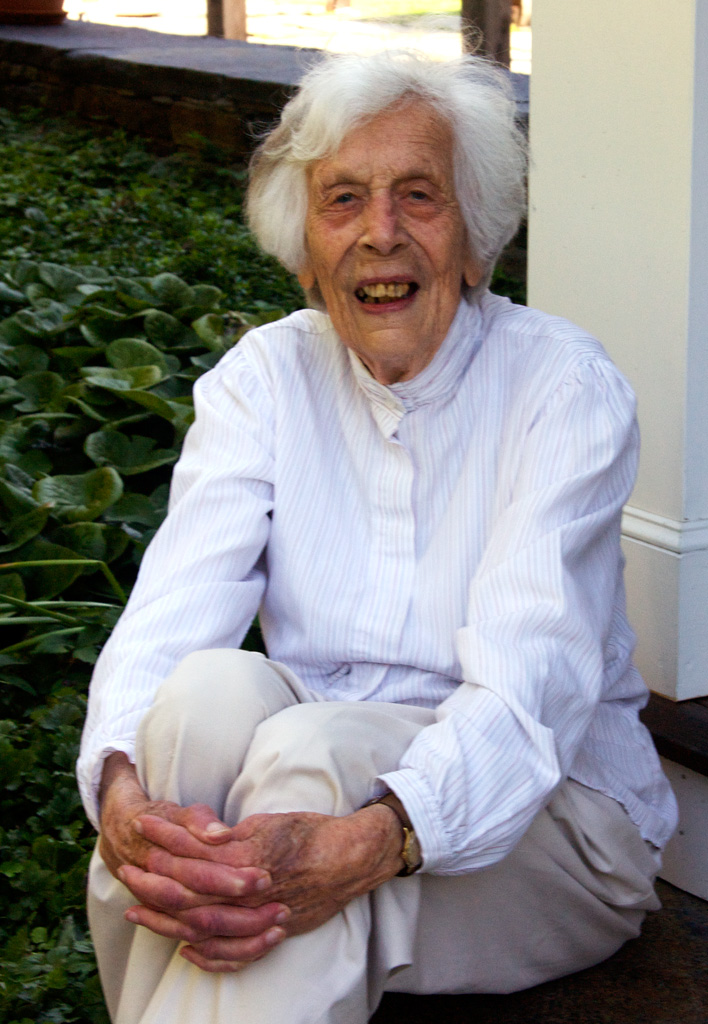
1. Januar: Freya von Moltke (2009)
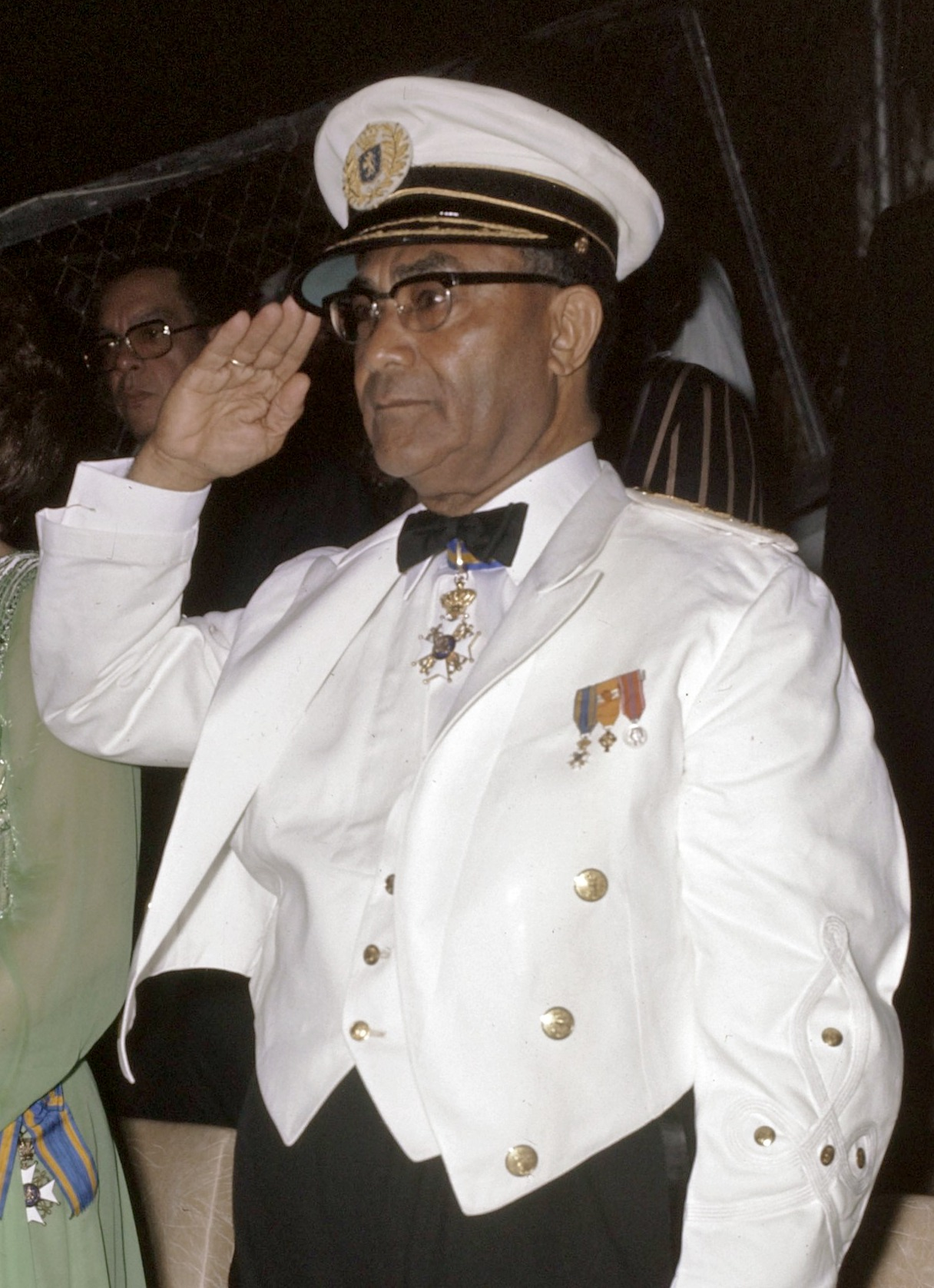
4. Januar: Johan Ferrier (1975)
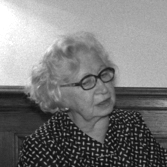
11. Januar: Miep Gies (1989)
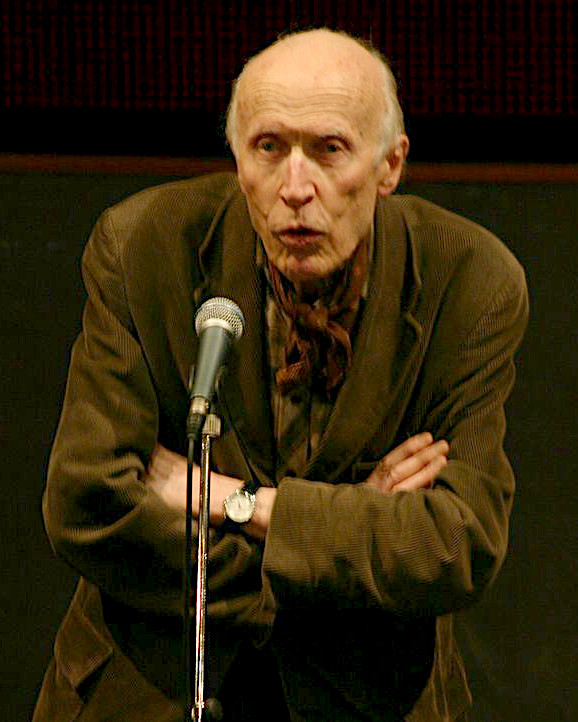
11. Januar: Éric Rohmer (2004)
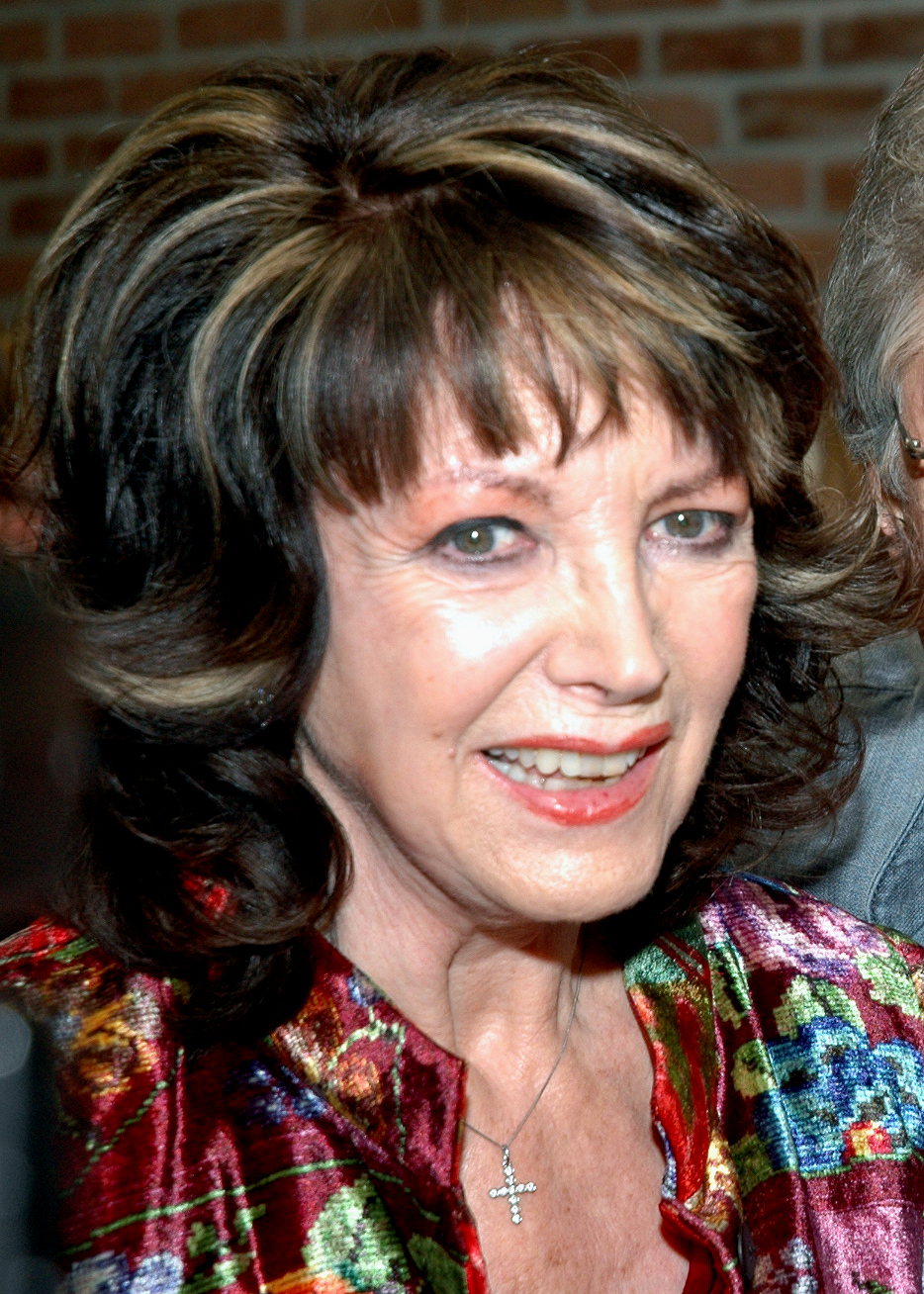
14. Januar: Petra Schürmann (2004)
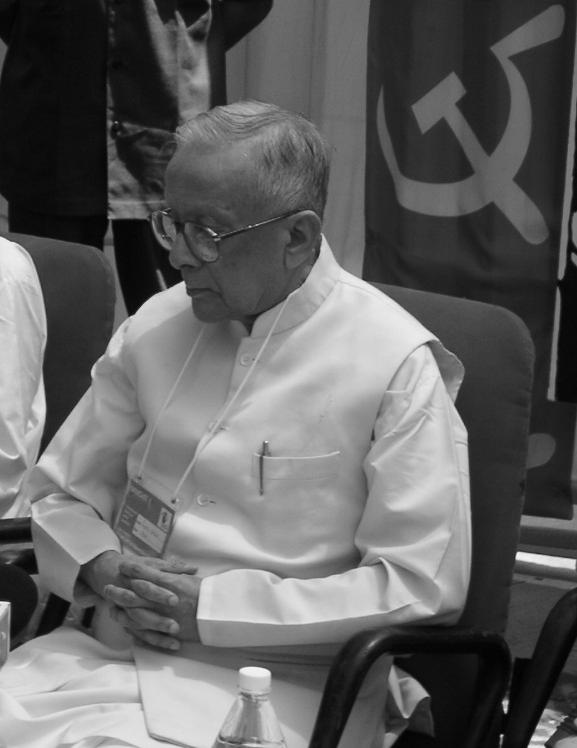
17. Januar: Jyoti Basu (2005)
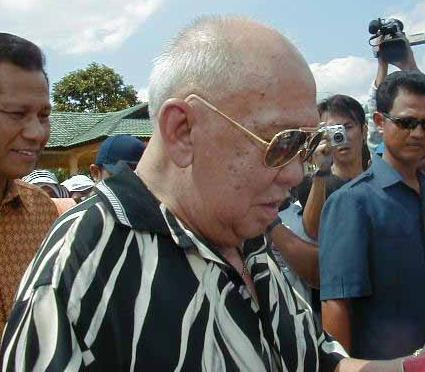
22. Januar: Sultan Mahmud Iskandar Al-Haj ibni Ismail Al-Khalidi (2004)
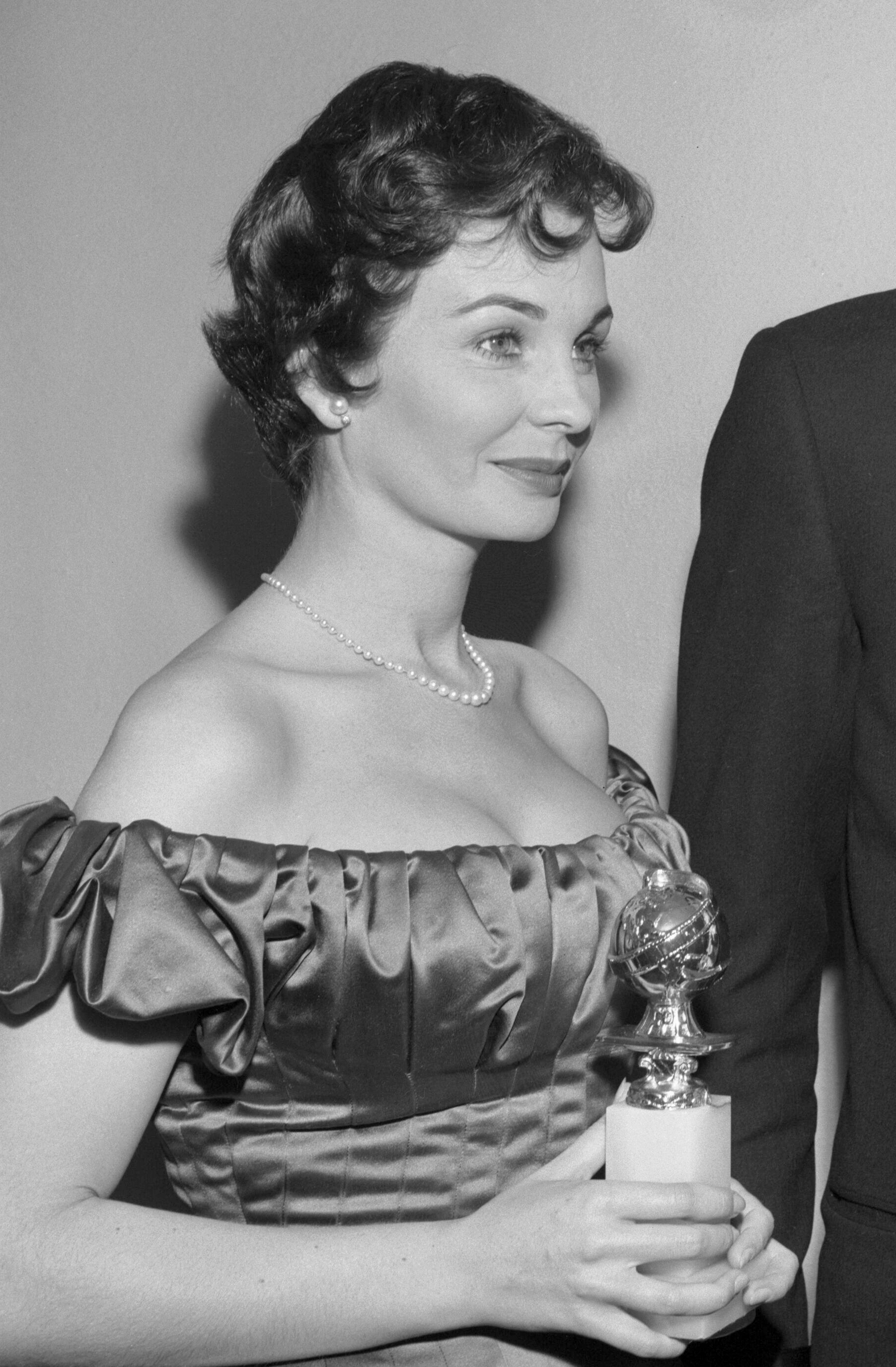
22. Januar: Jean Simmons (1956)
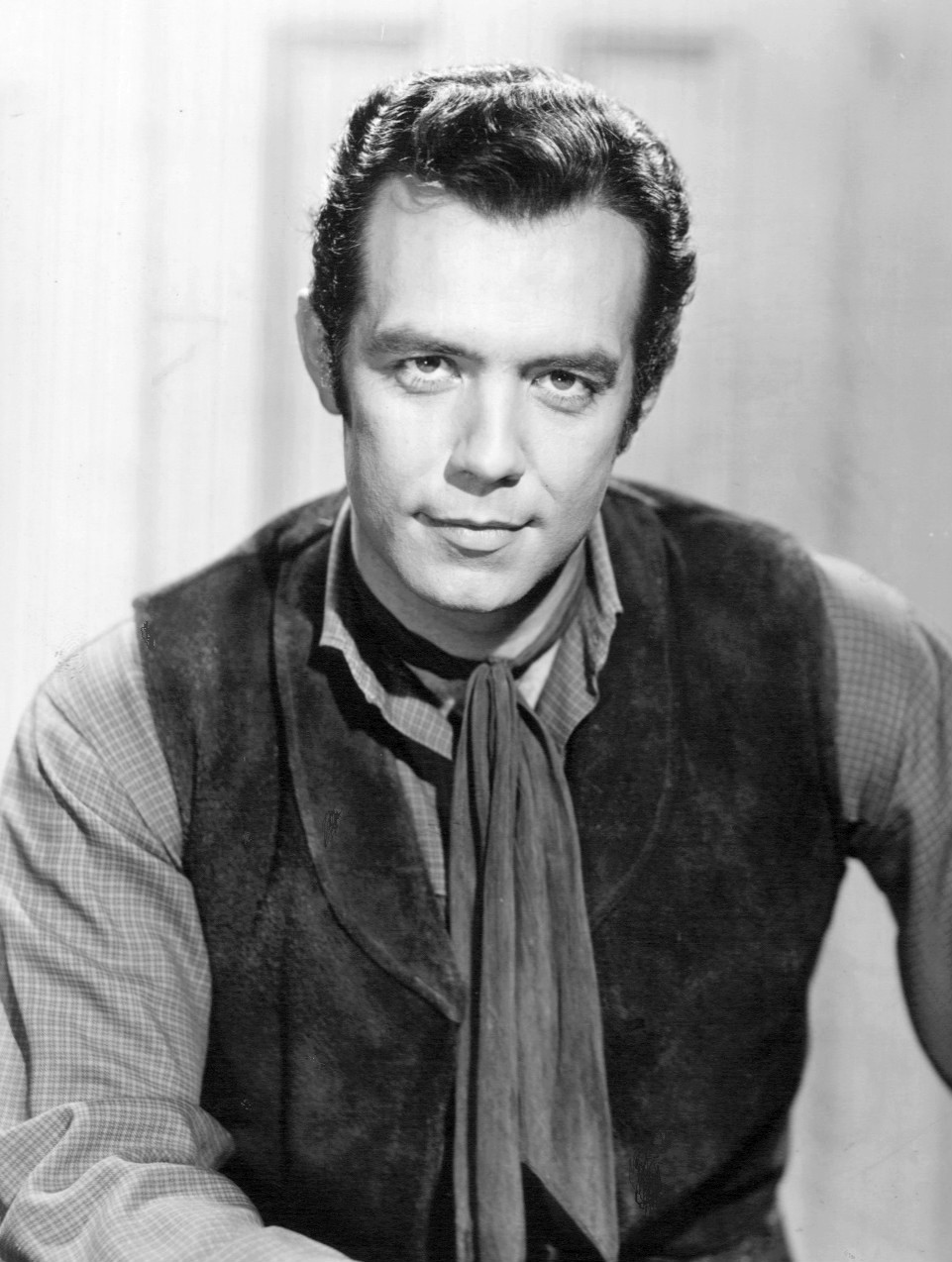
24. Januar: Pernell Roberts (1959)
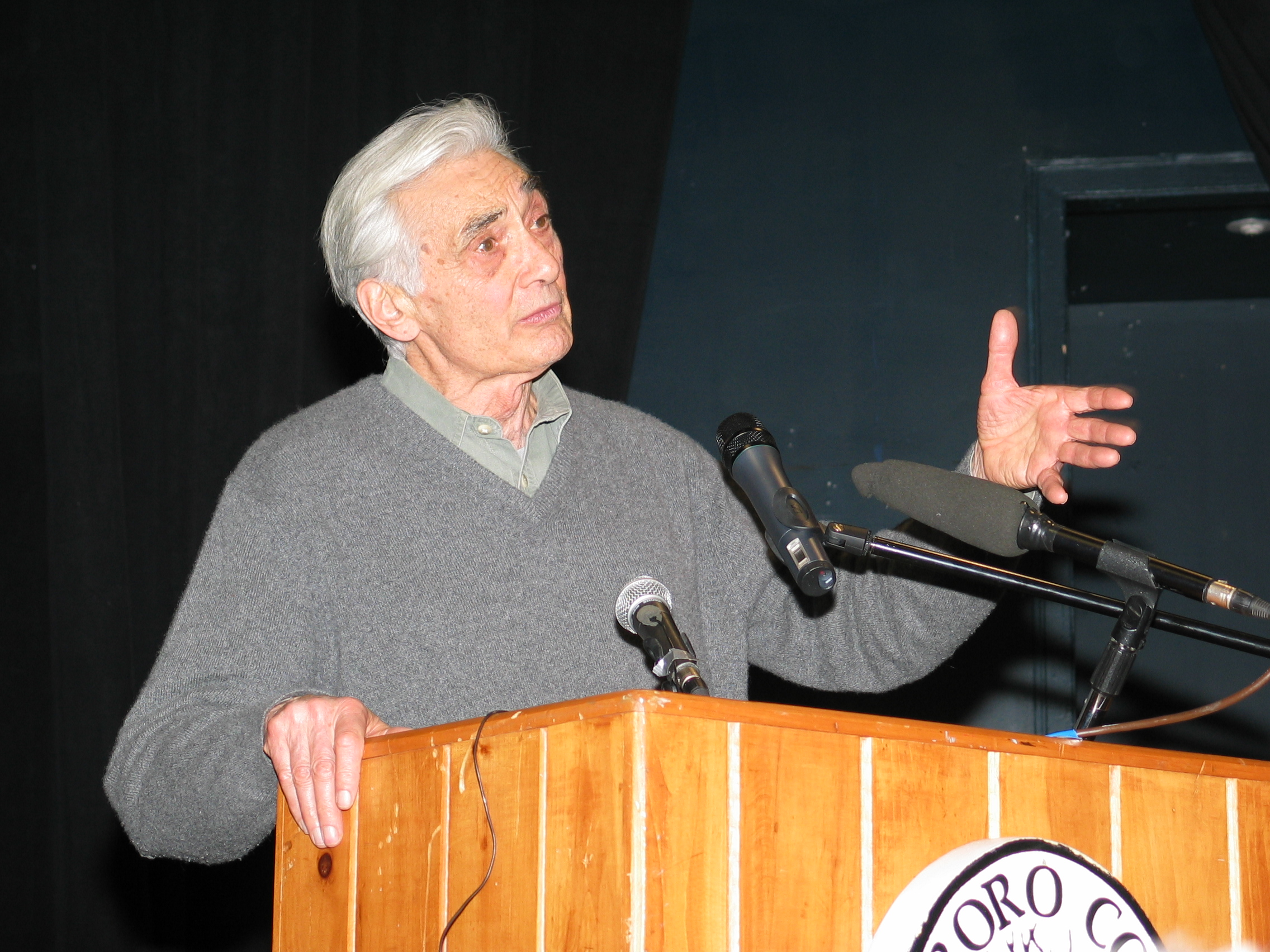
27. Januar: Howard Zinn (2004)
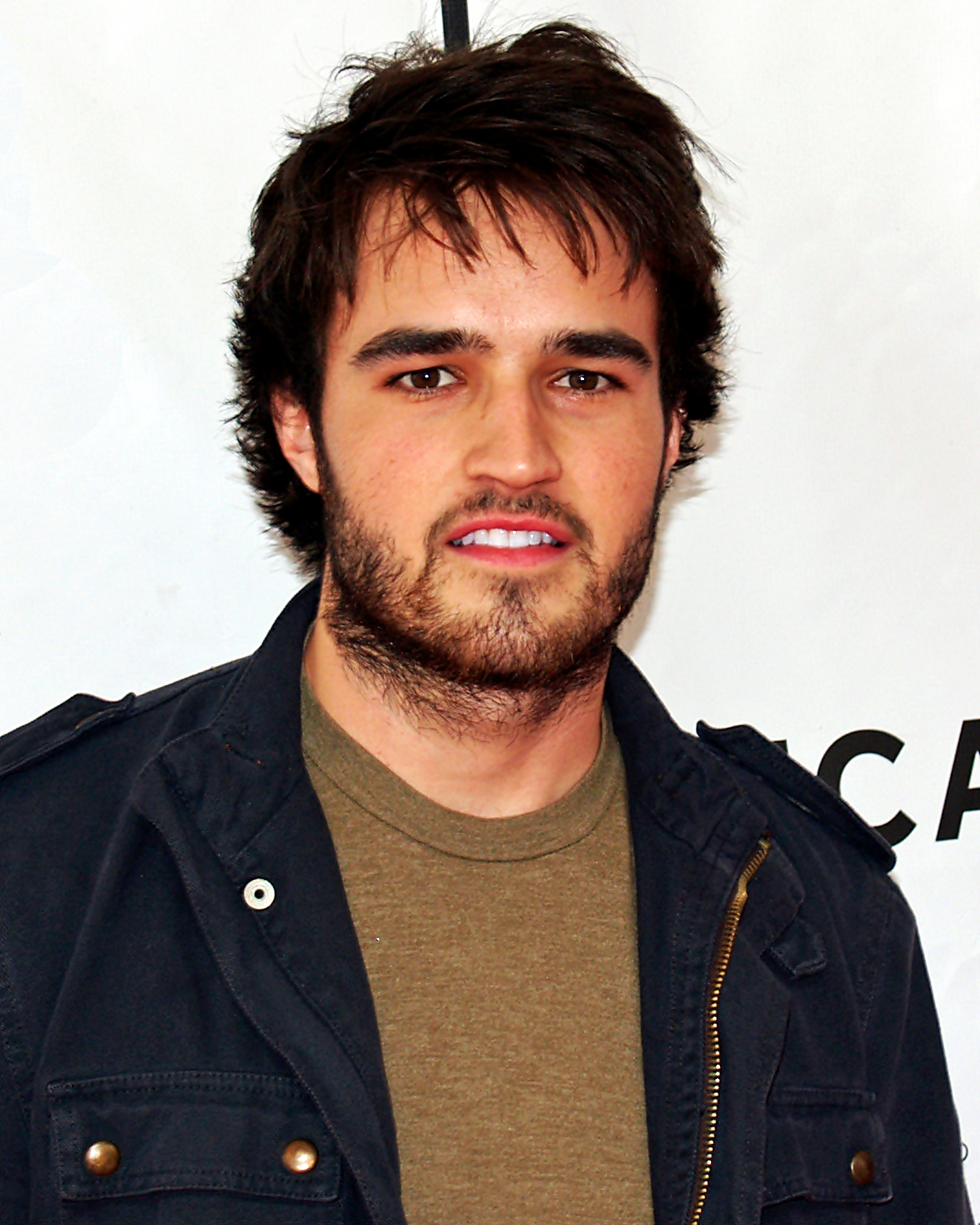
1. Februar: Justin Mentell (2007)
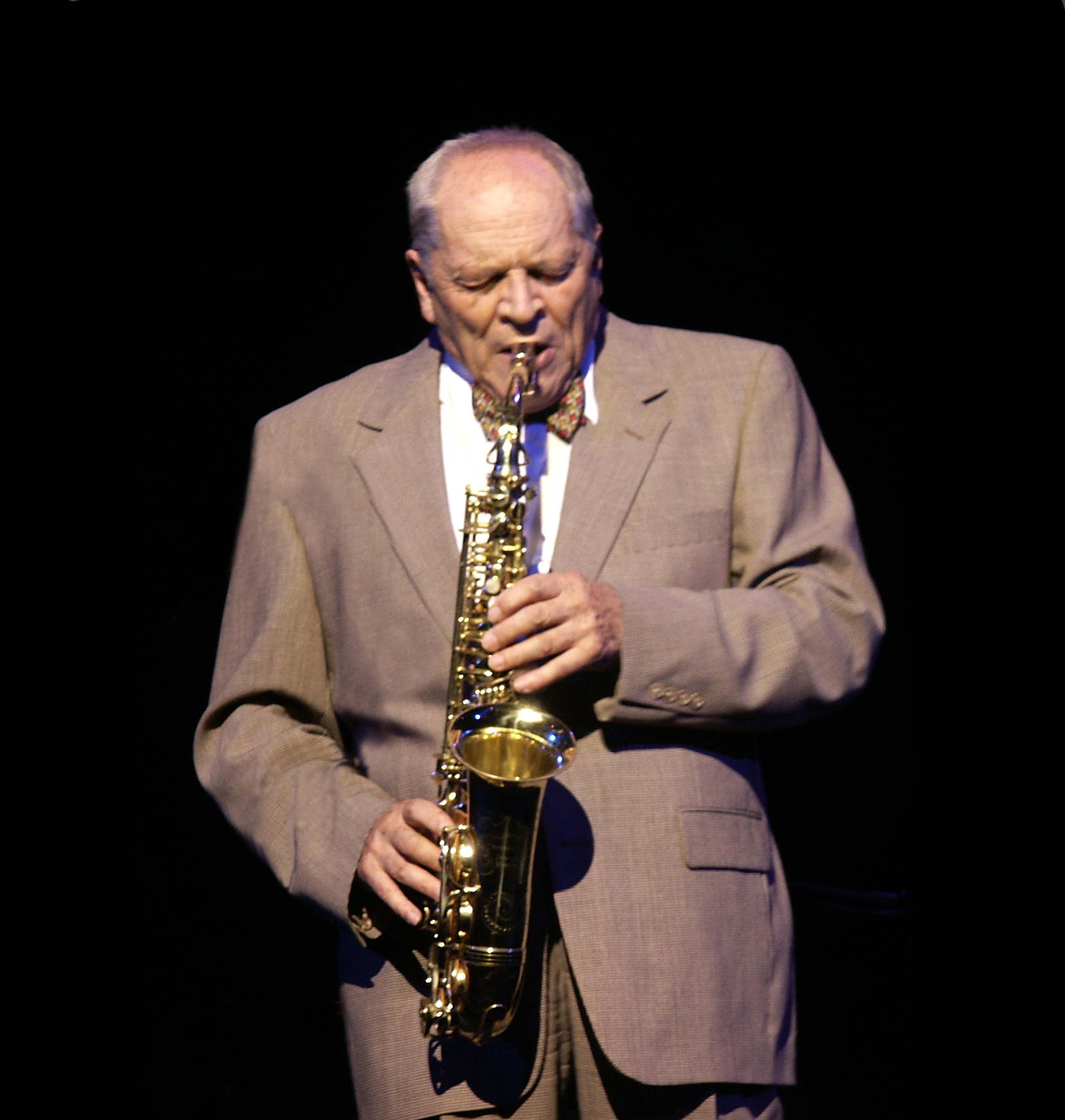
6. Februar: John Dankworth (2002)
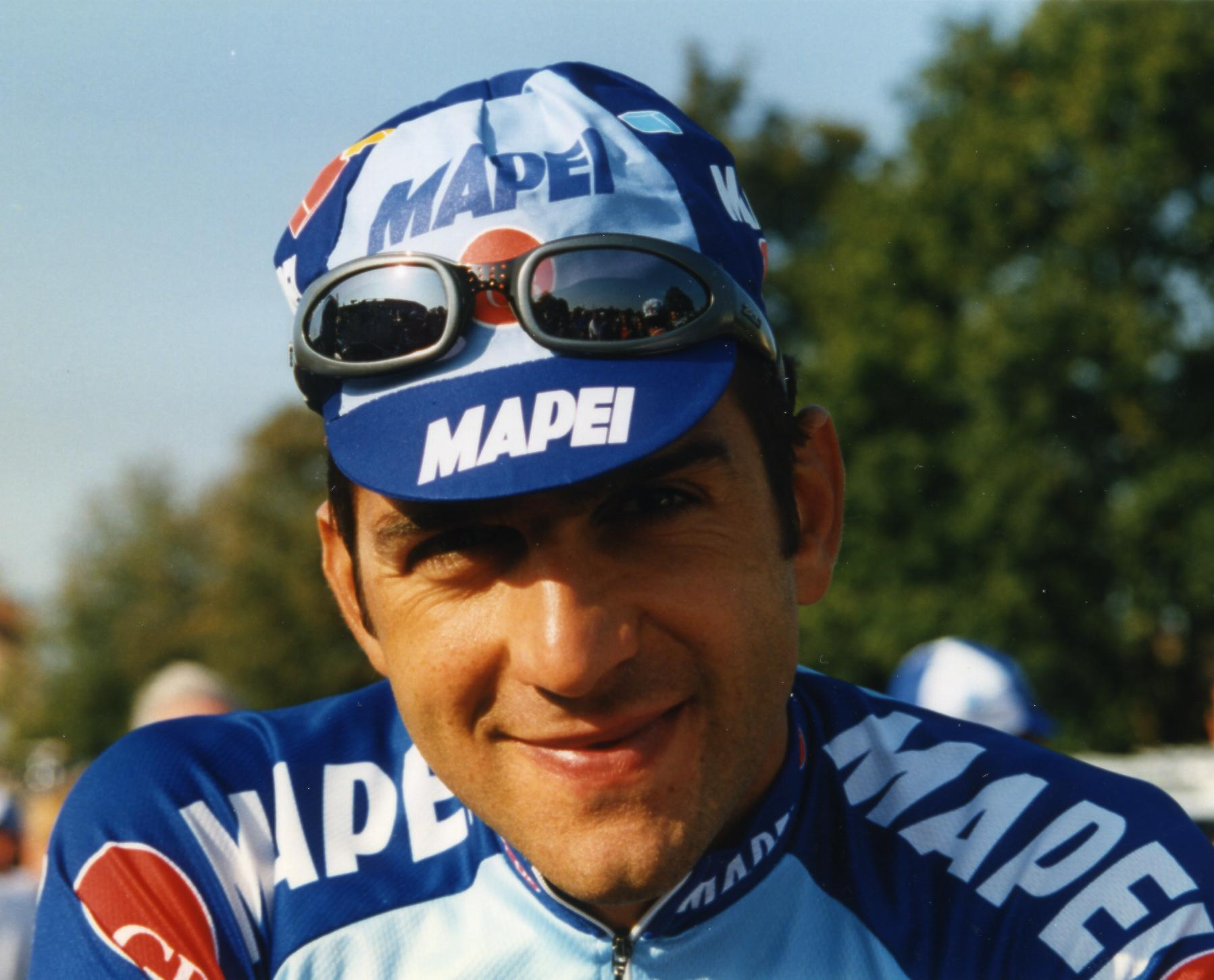
7. Februar: Franco Ballerini (1996)
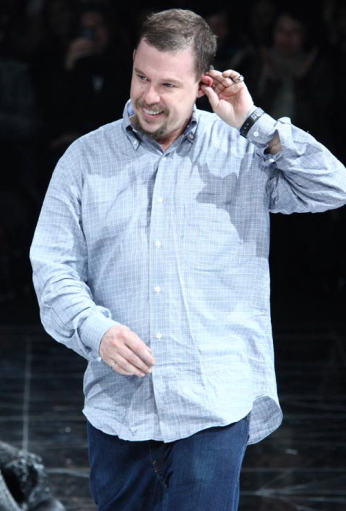
11. Februar: Alexander McQueen (2009)
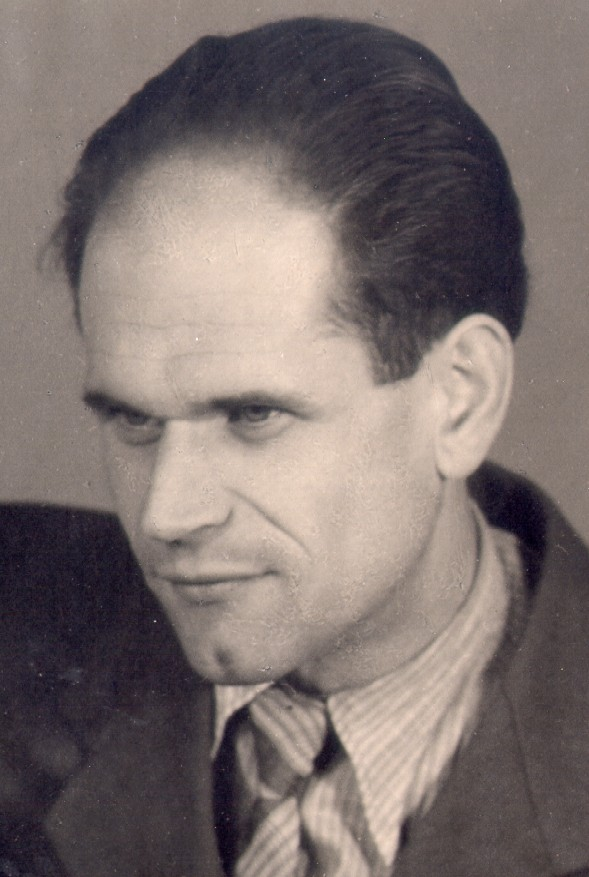
17. Februar: Curt Letsche (1946)
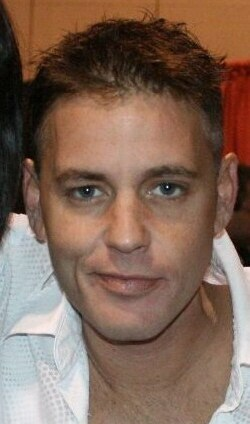
10. März: Corey Haim (2008)
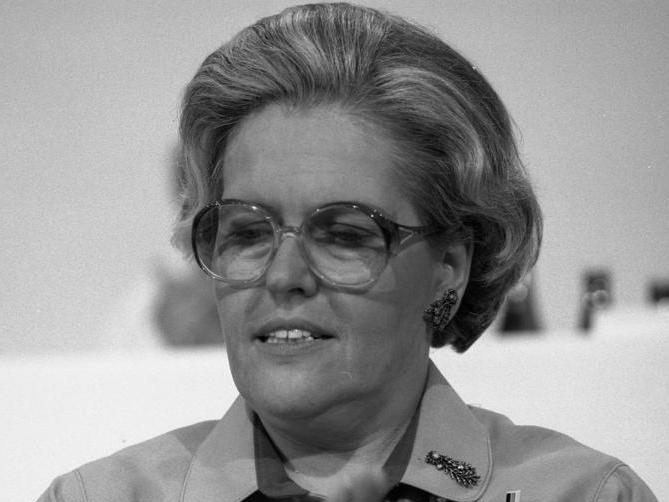
12. März: Hanna-Renate Laurien (1978)
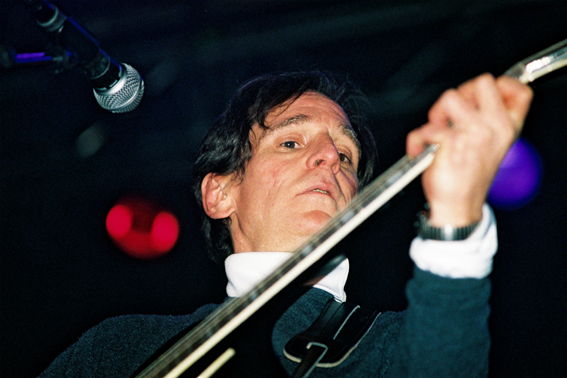
17. März: Alex Chilton (2004)
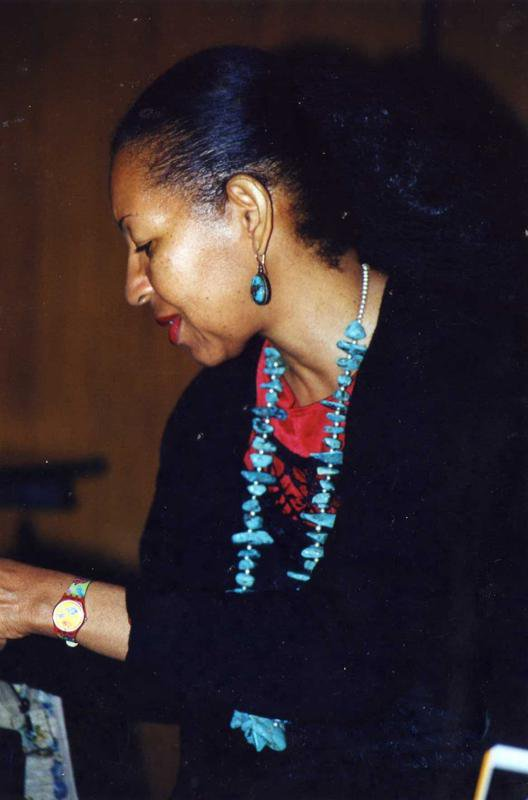
20. März: Ai (2010)
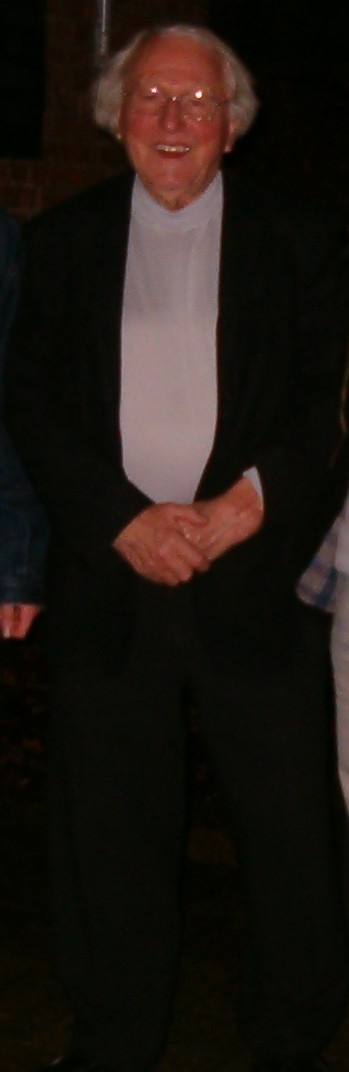
21. März: Wolfgang Wagner (2004)
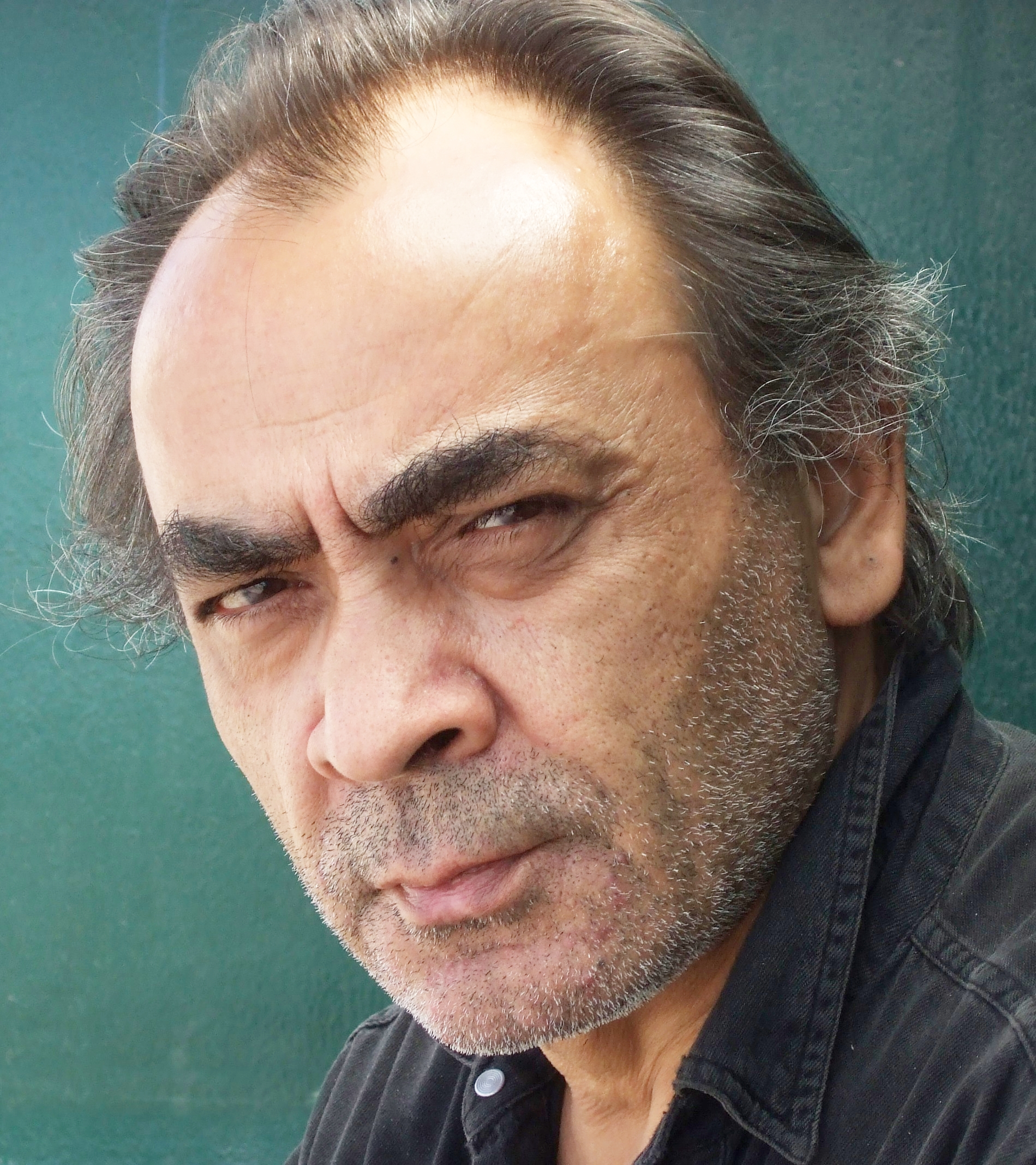
24. März: Erdal Merdan (?)
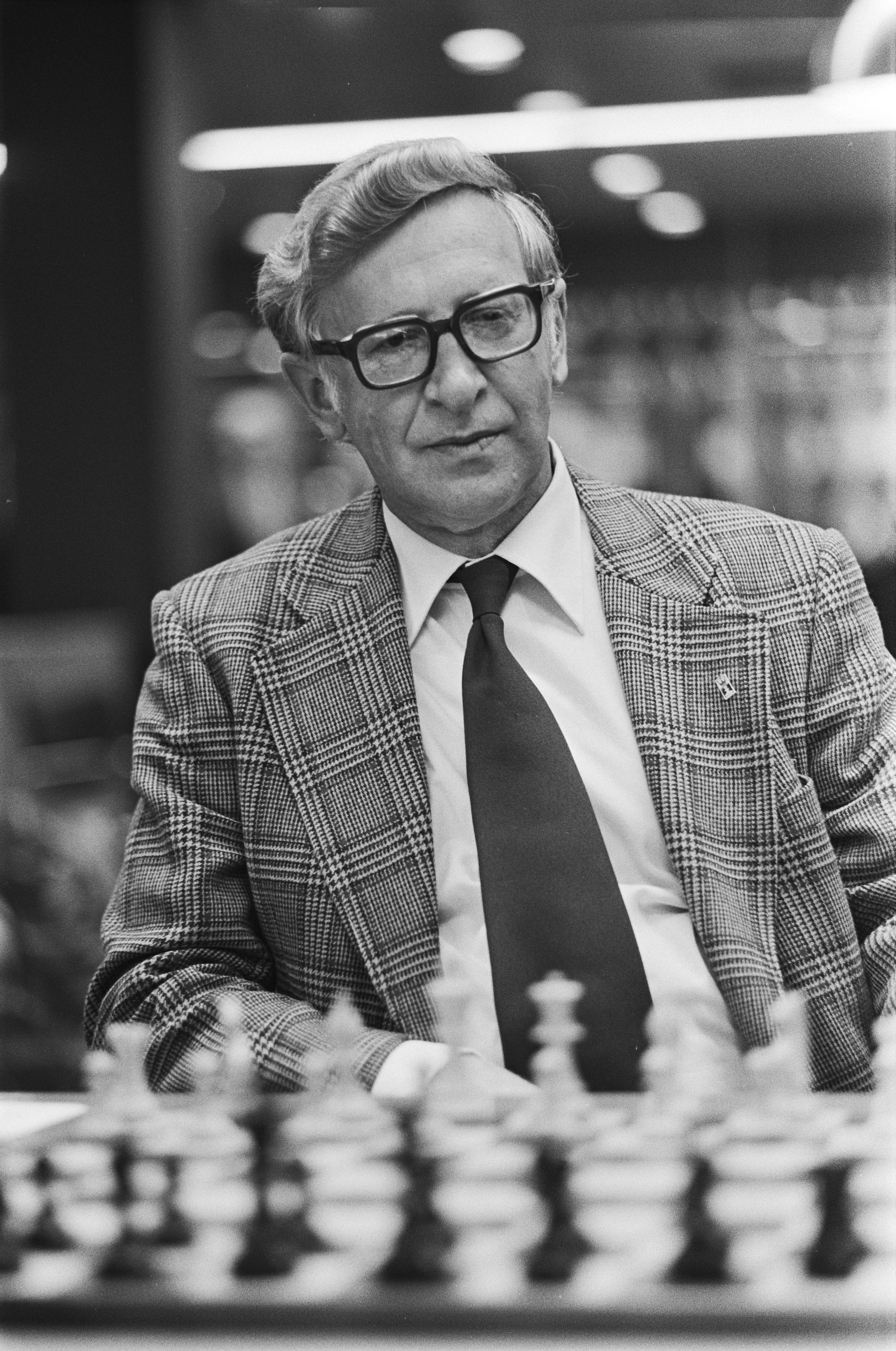
27. März: Wassili Wassiljewitsch Smyslow (1977)
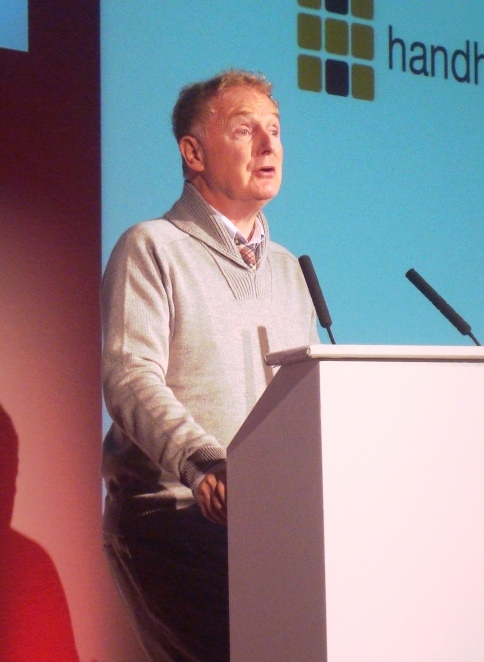
8. April: Malcolm McLaren (2009)
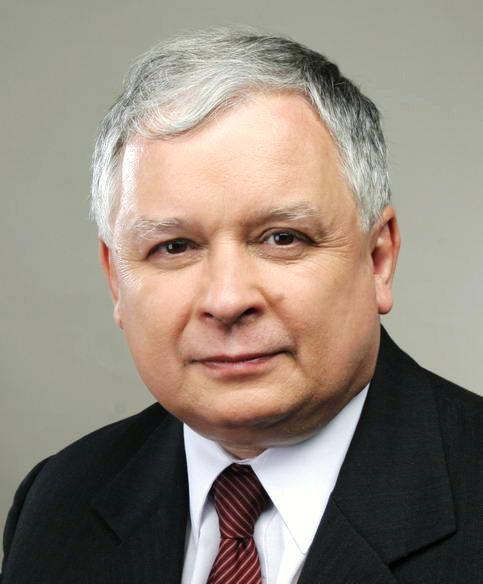
10. April: Lech Kaczyński (2006)
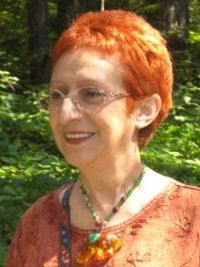
11. April: Julia Tsenova (2008)
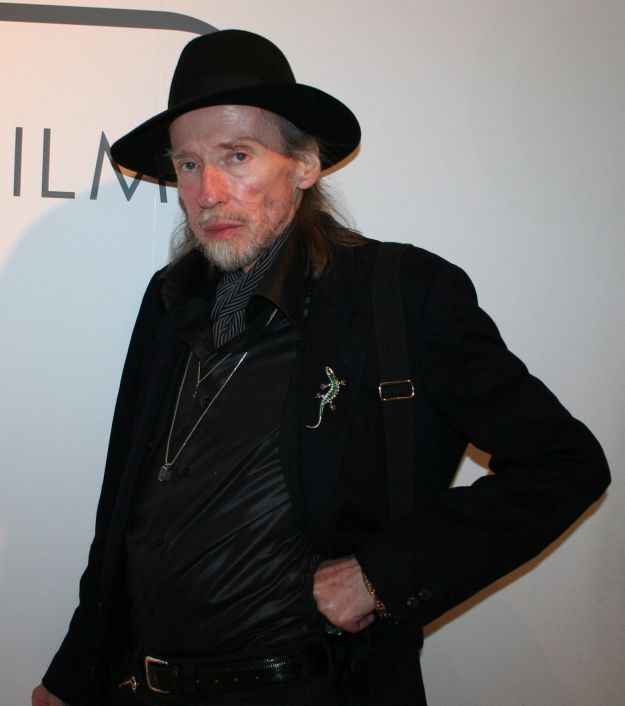
12. April: Werner Schroeter (2009)
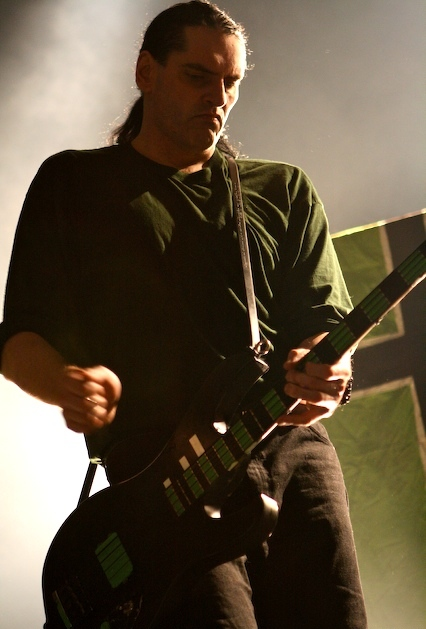
14. April: Peter Steele (2007)
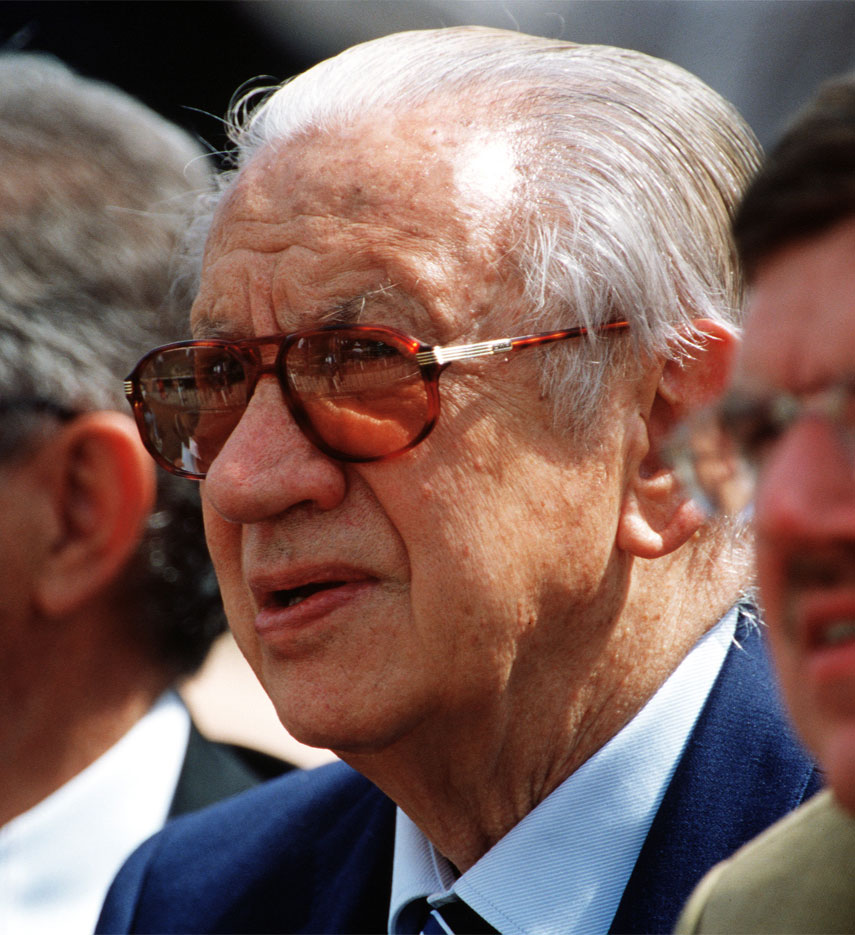
21. April: Juan Antonio Samaranch (2000)
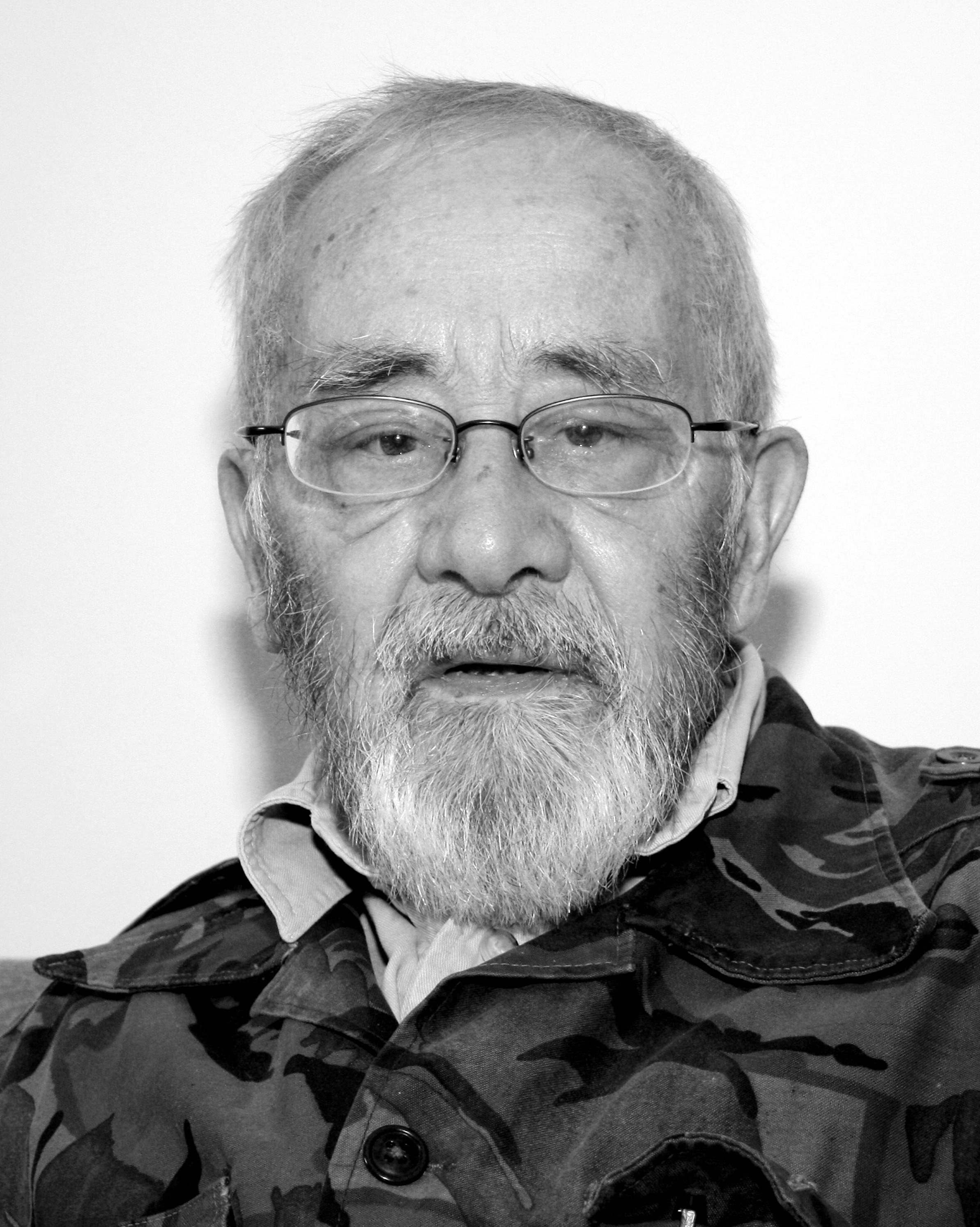
25. April: Alan Sillitoe (2009)
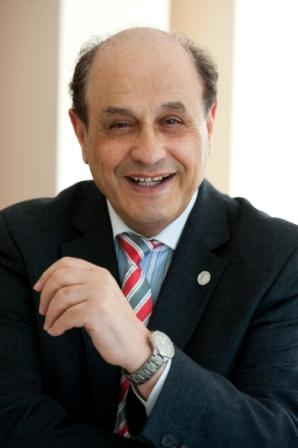
27. April: Nossrat Peseschkian (2010)
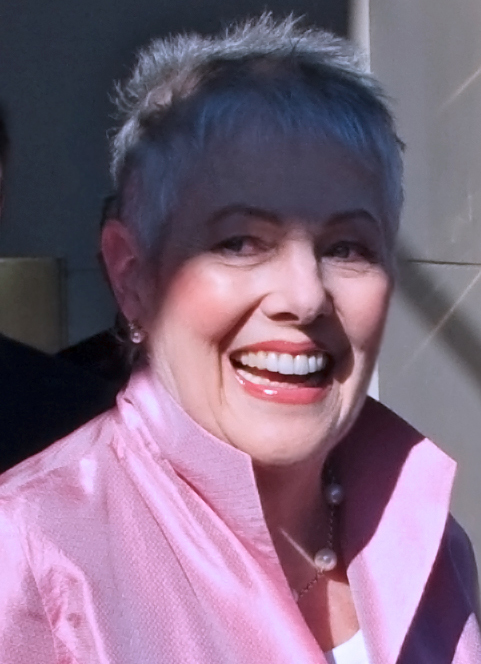
2. Mai: Lynn Redgrave (2009)
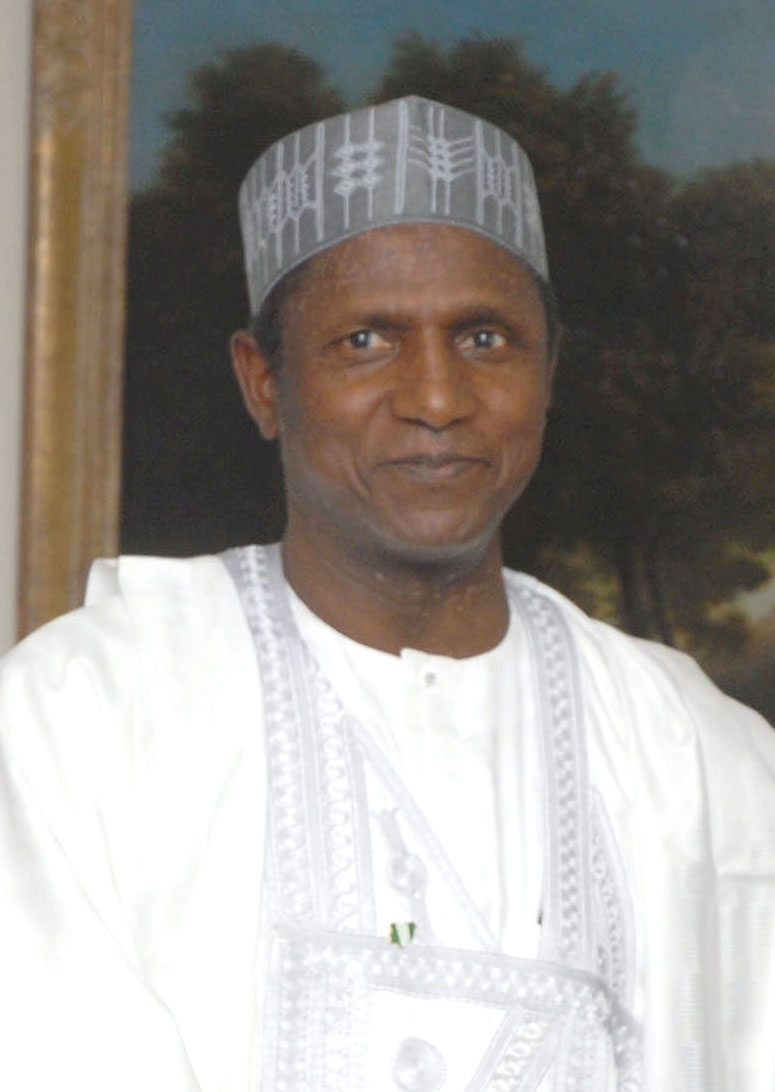
5. Mai: Umaru Yar’Adua (2007)
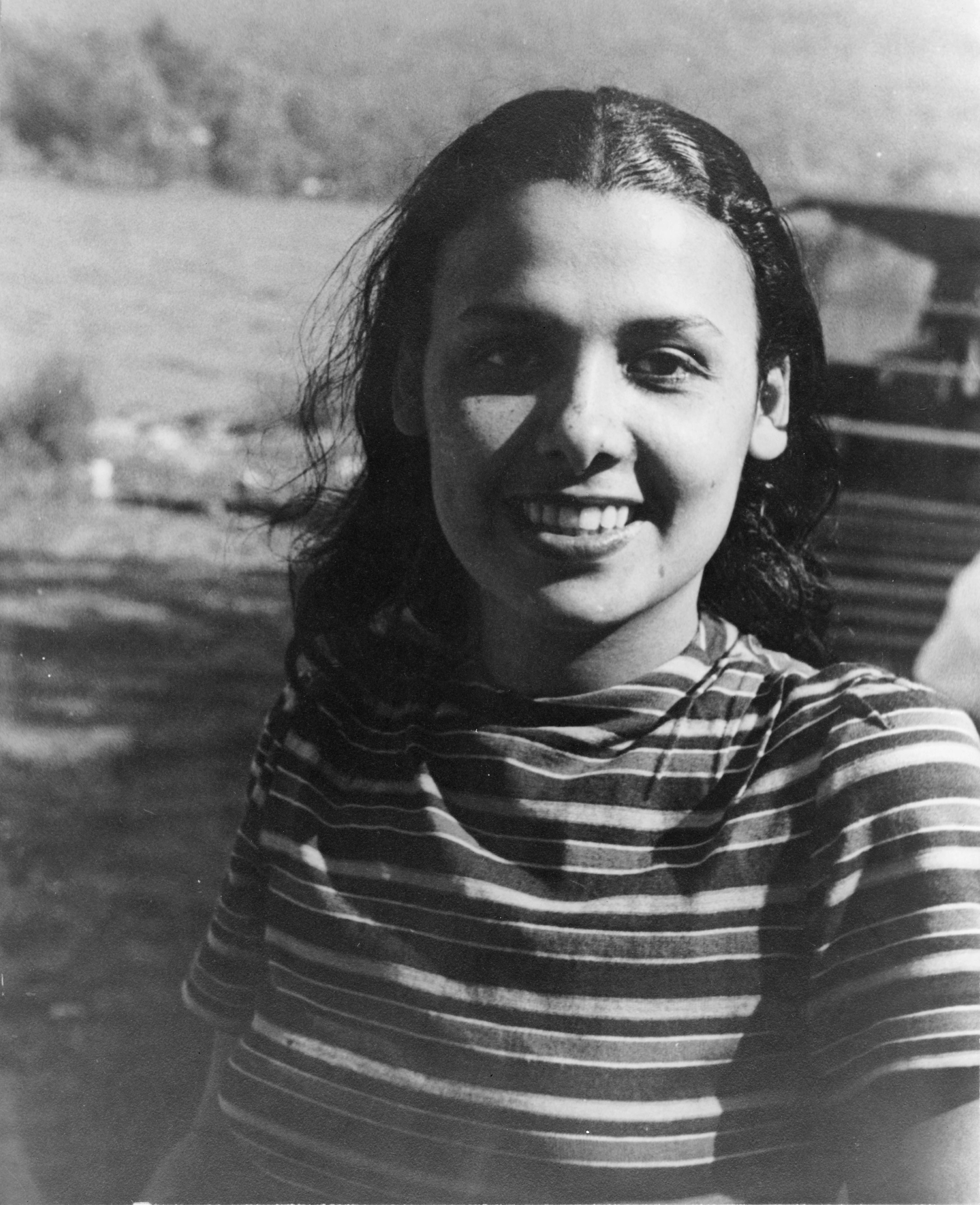
9. Mai: Lena Horne (1941)
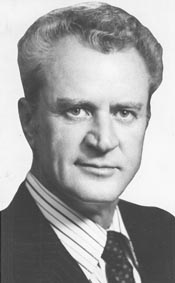
10. Mai: Ike Franklin Andrews (?)
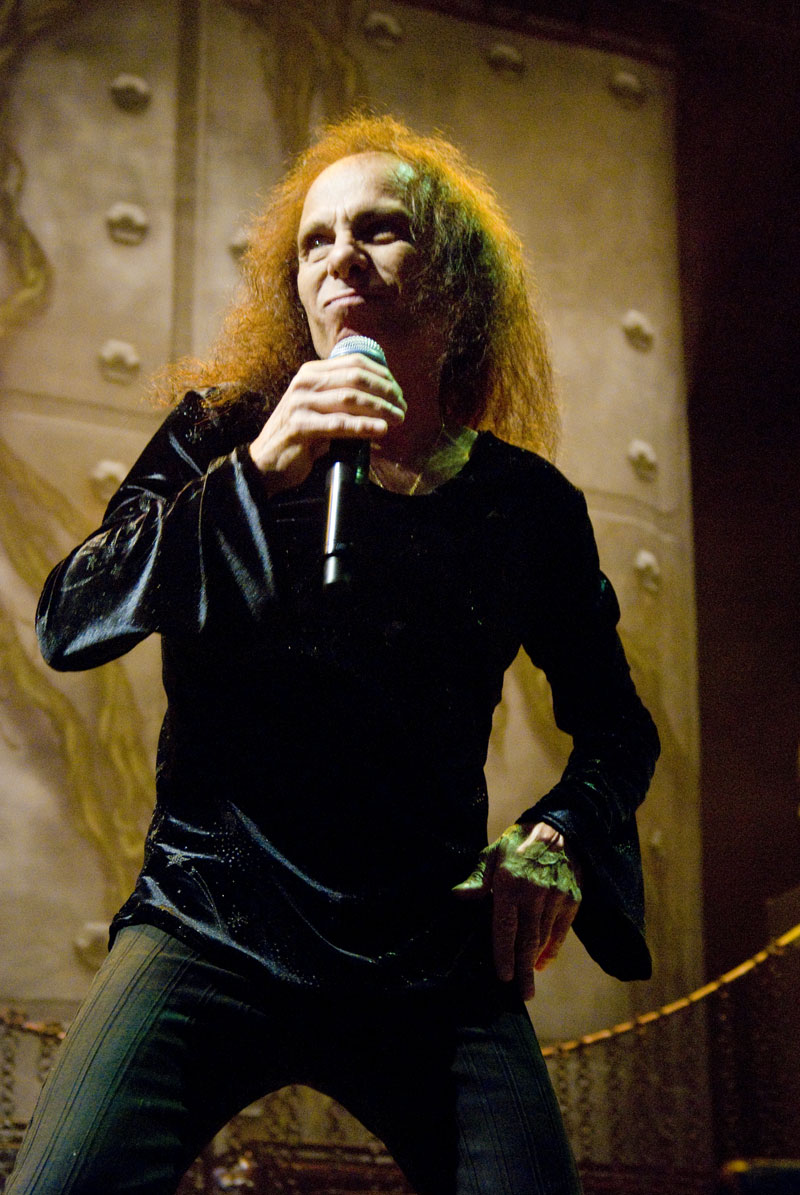
16. Mai: Ronnie James Dio (2009)
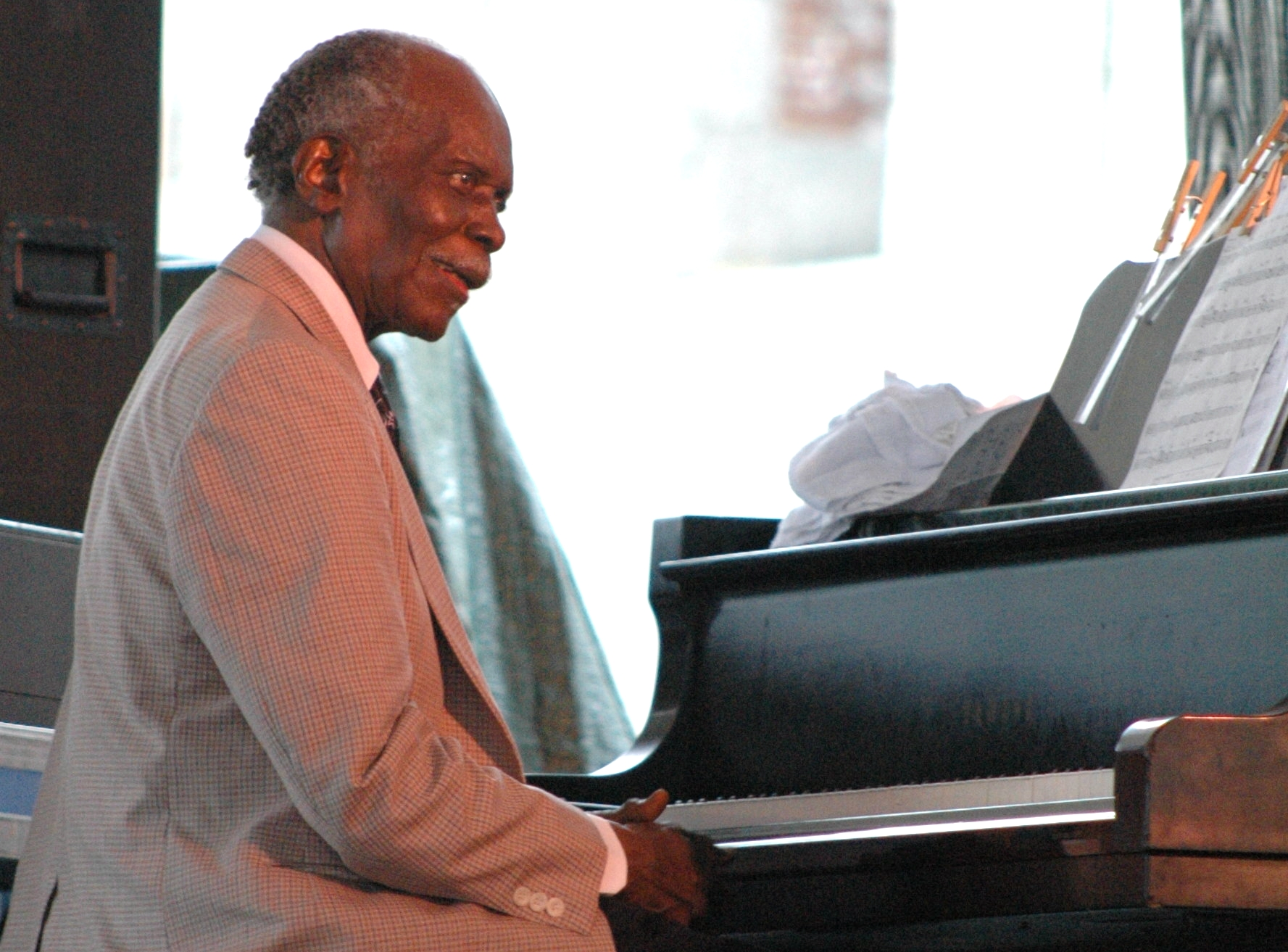
16. Mai: Hank Jones (2005)
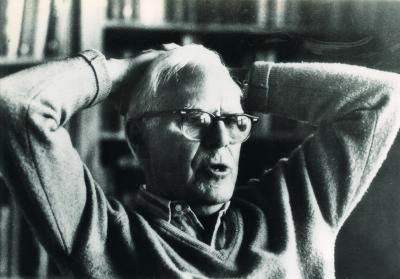
22. Mai: Martin Gardner (?)
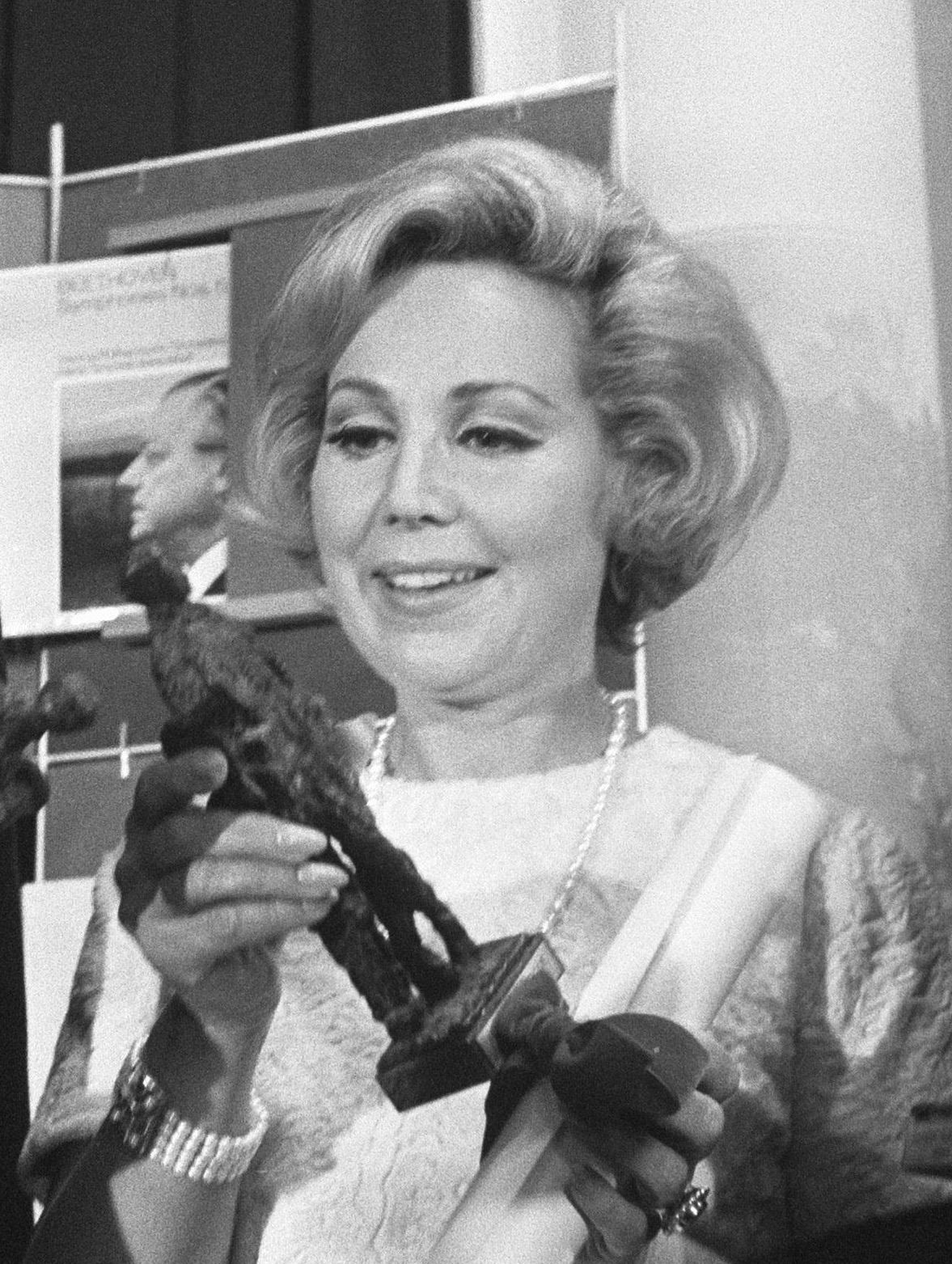
24. Mai: Anneliese Rothenberger (1969)
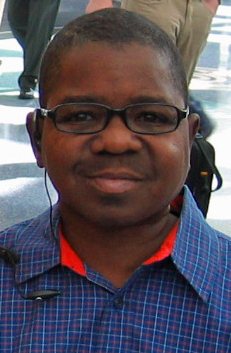
28. Mai: Gary Coleman (2005)
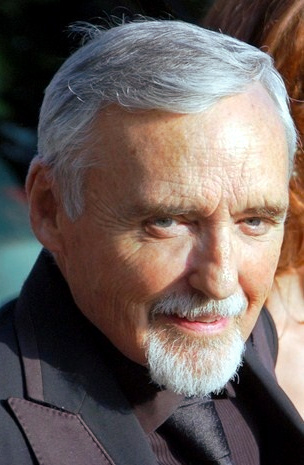
29. Mai: Dennis Hopper (2008)
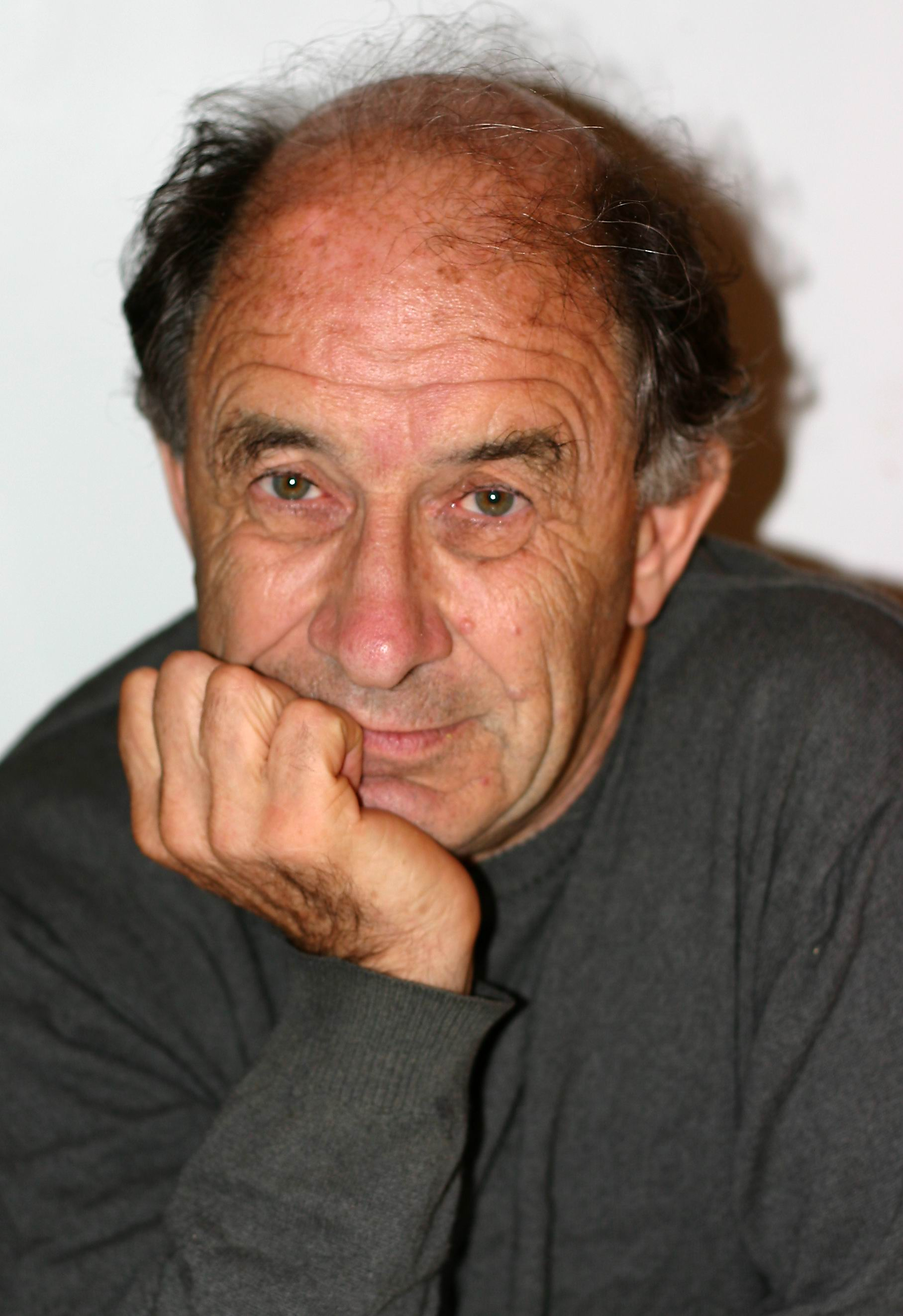
3. Juni: Wladimir Igorewitsch Arnold (?)
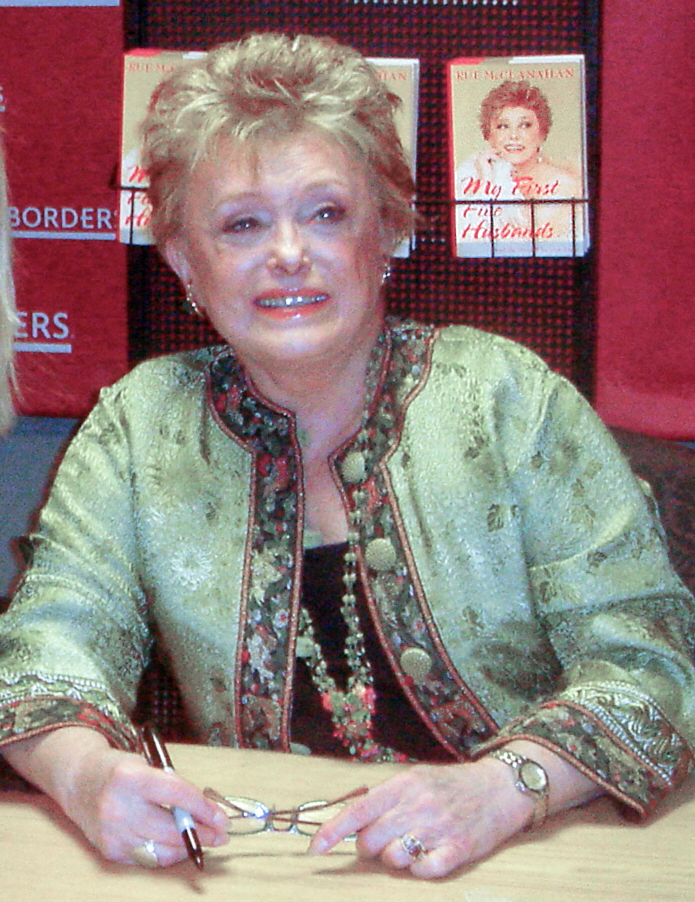
3. Juni: Rue McClanahan (2007)
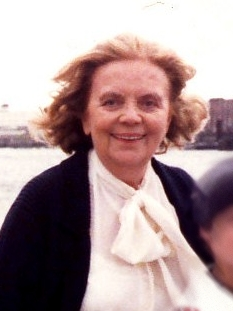
15. Juni: Heidi Kabel (1984)
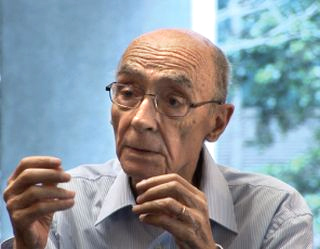
18. Juni: José Saramago (2008)
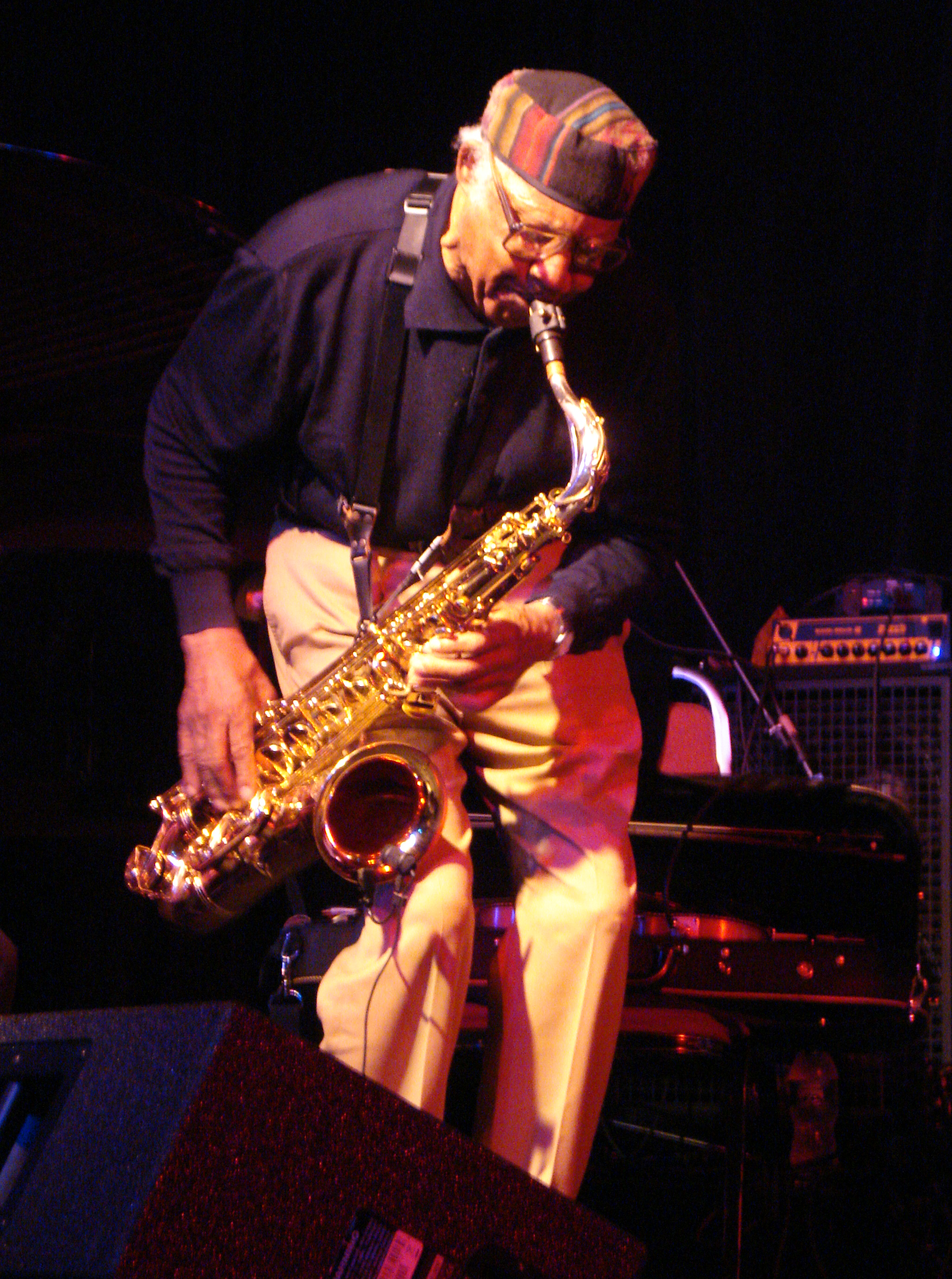
24. Juni: Fred Anderson (2008)
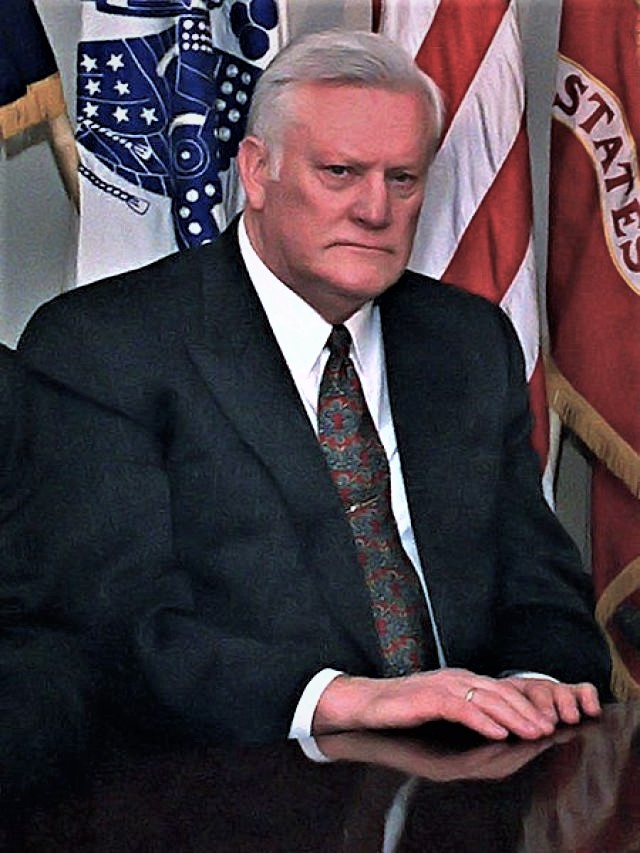
26. Juni: Algirdas Brazauskas (1998)
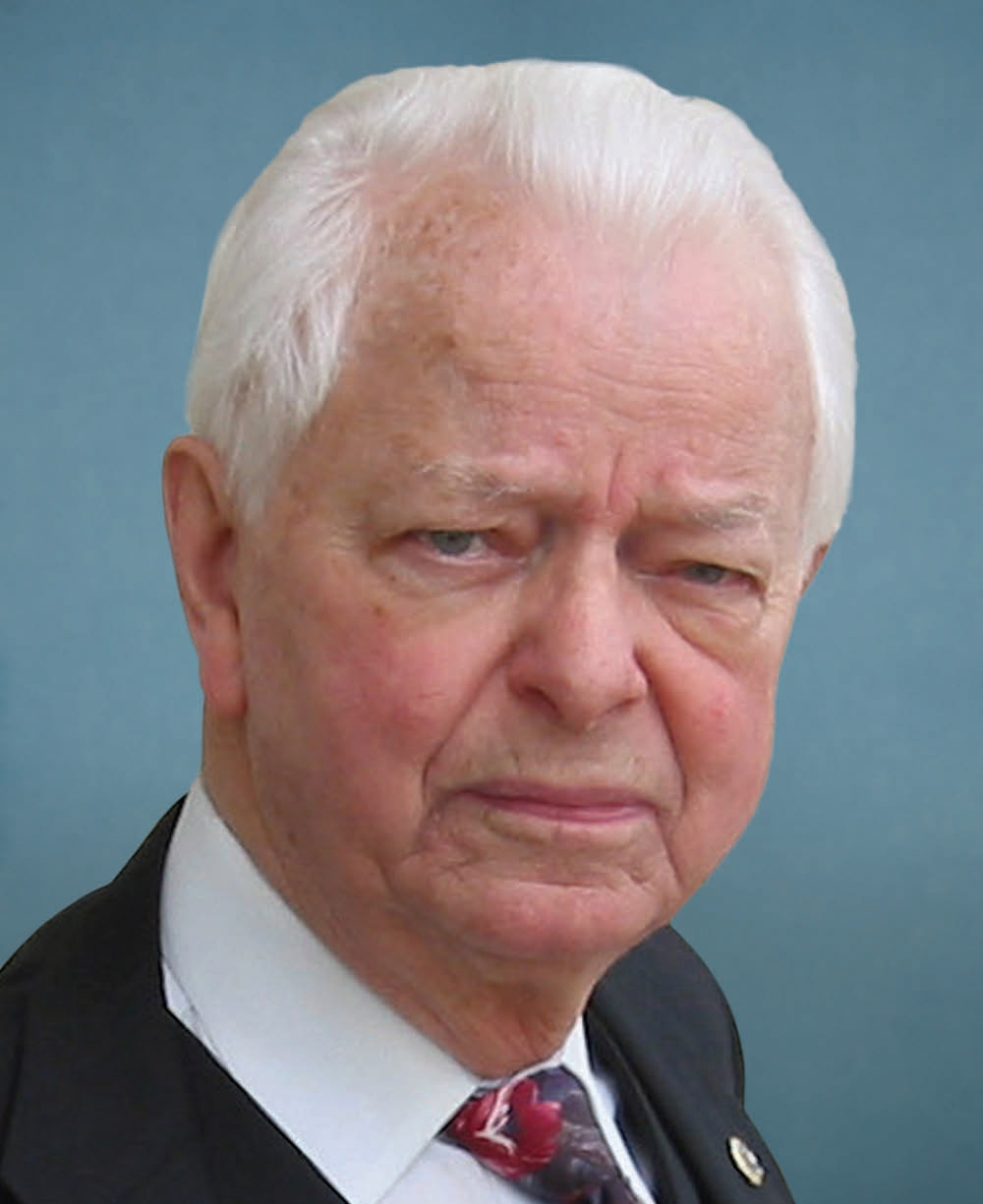
28. Juni: Robert Byrd (2009)
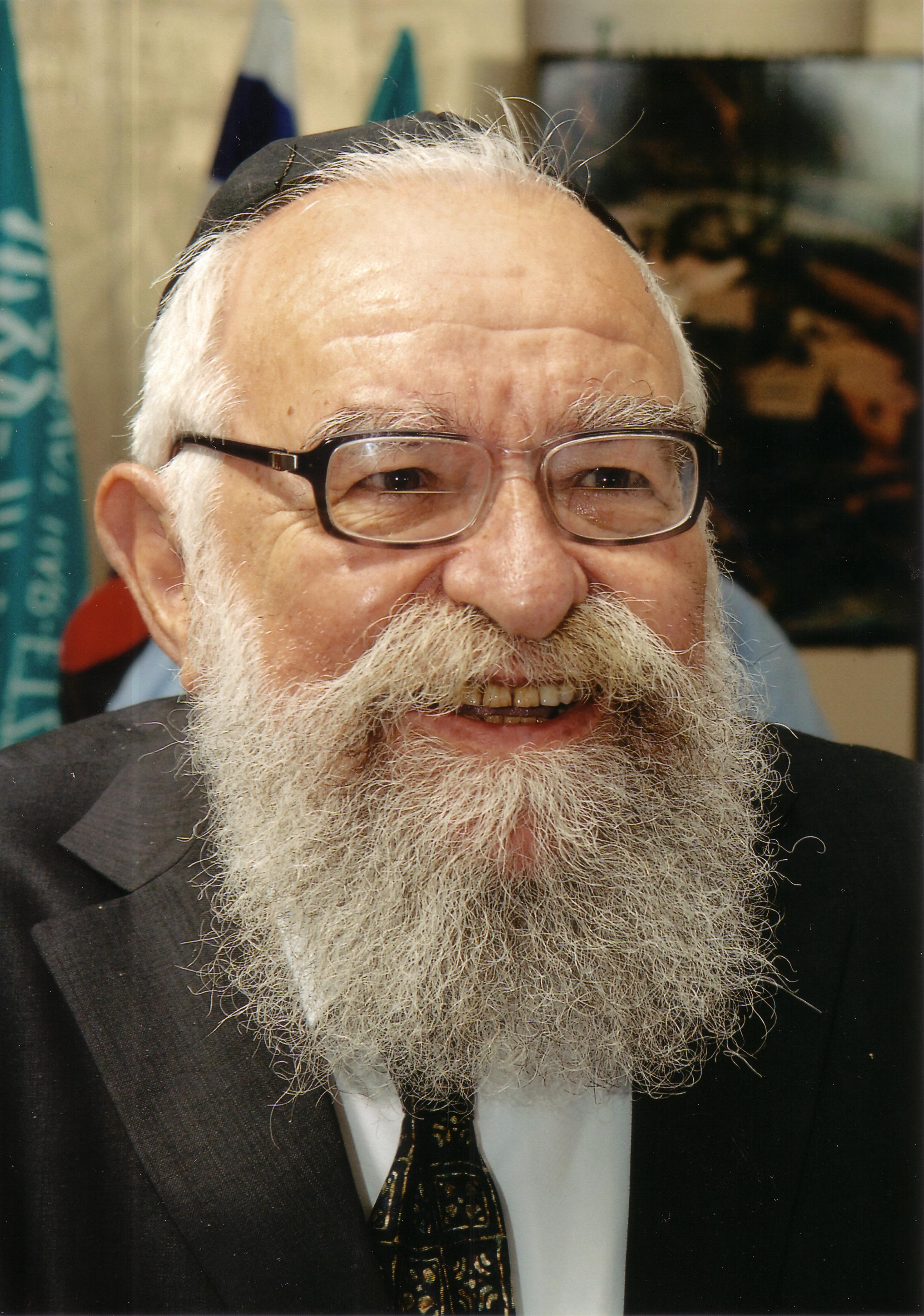
8. Juli: Jehuda Amital (2007)
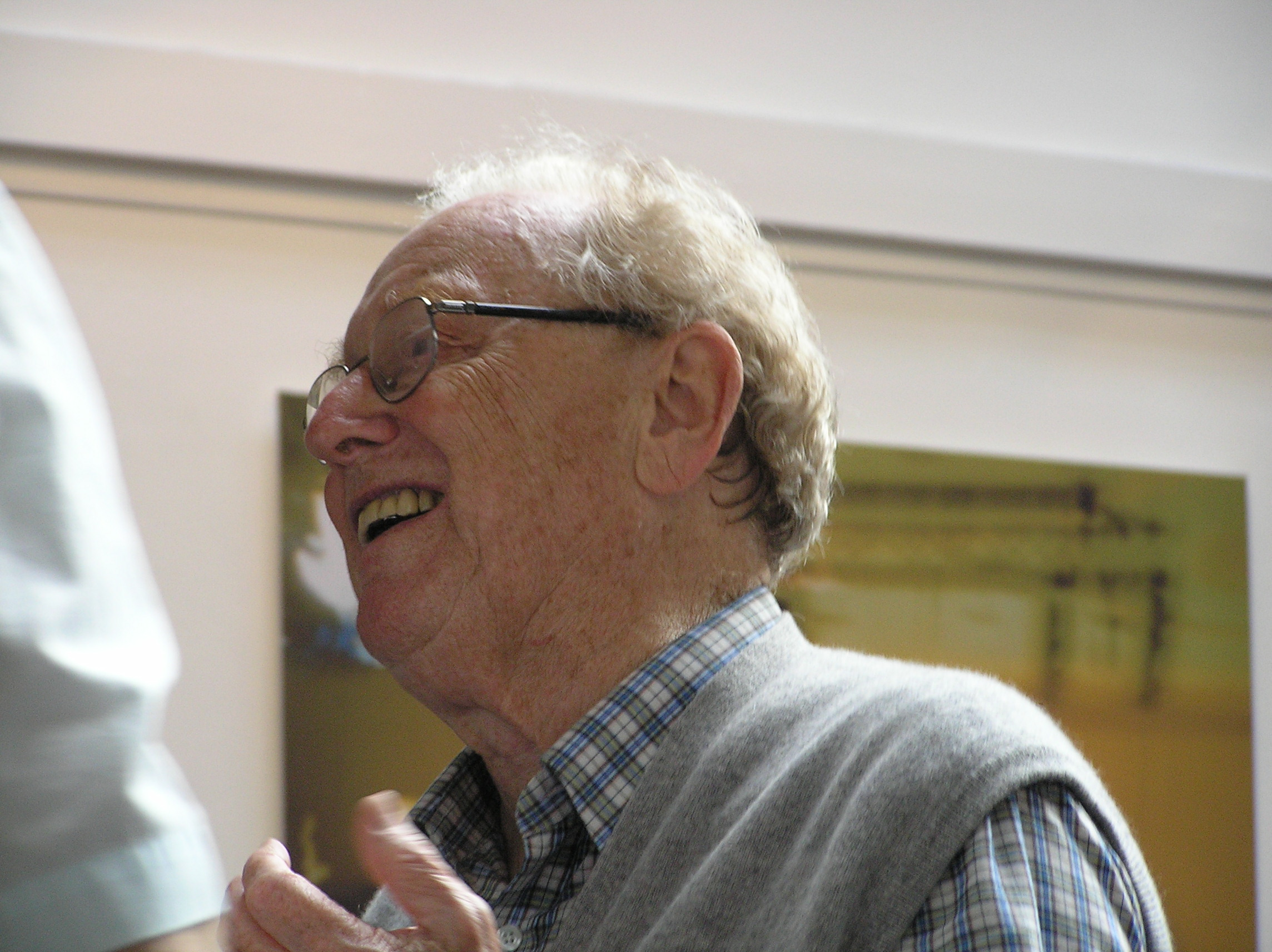
14. Juli: Charles Mackerras (2005)
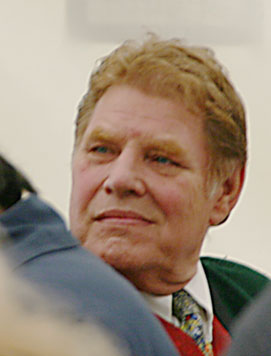
28. Juli: Karl-Heinz Wildmoser (2009)
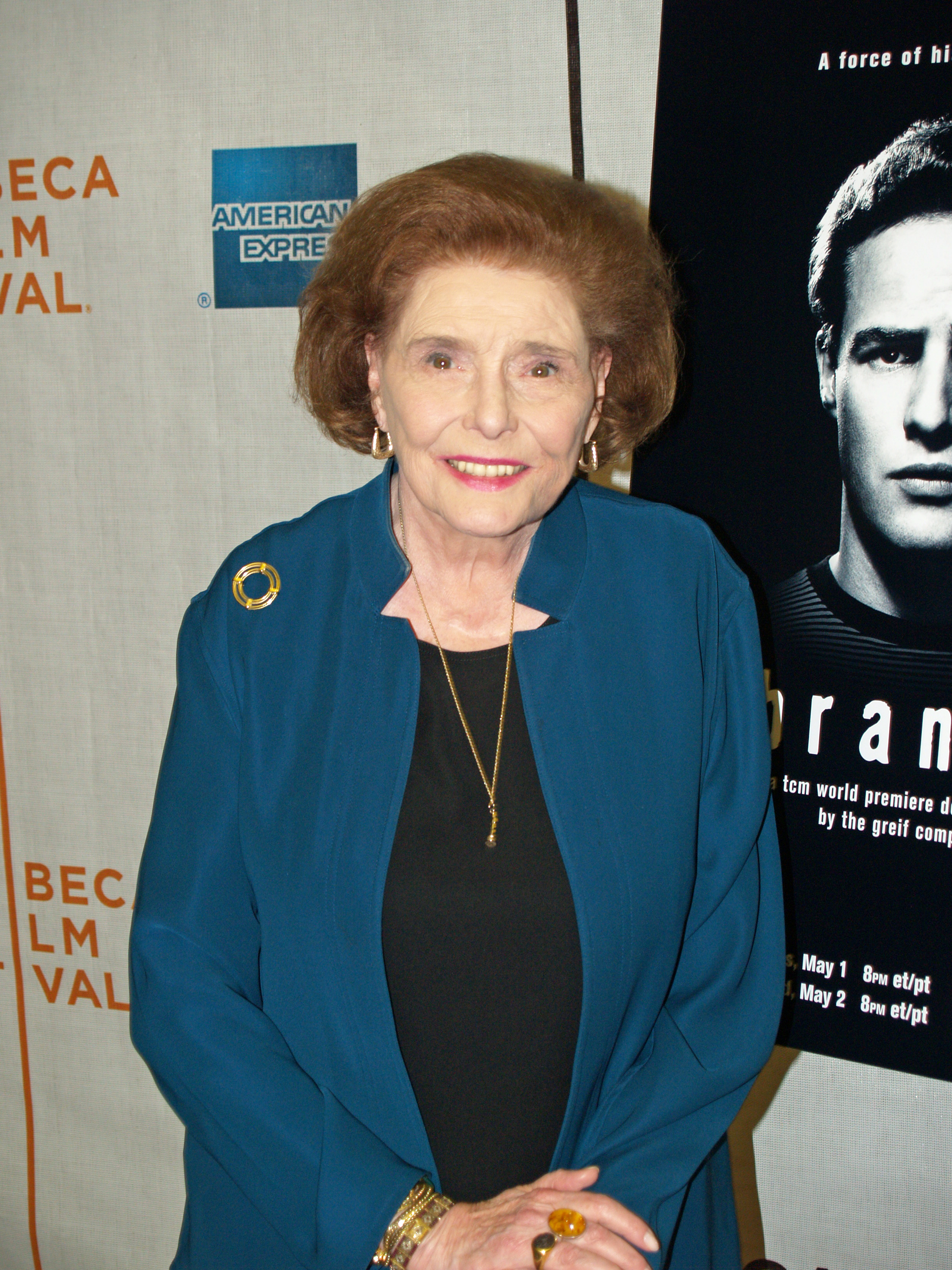
8. August: Patricia Neal (2007)
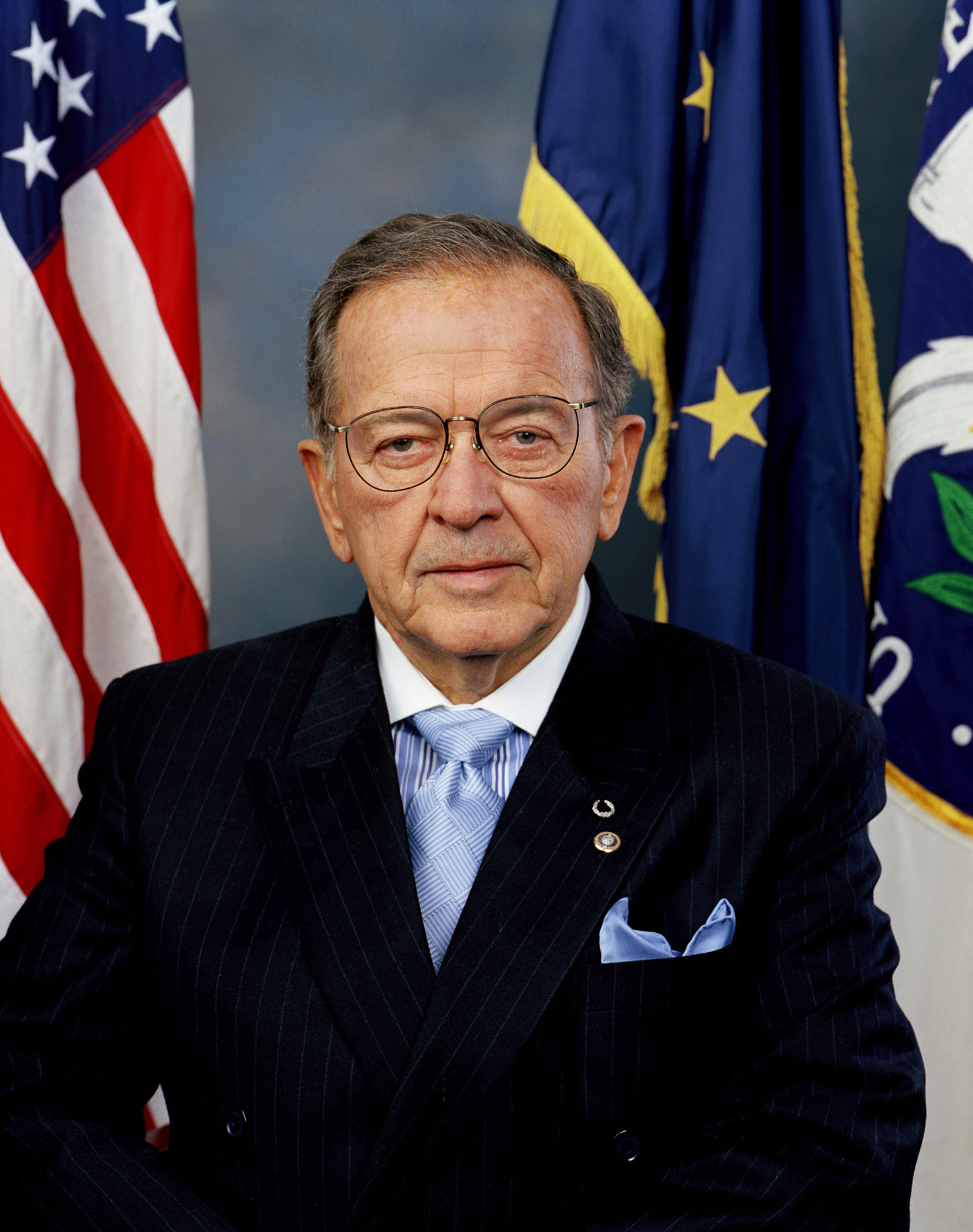
9. August: Ted Stevens (2005)
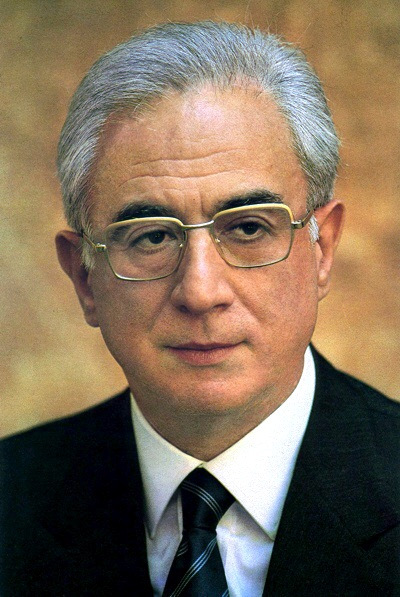
17. August: Francesco Cossiga (?)
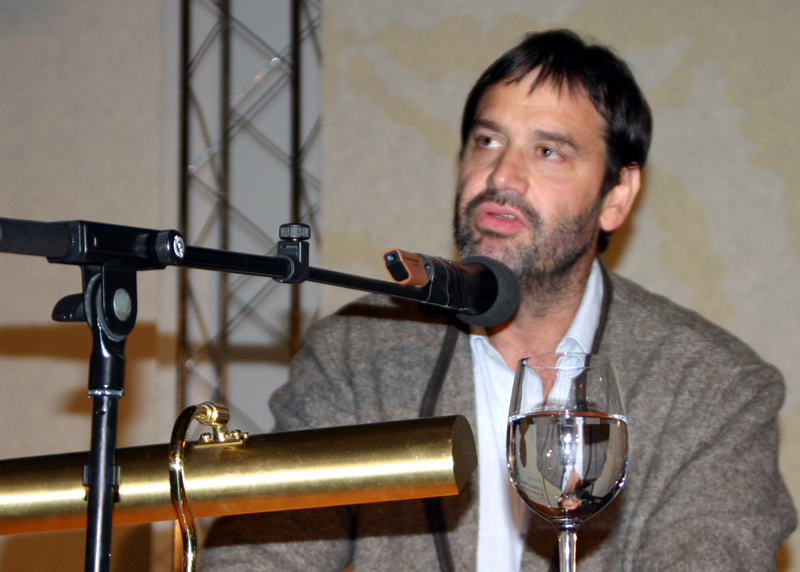
18. August: Sepp Daxenberger (2008)
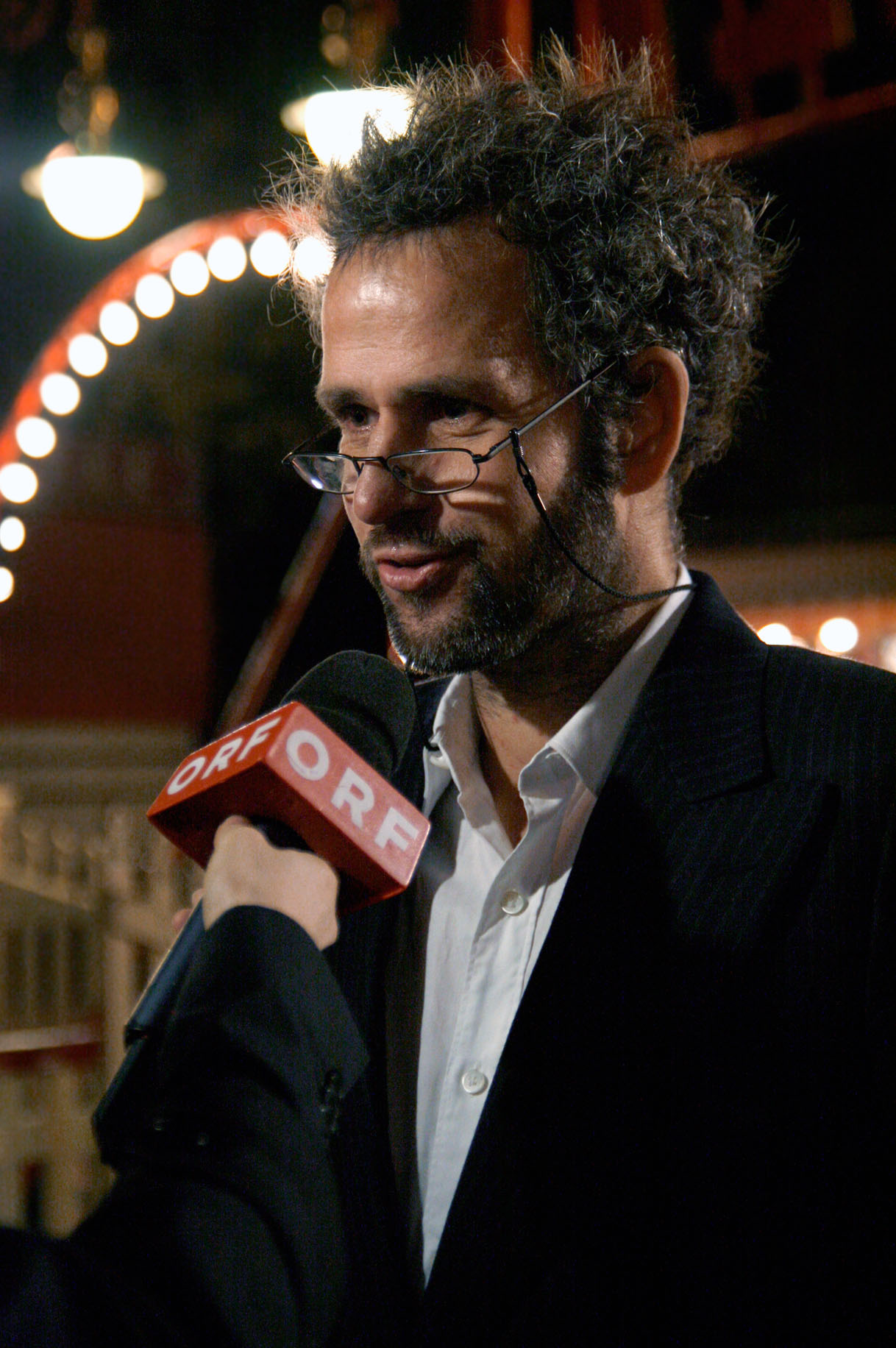
21. August: Christoph Schlingensief (2009)
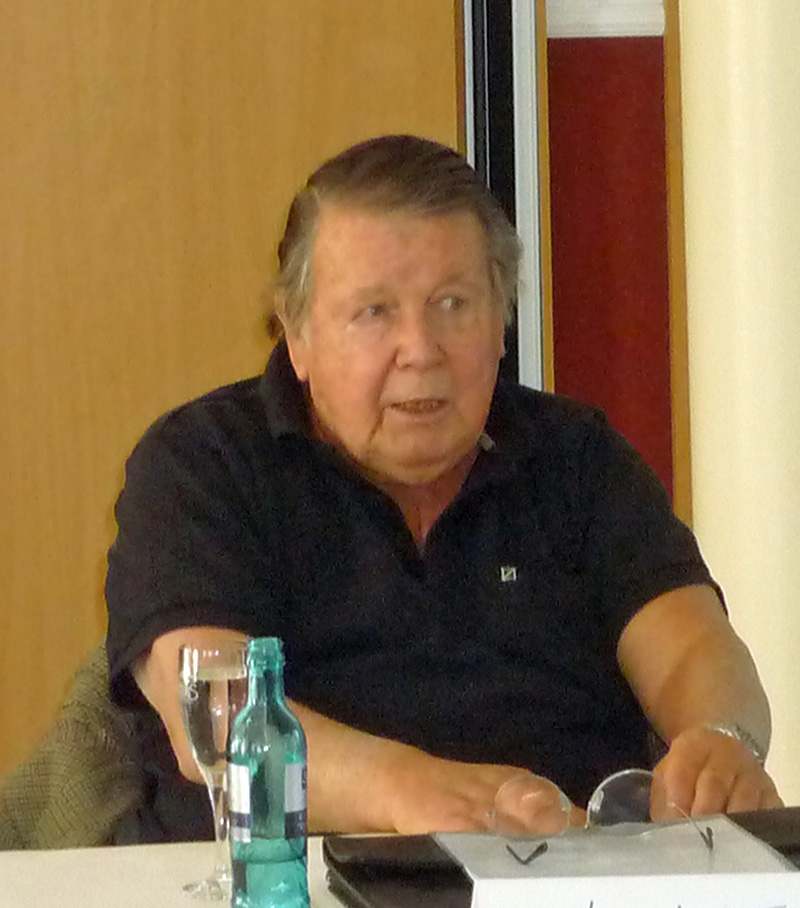
23. August: Lothar Loewe (2009)
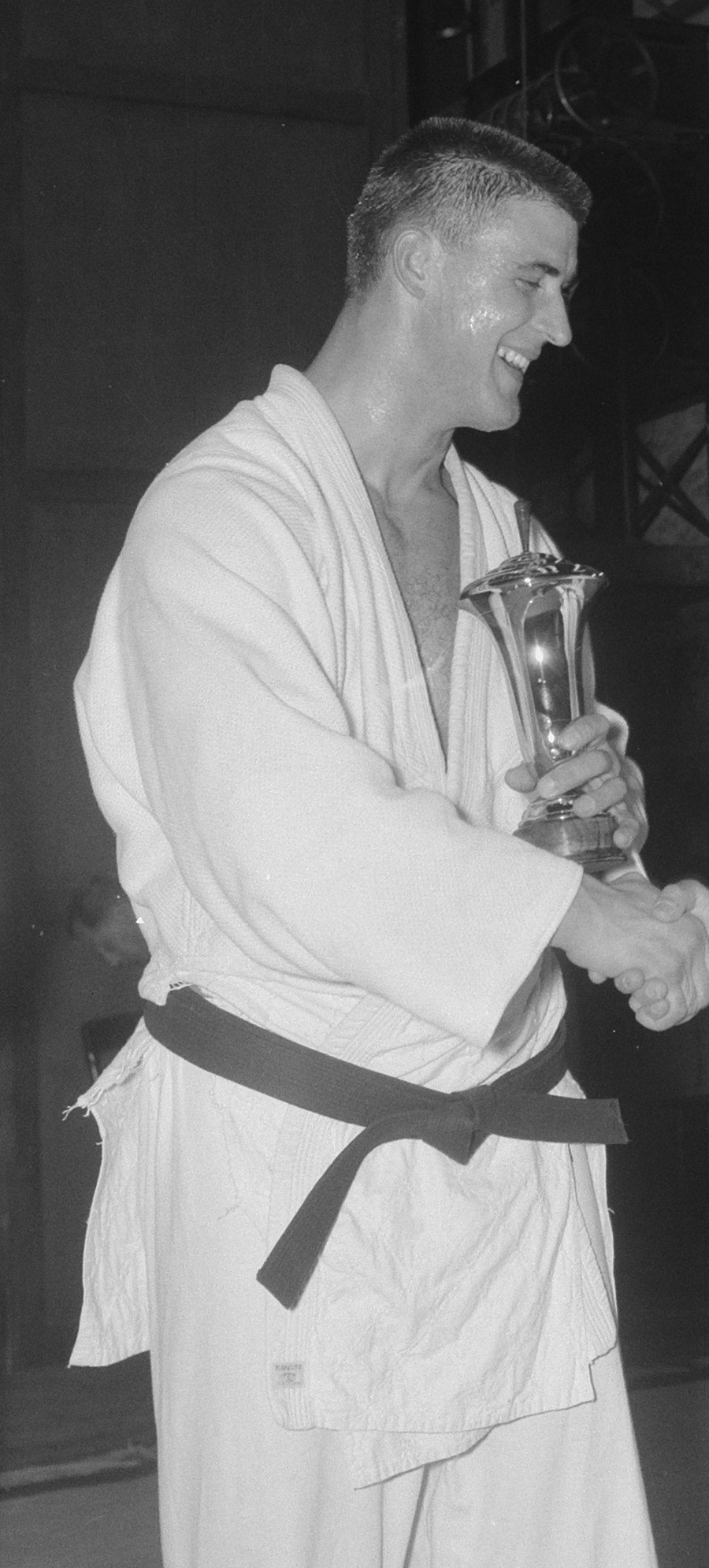
27. August: Anton Geesink (1961)
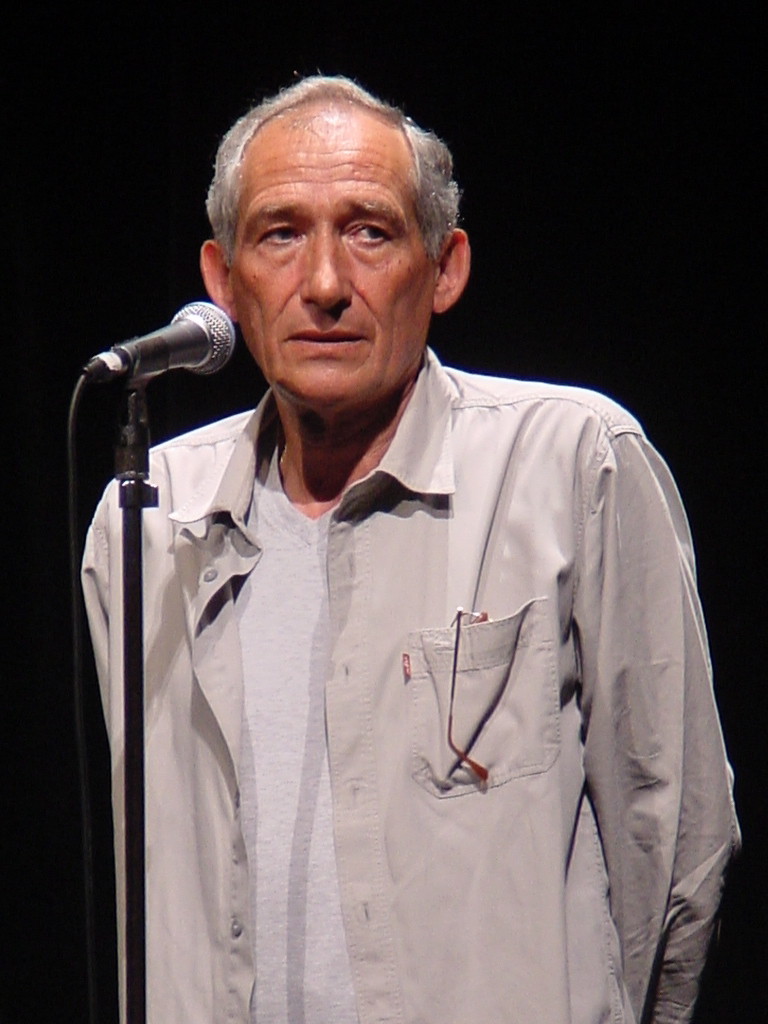
30. August: Alain Corneau (2005)
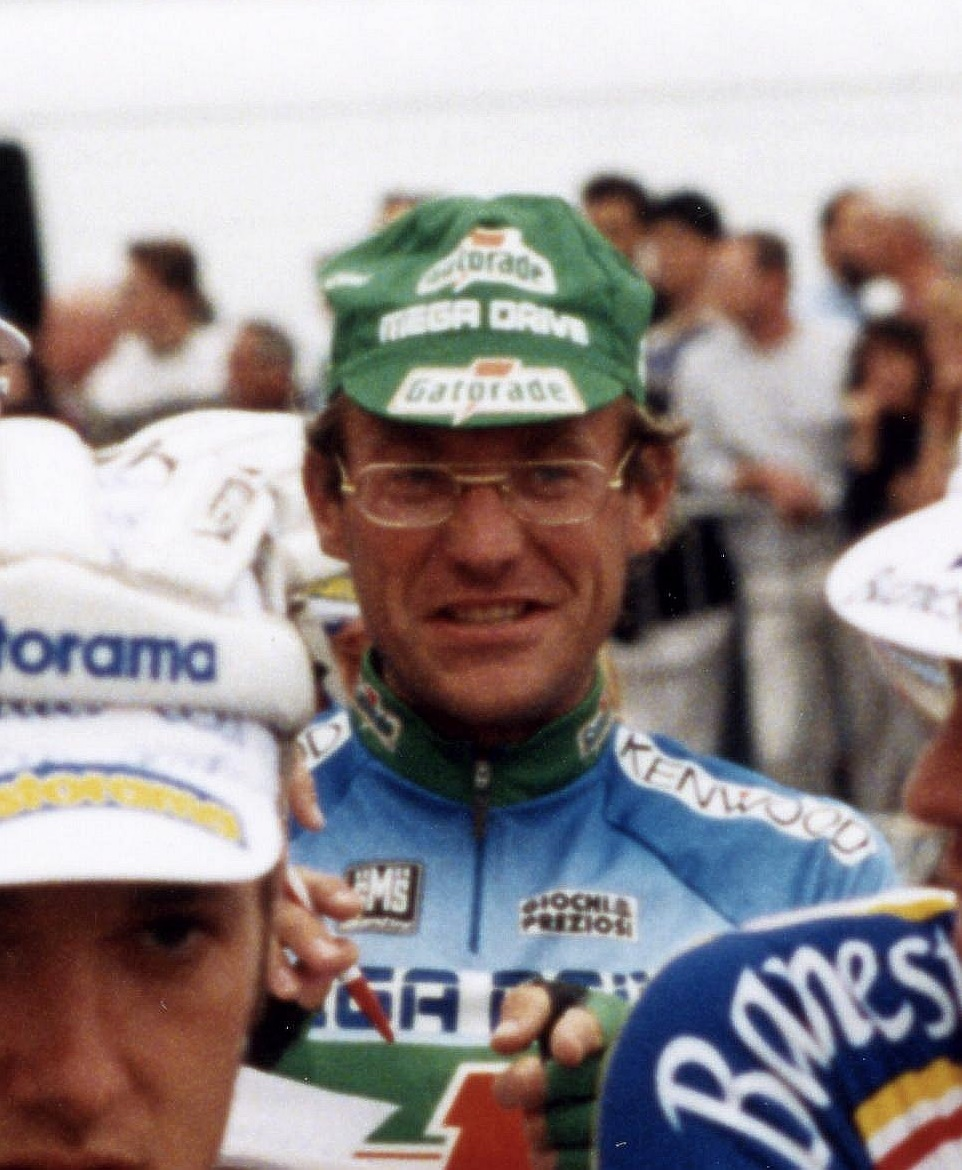
31. August: Laurent Fignon (1993)
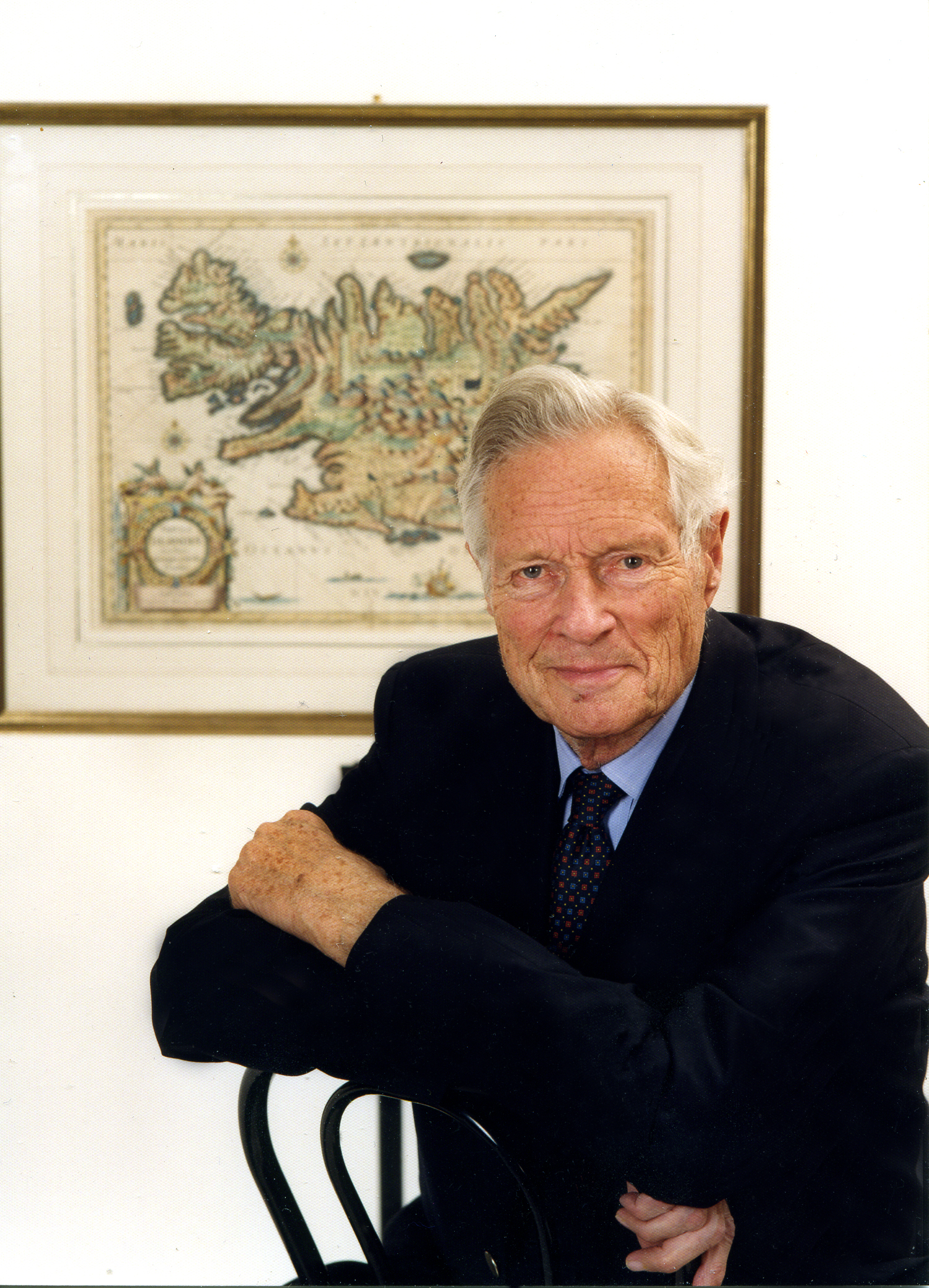
3. September: Oswald Dreyer-Eimbcke (?)
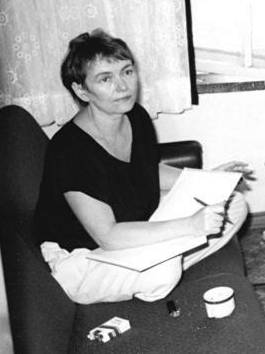
11. September: Bärbel Bohley (1990)
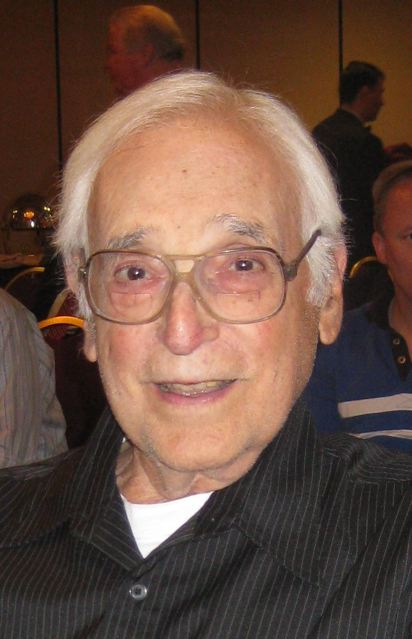
11. September: Harold Gould (2010)
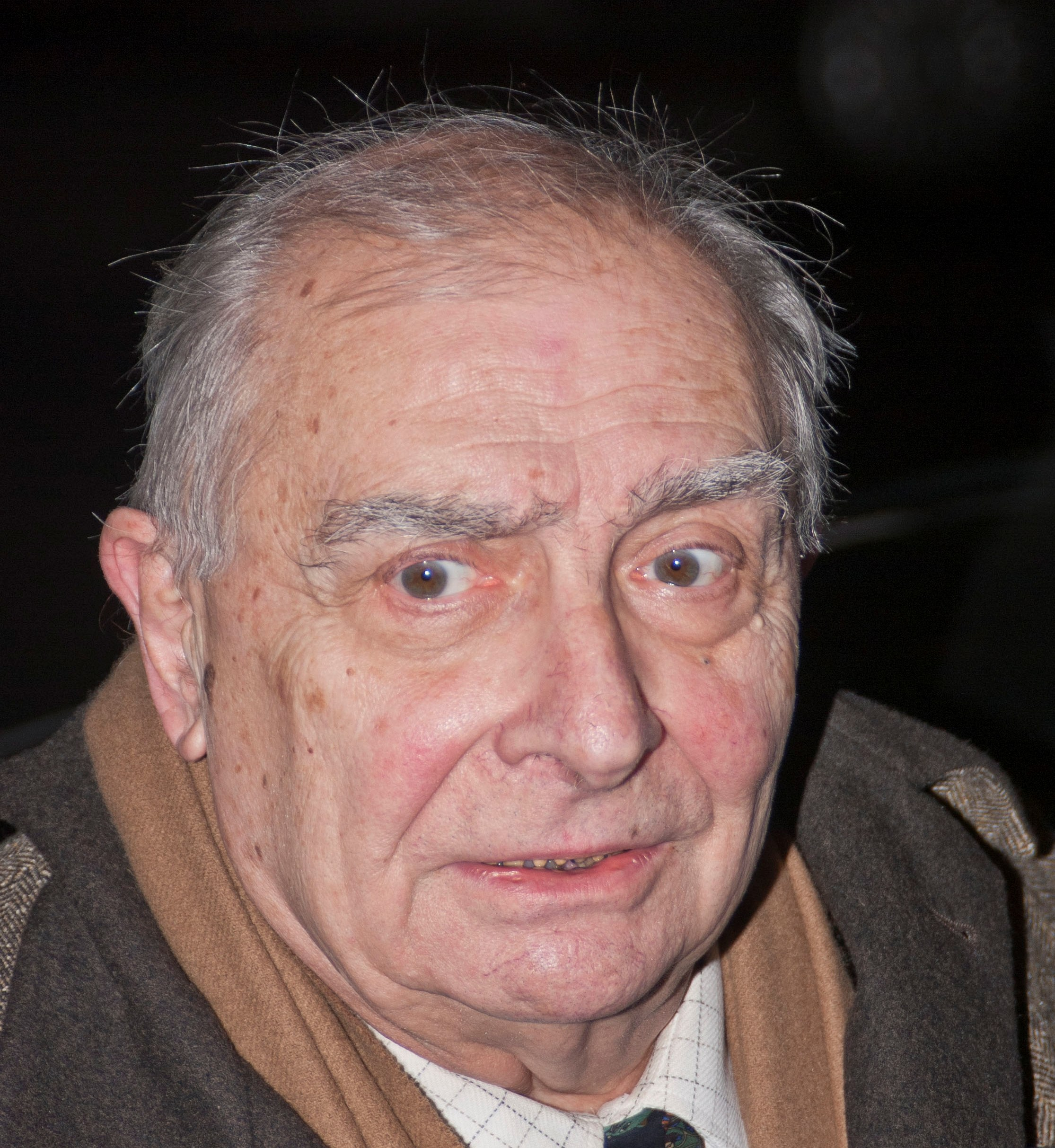
12. September: Claude Chabrol (2009)
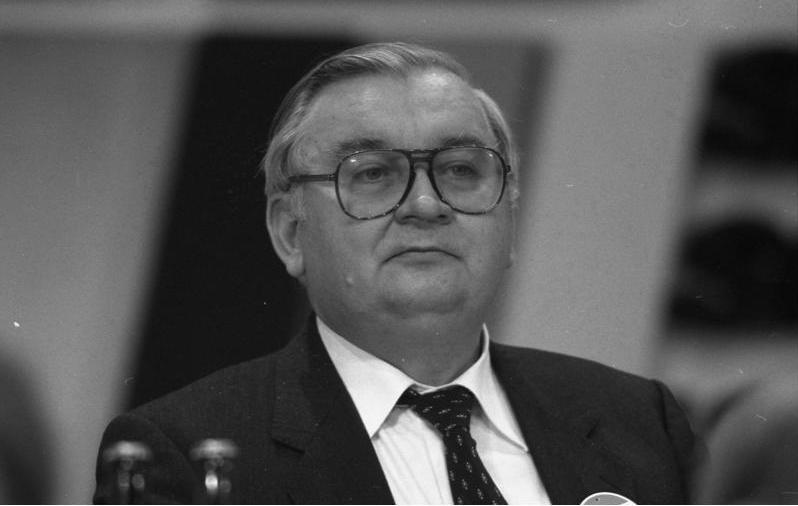
18. September: Egon Klepsch (1981)
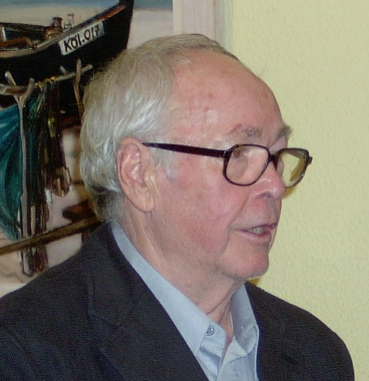
18. September: Walter Womacka (2006)
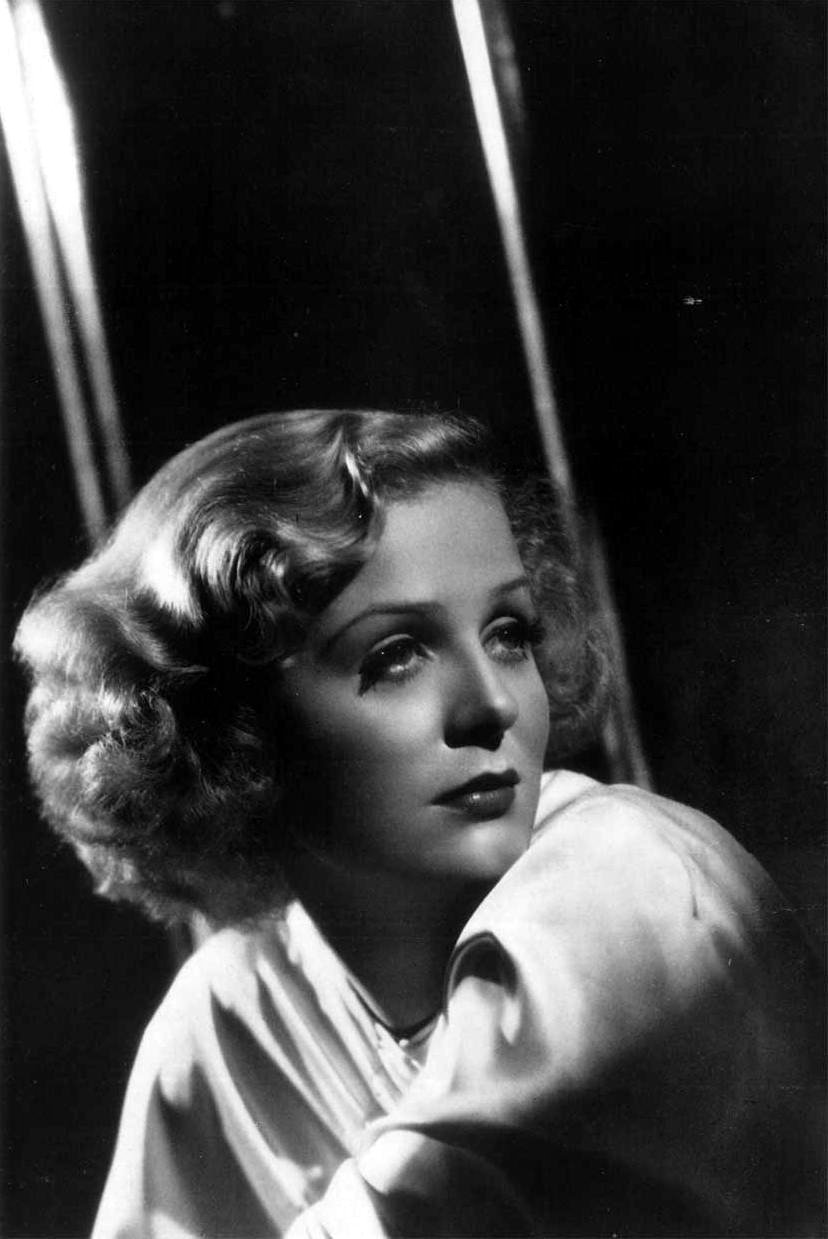
26. September: Gloria Stuart (1937)
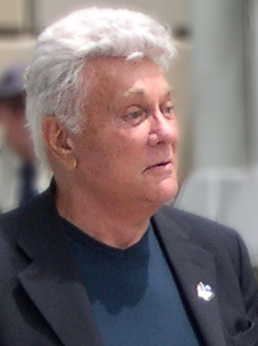
29. September: Tony Curtis (2004)
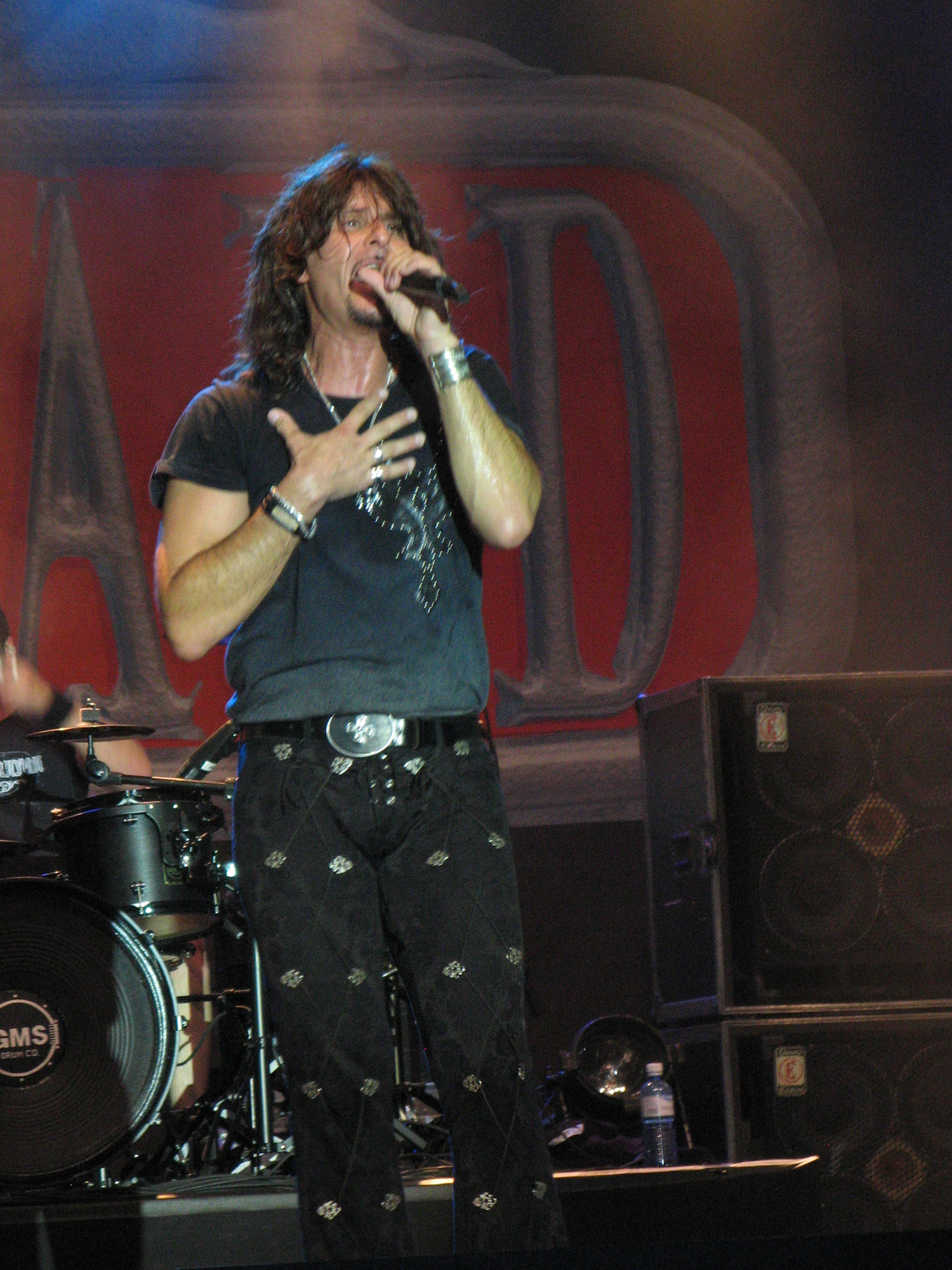
5. Oktober: Steve Lee (2010)
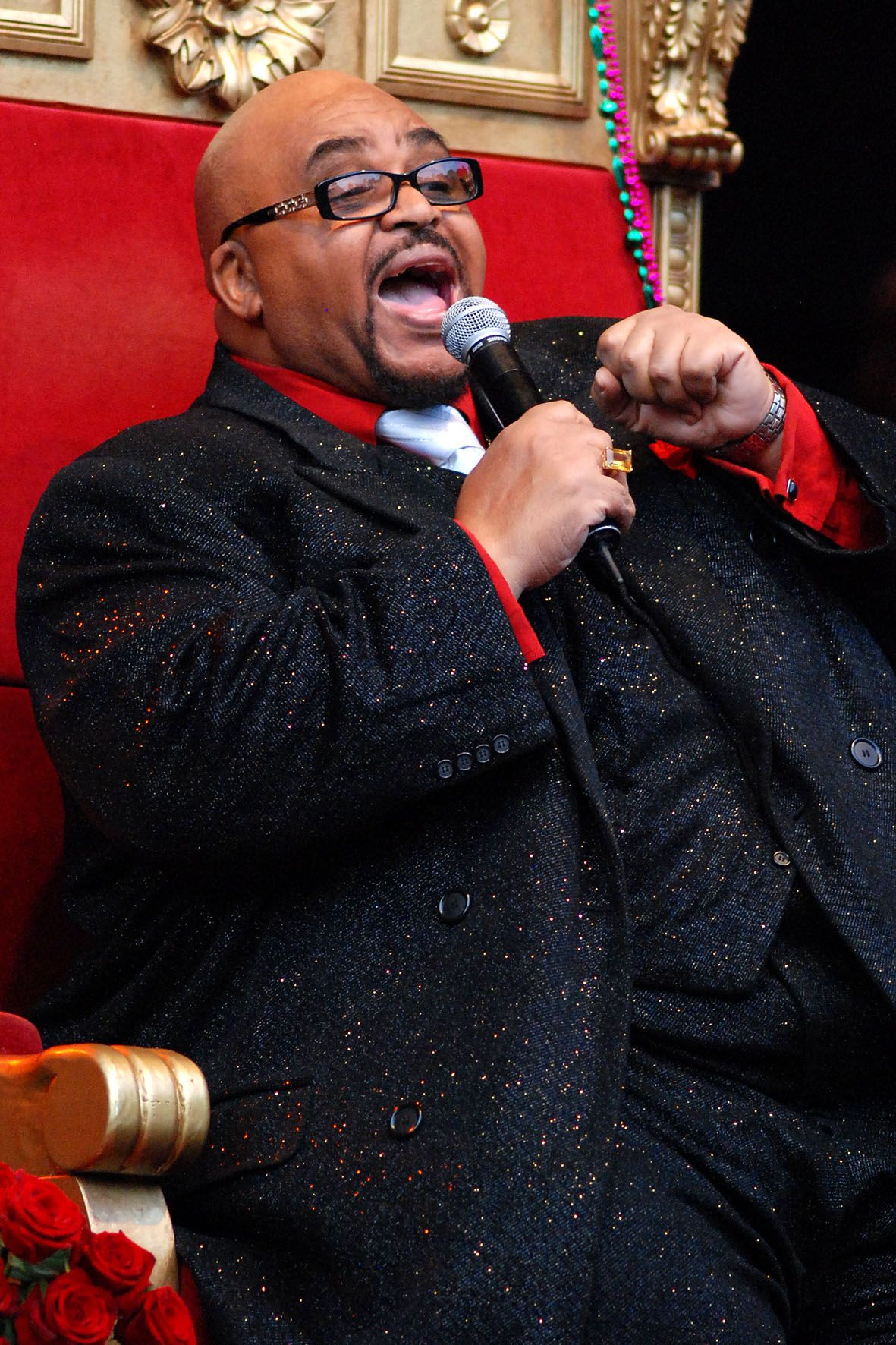
10. Oktober: Solomon Burke (2010)
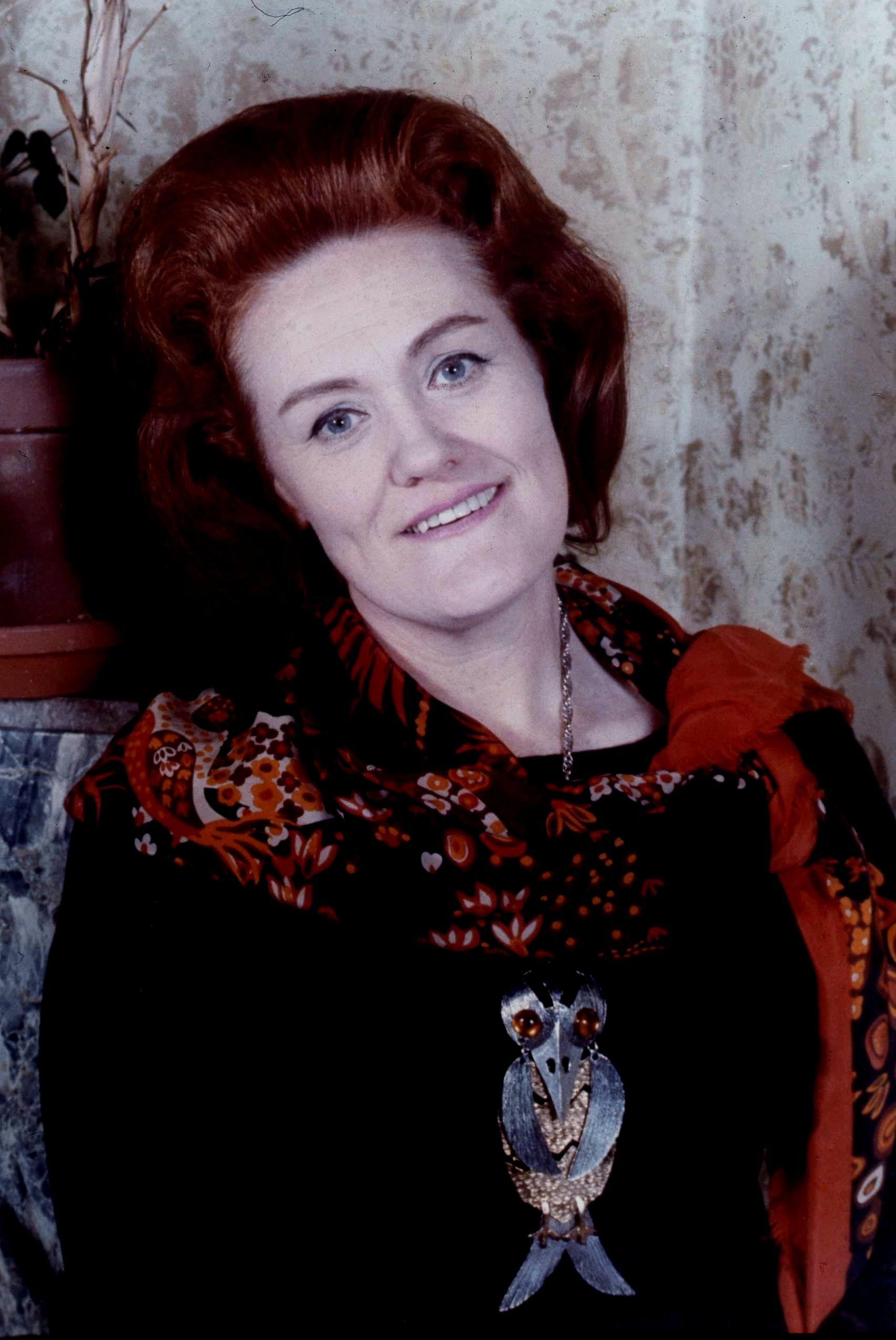
10. Oktober: Joan Sutherland (1975)
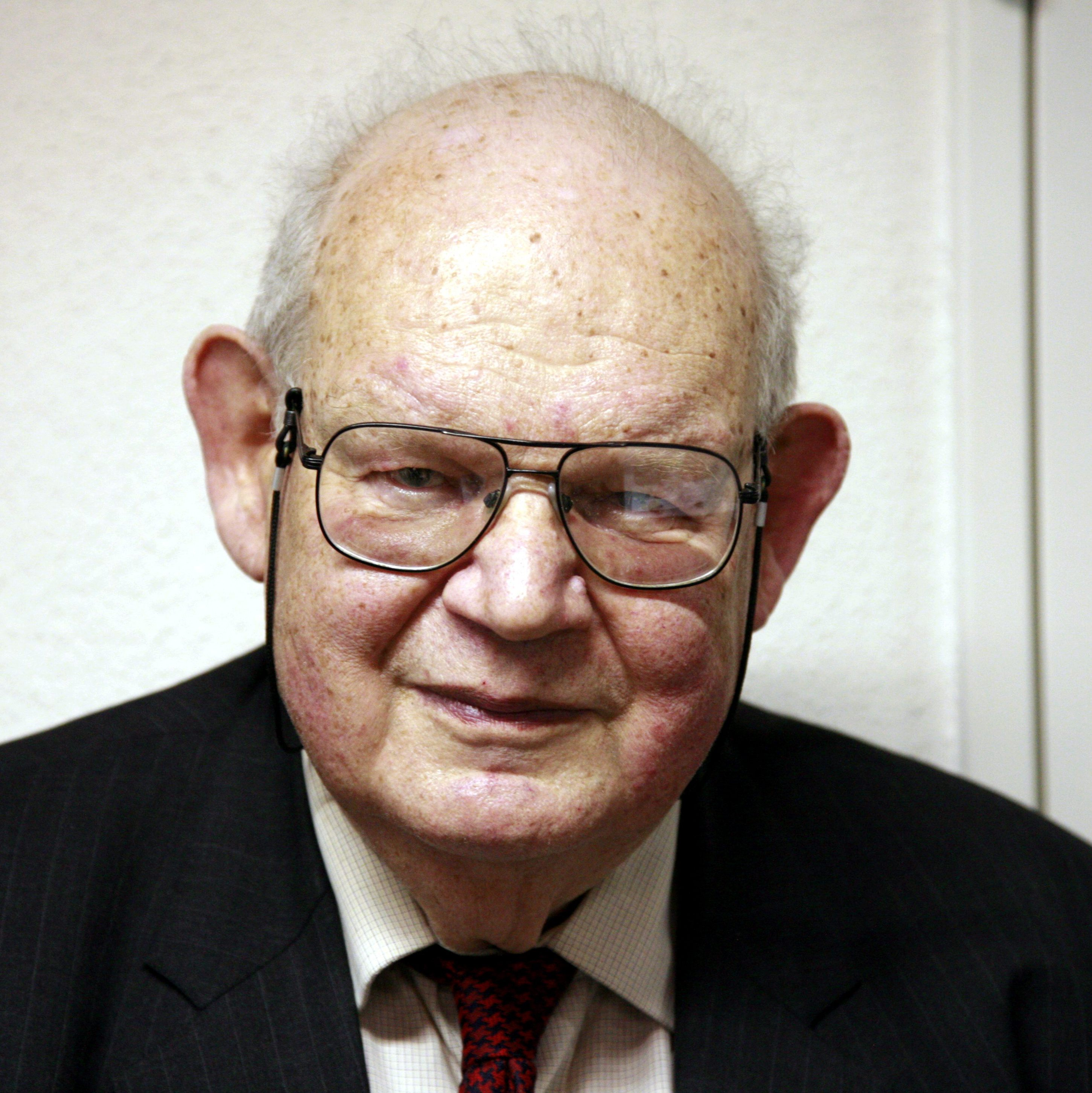
14. Oktober: Benoît Mandelbrot (2007)
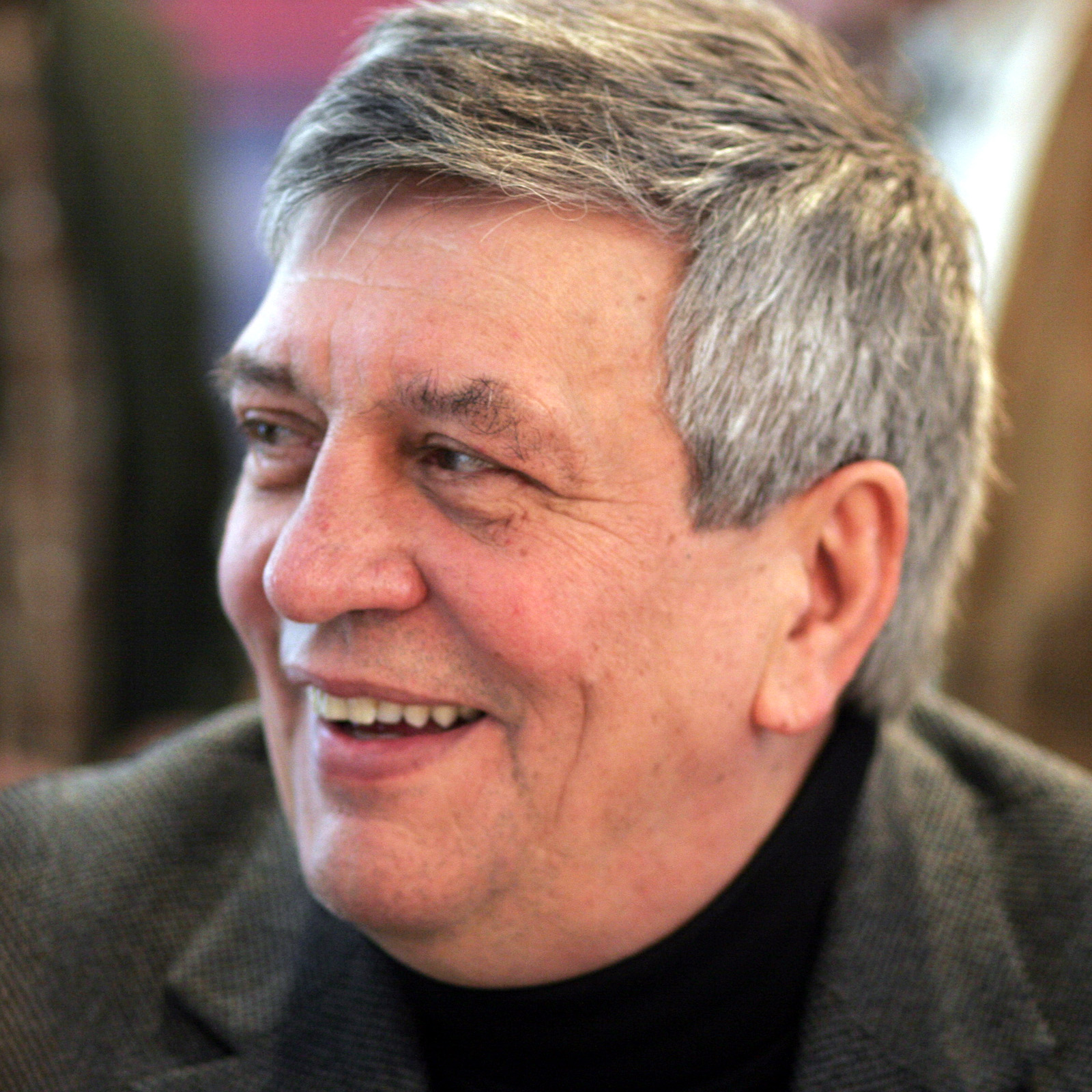
14. Oktober: Hermann Scheer (2008)
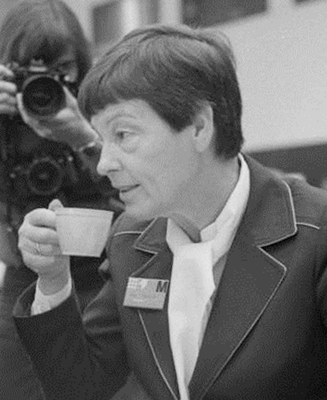
21. Oktober: Loki Schmidt (1978)
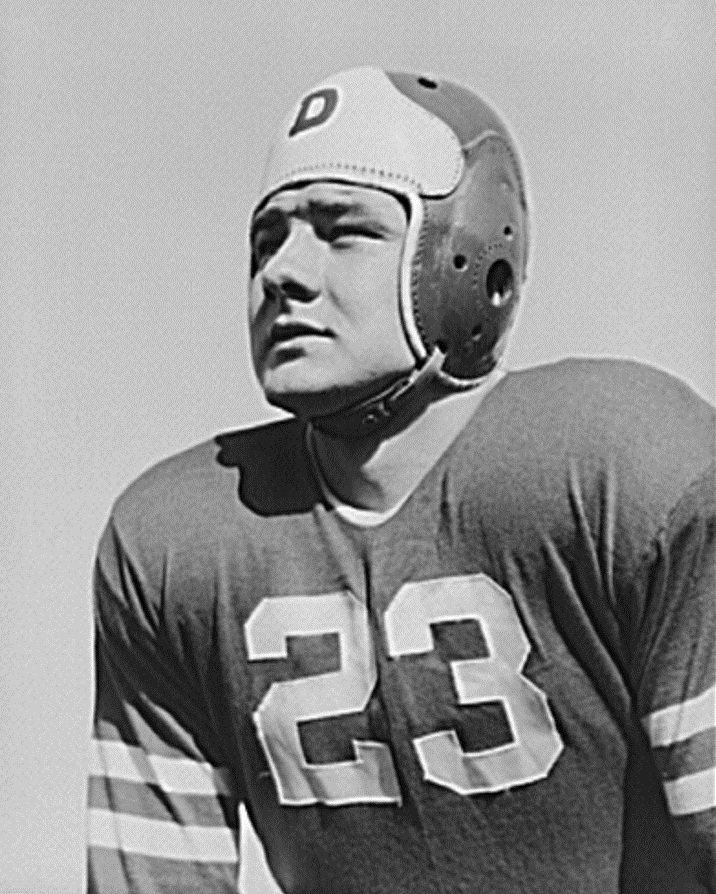
23. Oktober: Vince Banonis (1941)
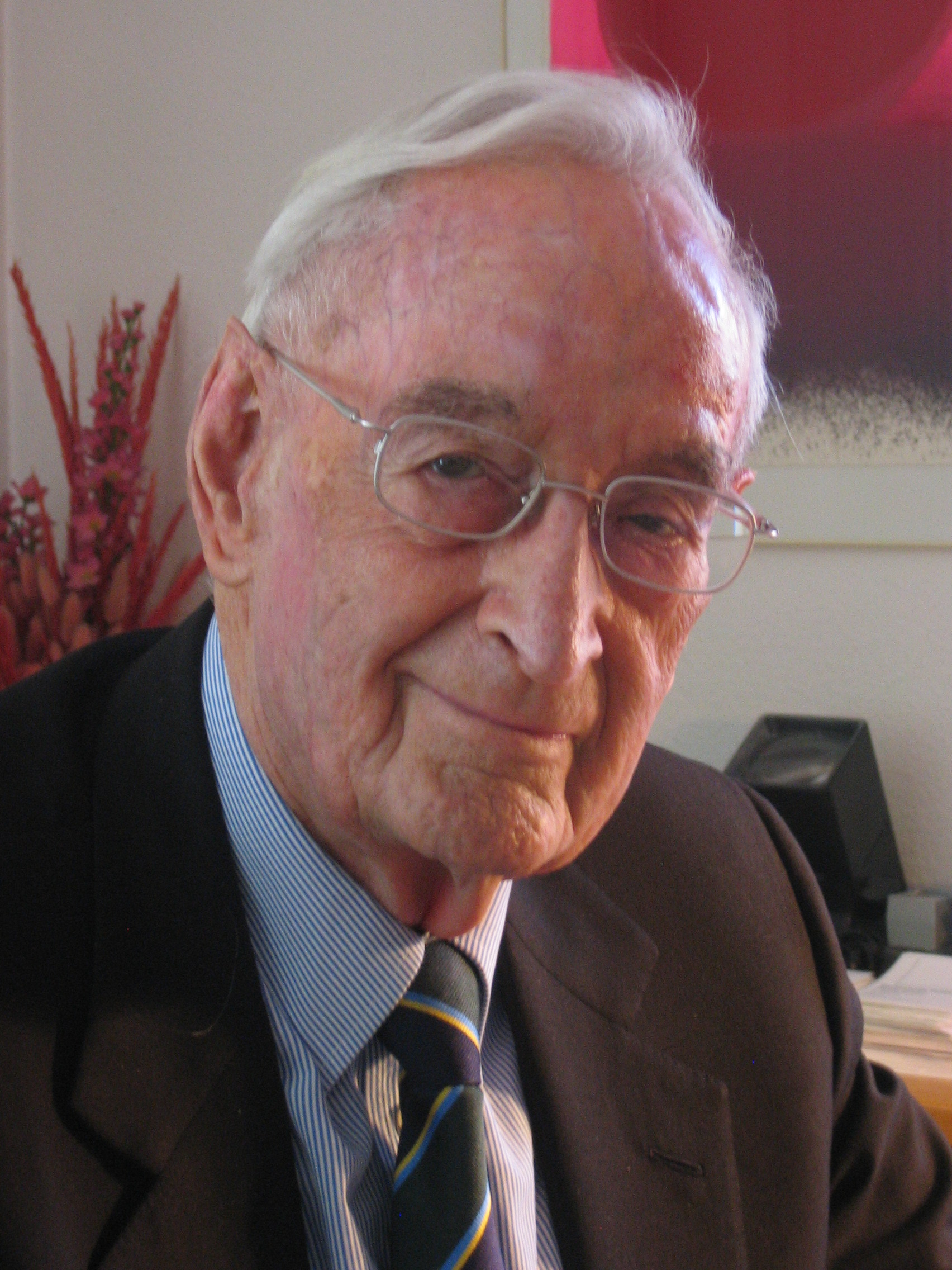
24. Oktober: Walter Siegenthaler (2009)
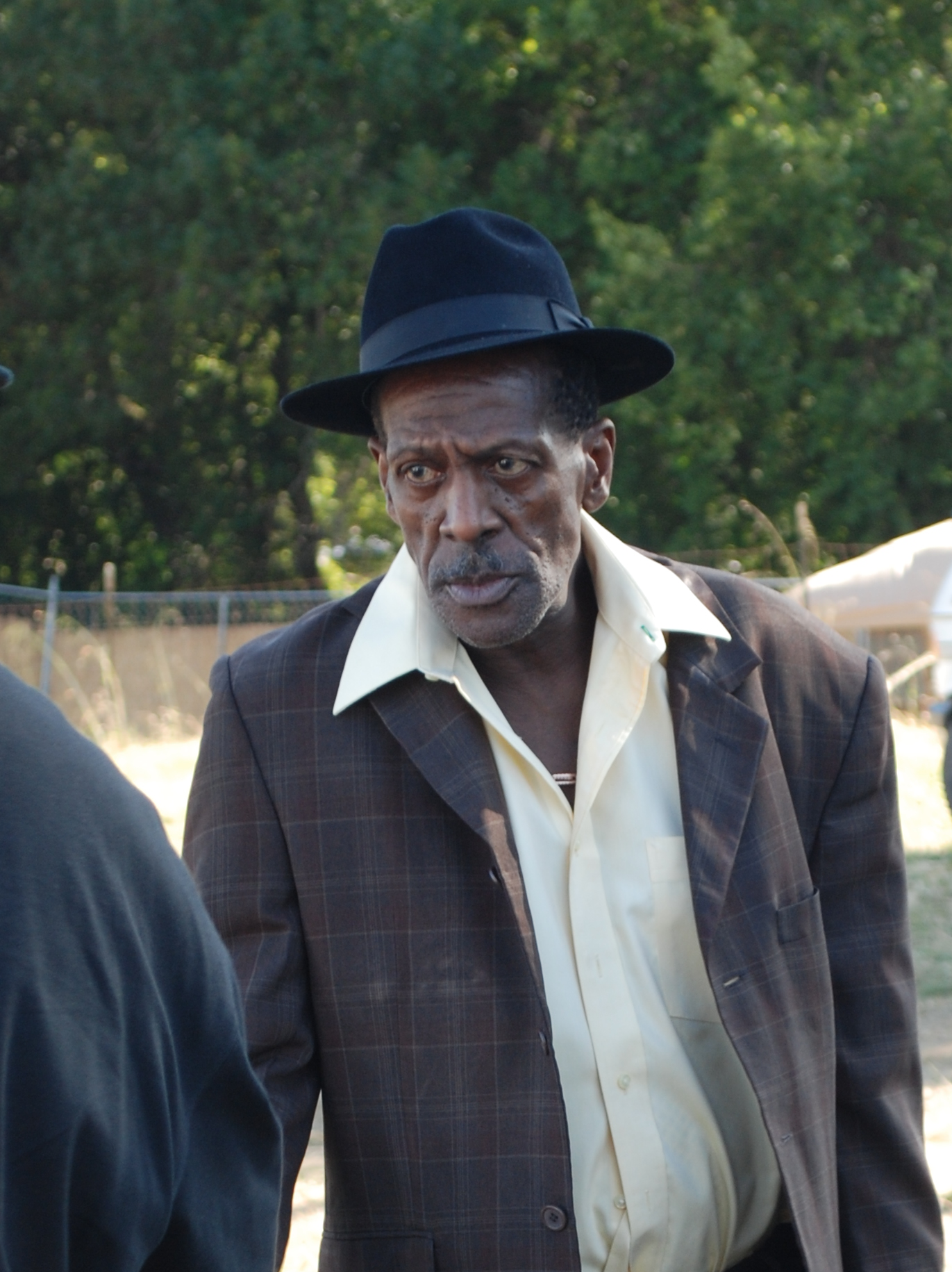
25. Oktober: Gregory Isaacs (2010)
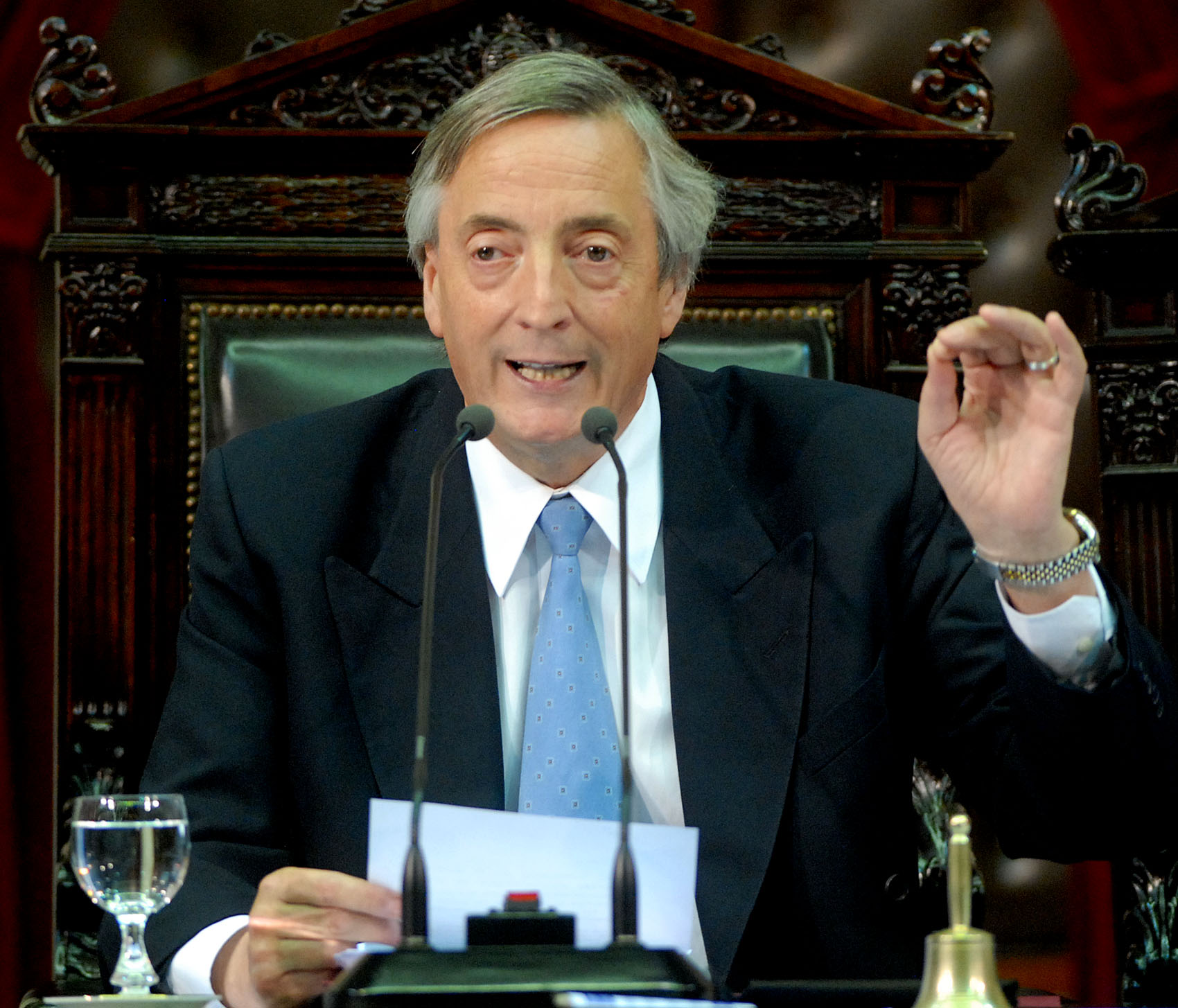
27. Oktober: Néstor Kirchner (2007)
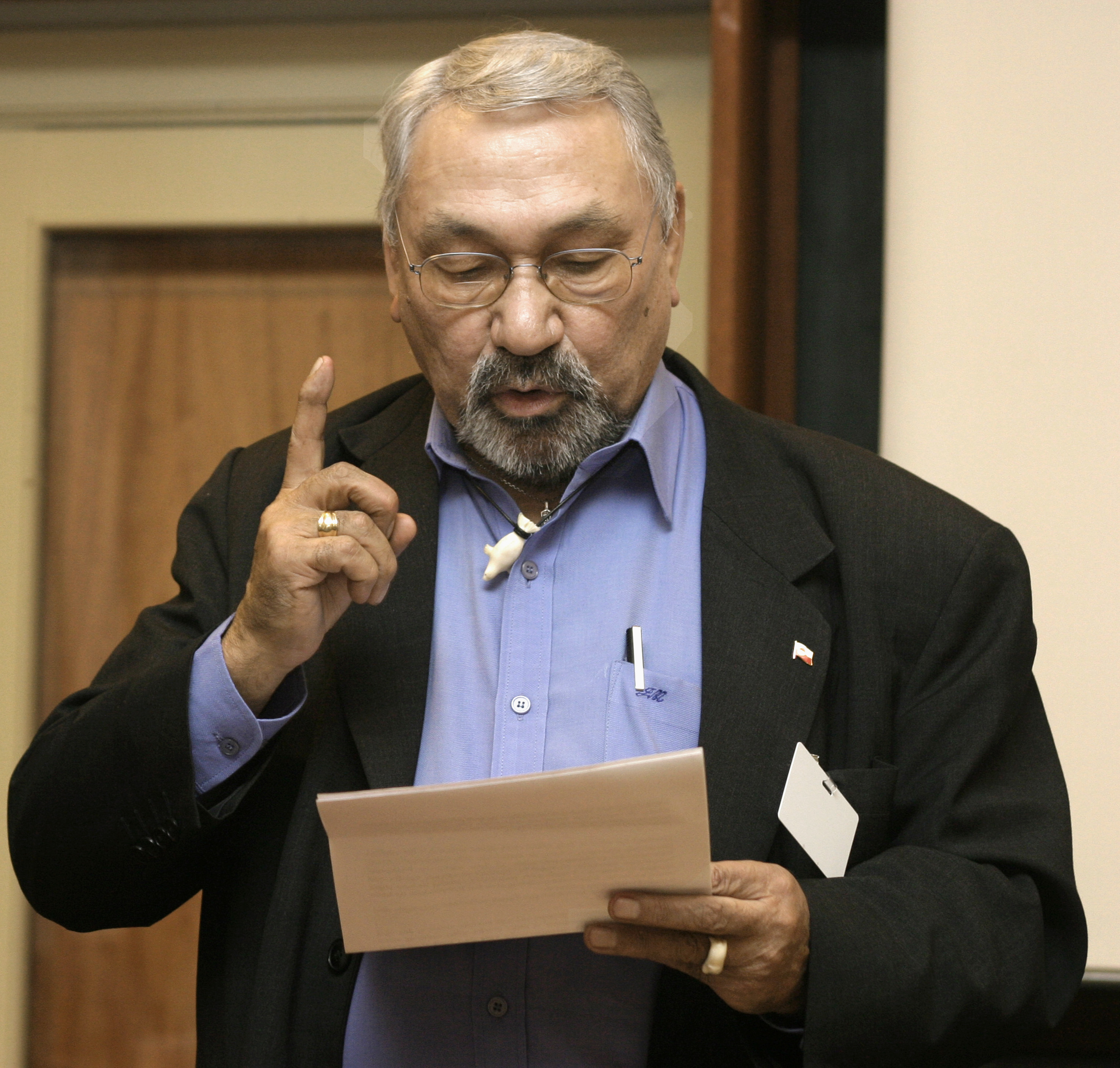
28. Oktober: Jonathan Motzfeldt (2003)
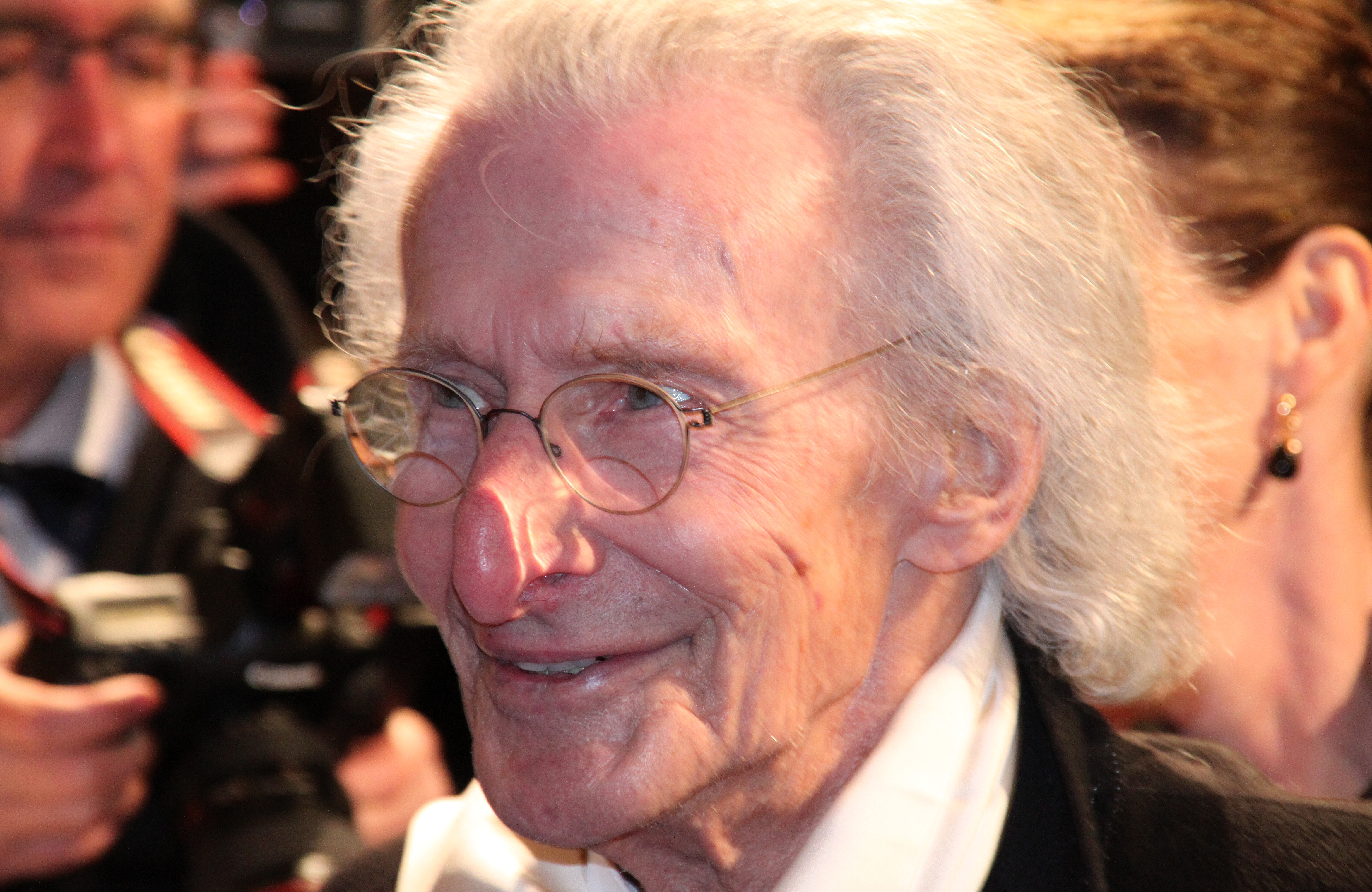
30. Oktober: Harry Mulisch (2010)
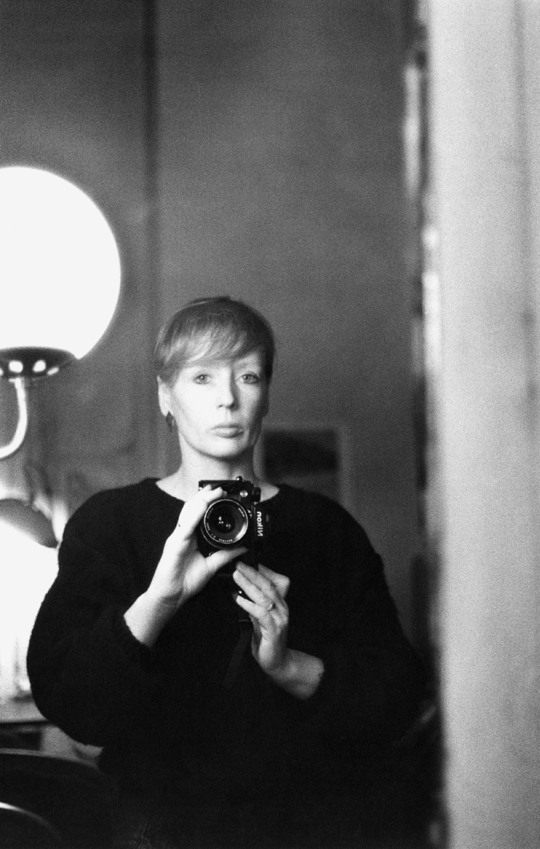
1. November: Sibylle Bergemann (?)
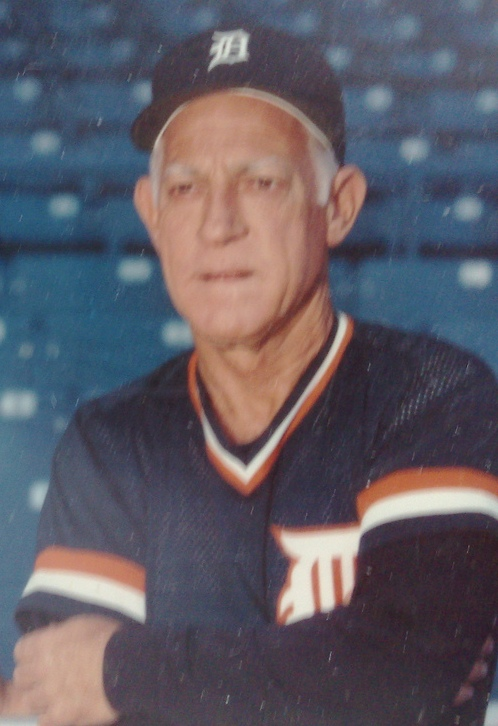
4. November: George Lee „Sparky“ Anderson (?)
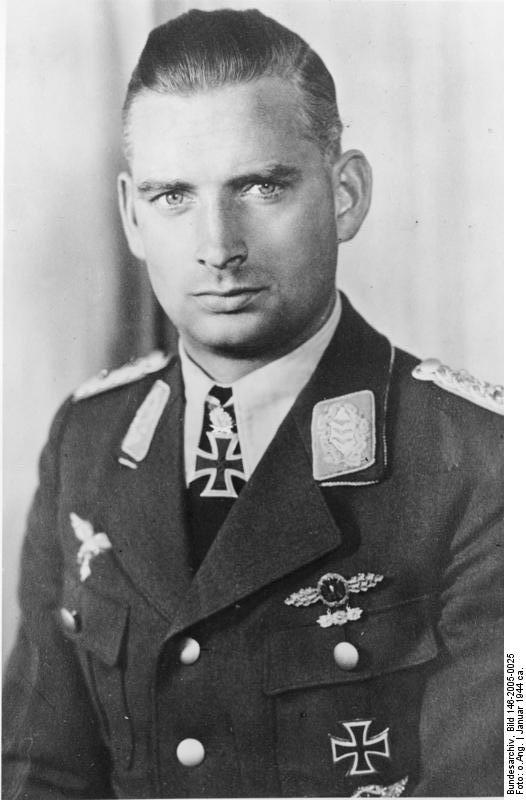
5. November: Hans-Joachim Herrmann (1944)
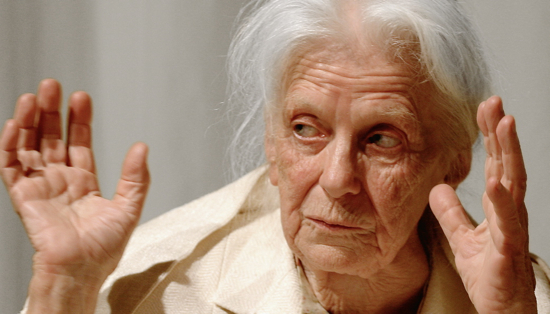
7. November: Swetlana Geier (2008)
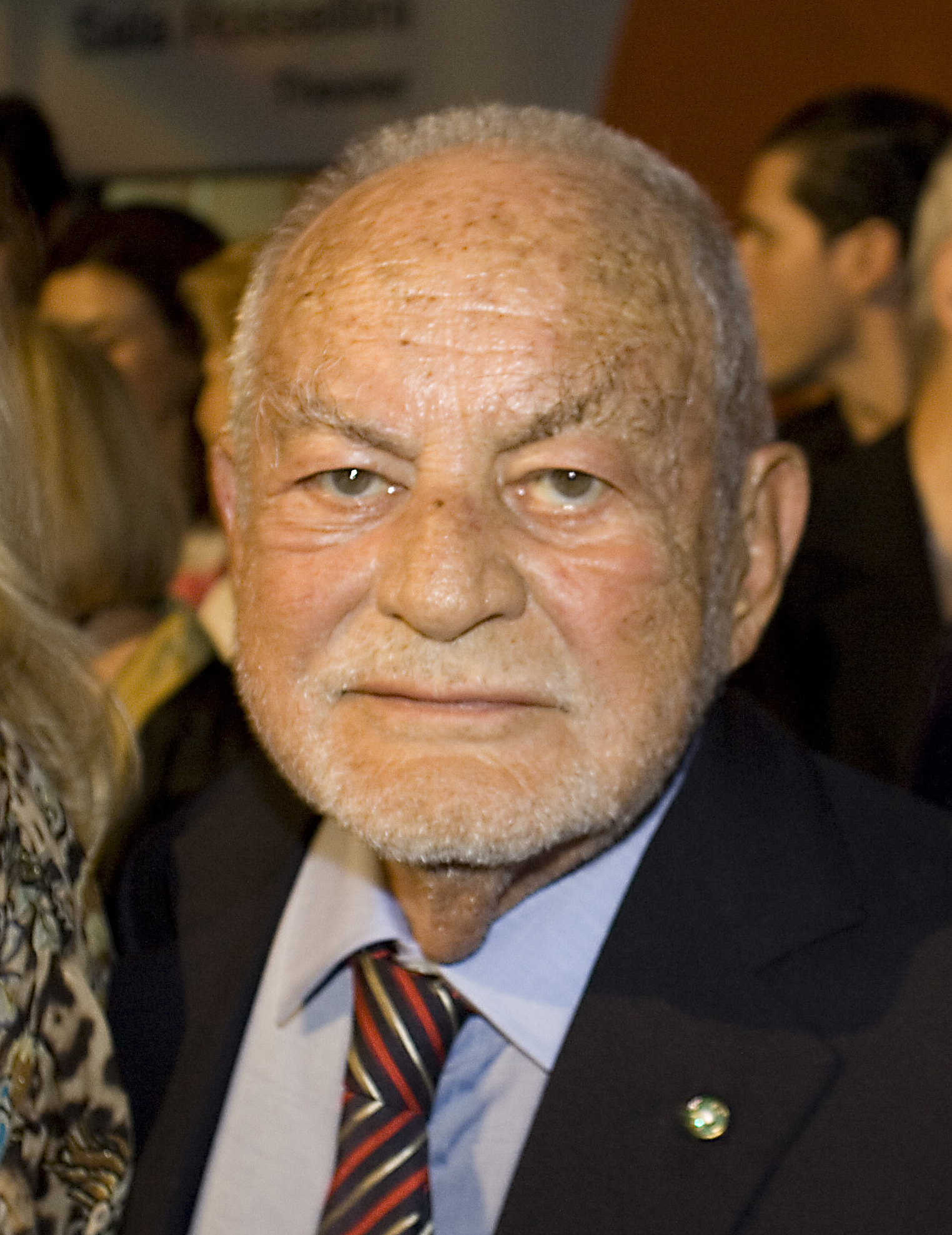
10. November: Dino De Laurentiis (2009)
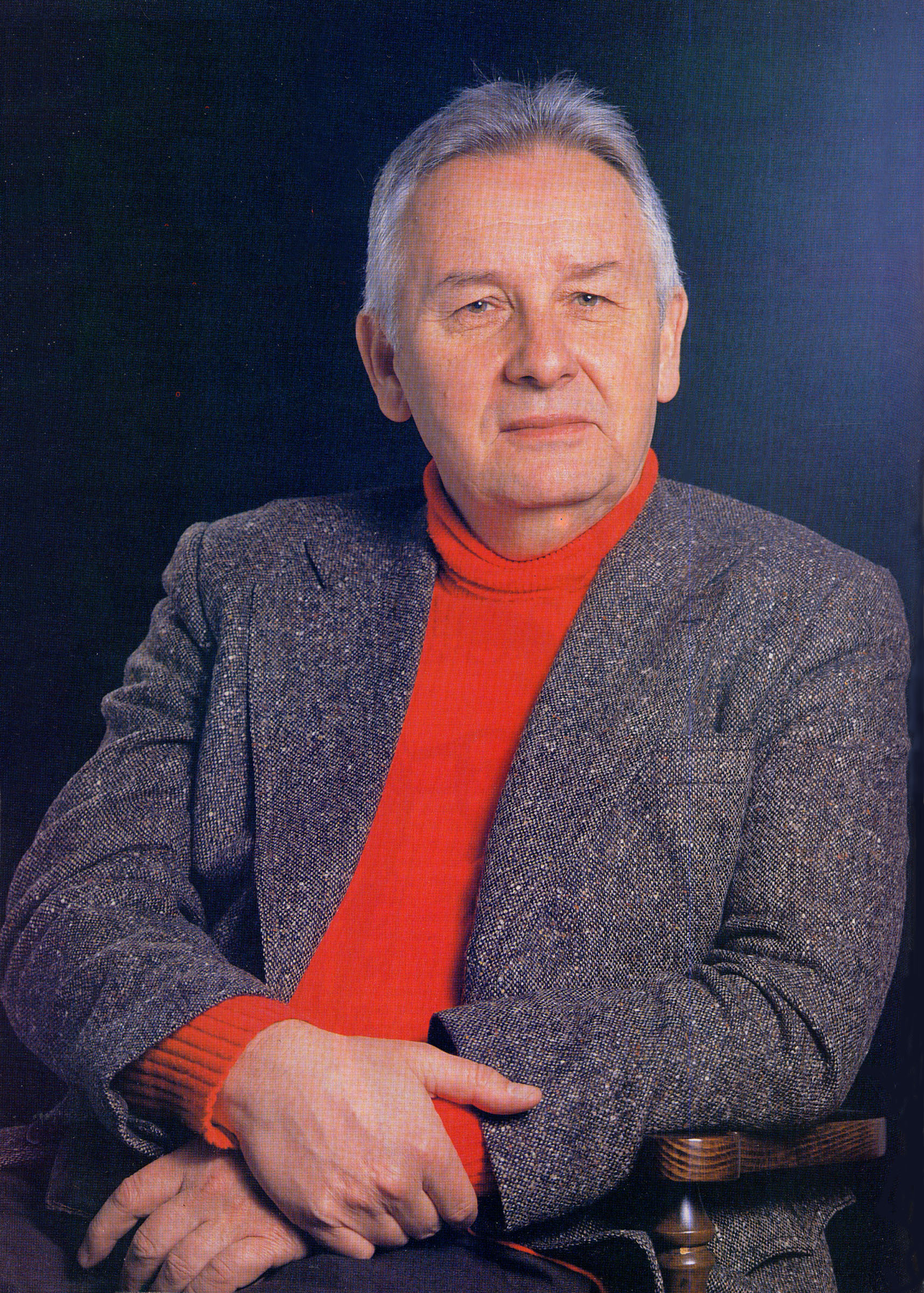
12. November: Henryk Mikołaj Górecki (1993)
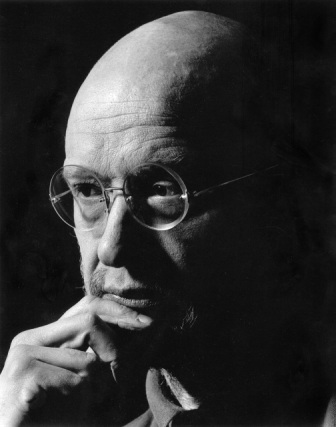
17. November: Wilhelm Kaiser-Lindemann (?)
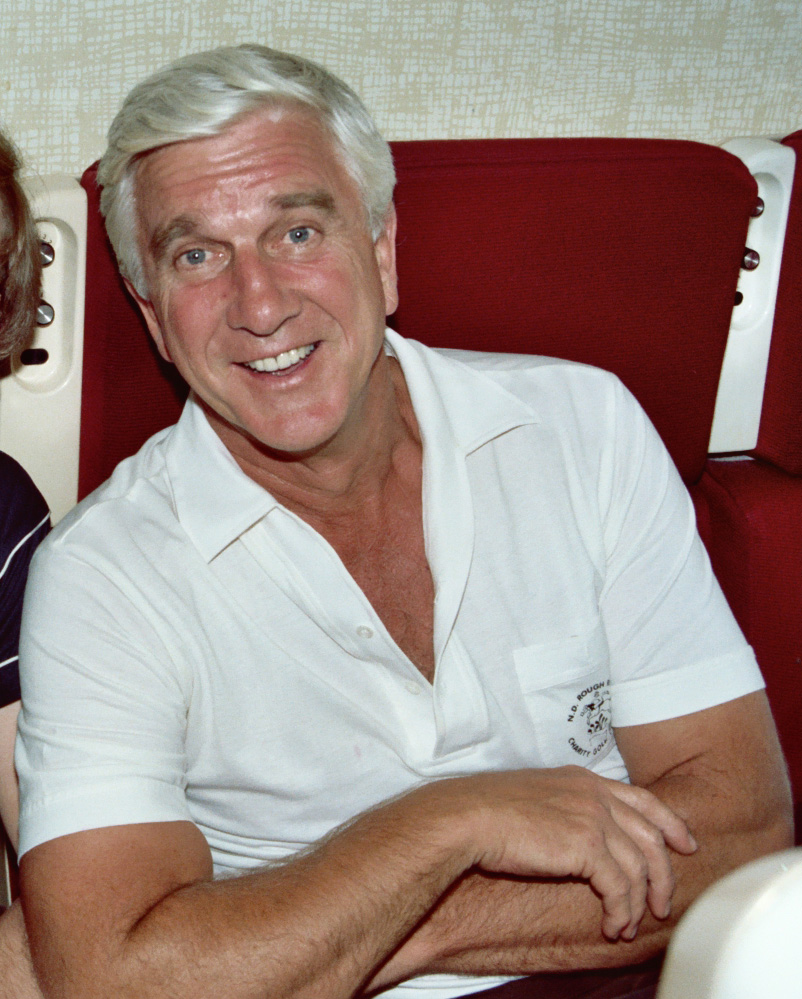
28. November: Leslie Nielsen (1982)
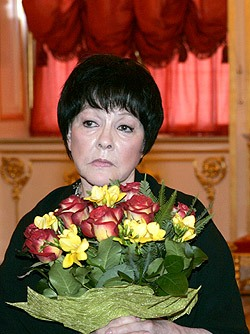
29. November: Bella Achatowna Achmadulina (2005)
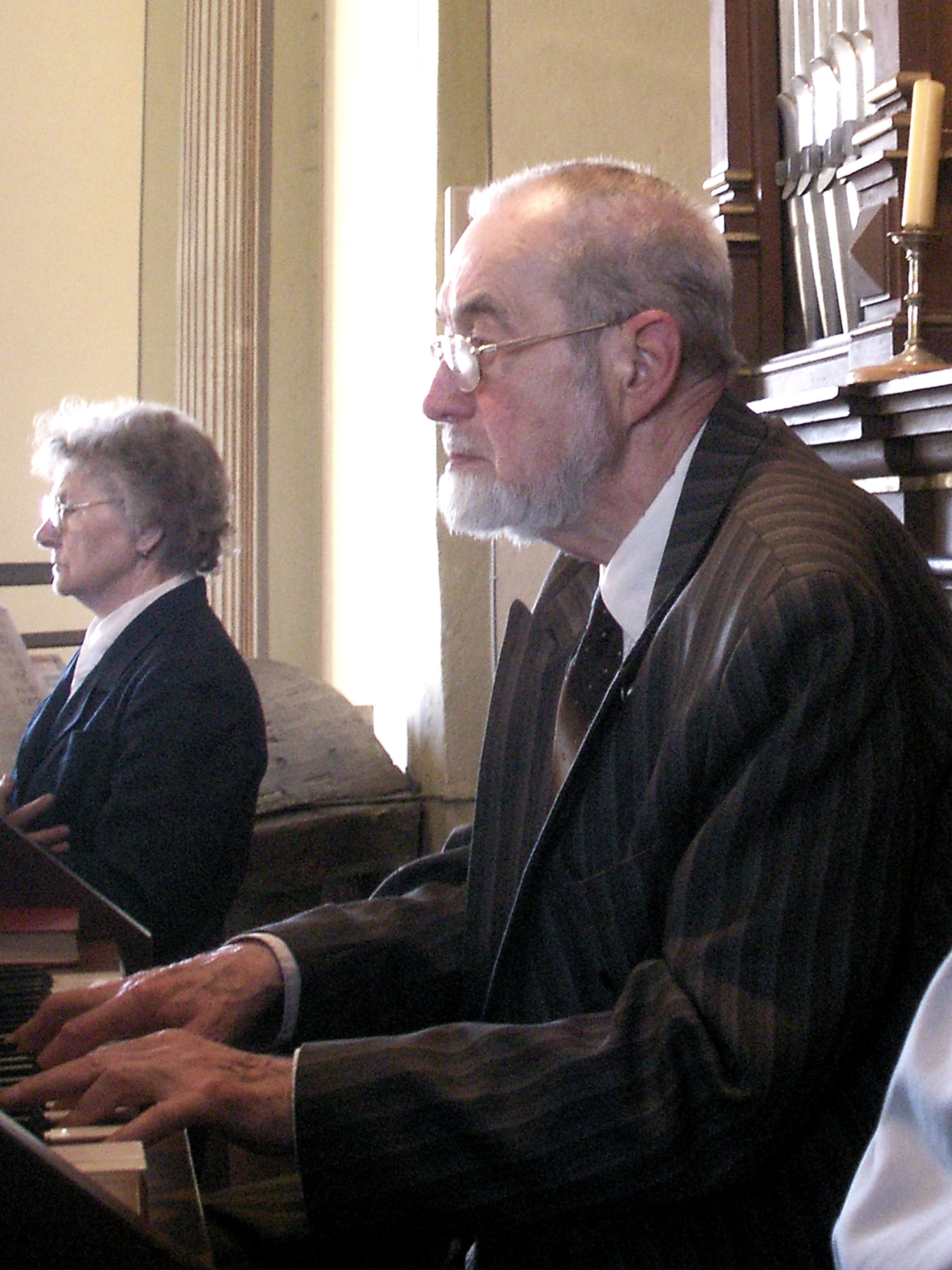
8. Dezember: Jiří Strejc (2007)
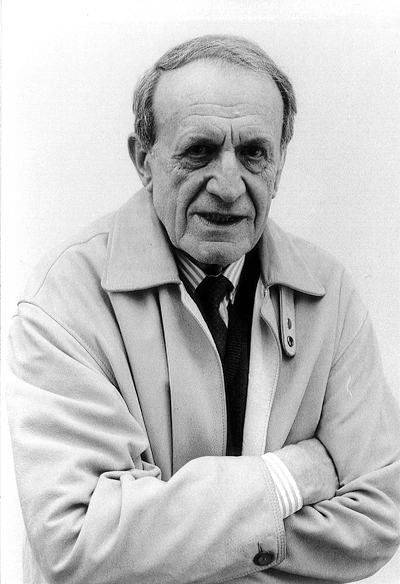
9. Dezember: Alexander Kerst (?)
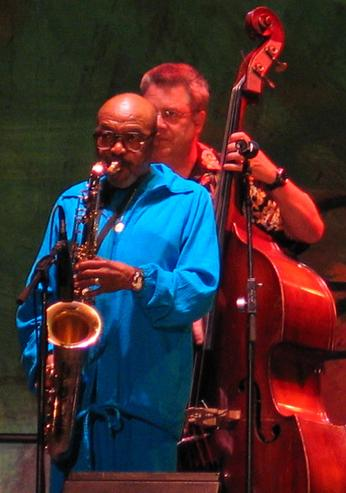
9. Dezember: James Moody (2007)
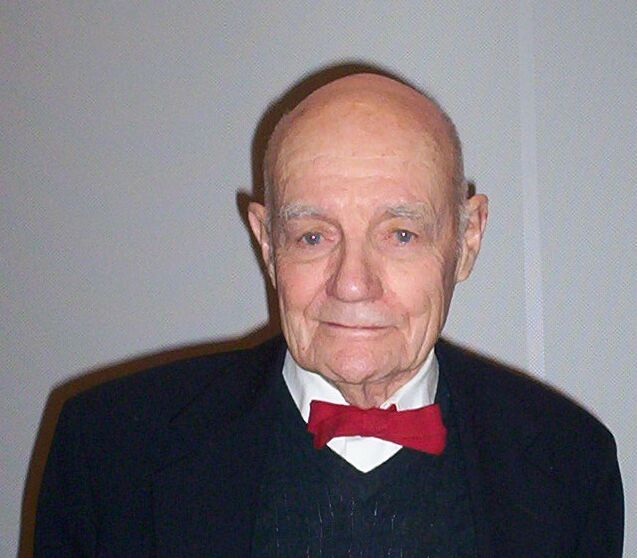
10. Dezember: John B. Fenn (2005)
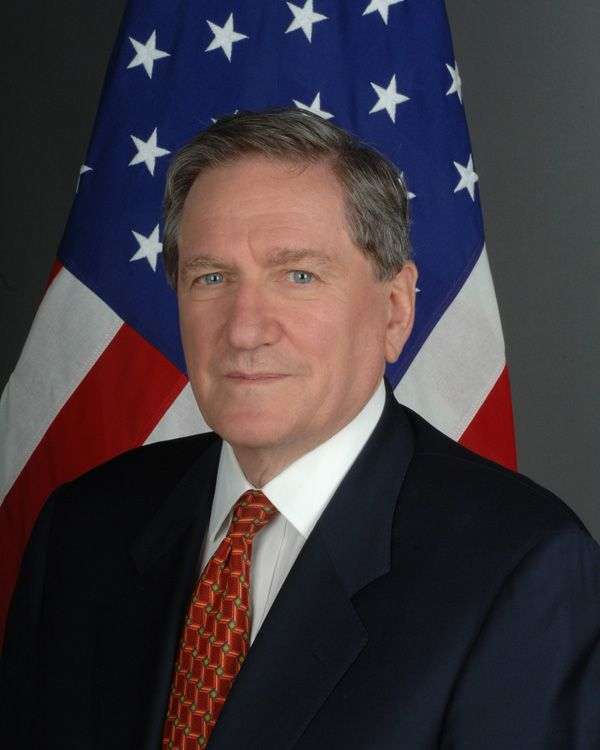
13. Dezember: Richard Holbrooke (2009)
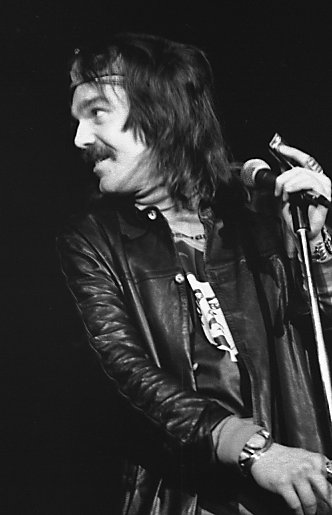
17. Dezember: Captain Beefheart (1974)
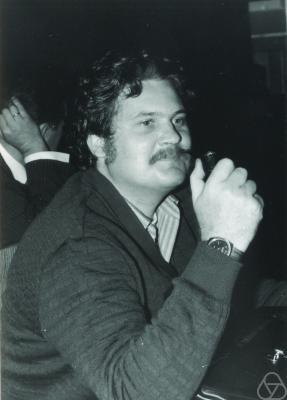
18. Dezember: Rudolf Ahlswede (1971)
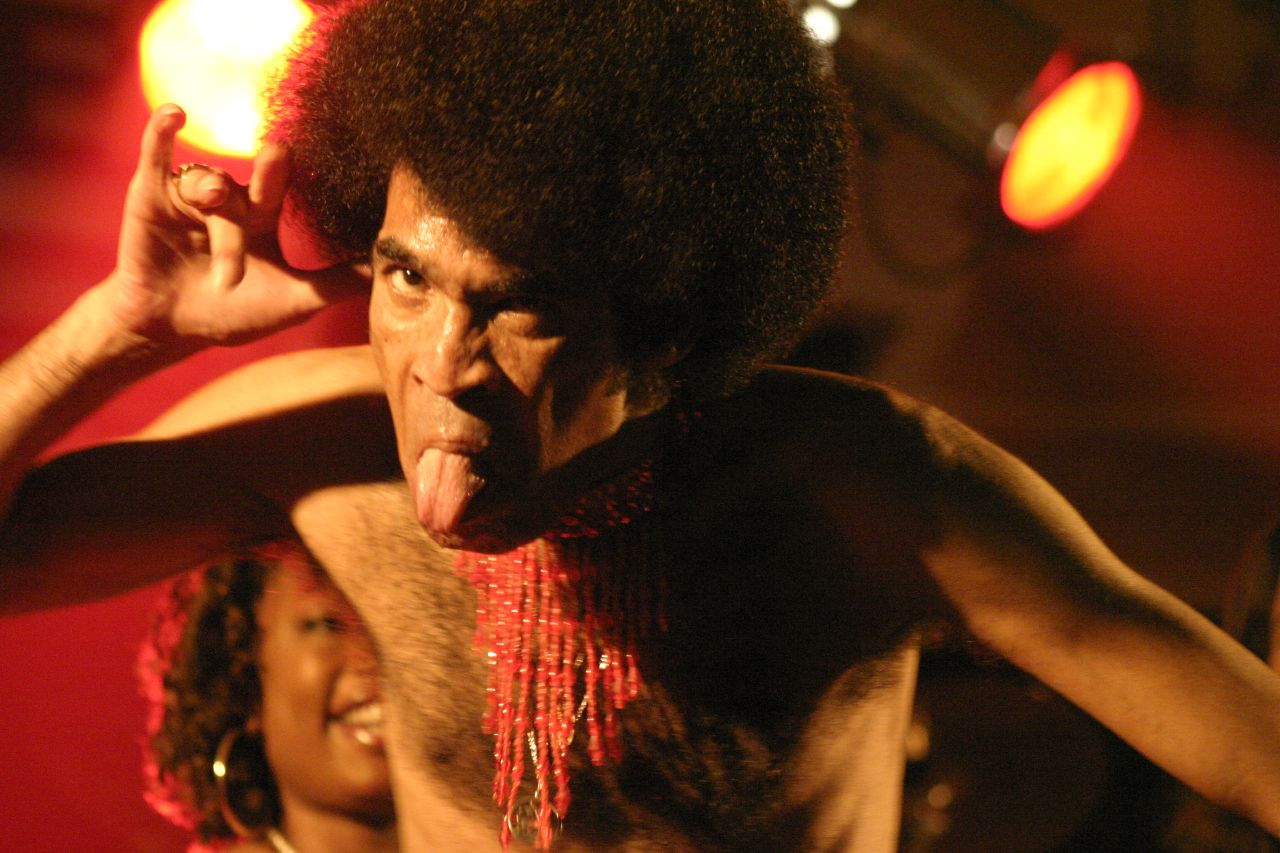
30. Dezember: Bobby Farrell (2006)

## Wissenschaftspreise

### Nobelpreise
Die Bekanntgabe der Nobelpreisträger des Jahres 2010 erfolgte ab dem 4. Oktober 2010. Die Verleihung fand in Stockholm und Oslo am 10. Dezember 2010 statt.
- Medizin oder Physiologie: Robert Edwards „für die Entwicklung von In-vitro-Fertilisation“.
- Physik: Andre Geim und Konstantin Novoselov „für grundlegende Experimente mit dem zweidimensionalen Material Graphen“
- Chemie: Richard F. Heck, Ei-ichi Negishi und Akira Suzuki „für Palladium-katalysierte Kreuzkupplungen in organischer Synthese“
- Literatur: Mario Vargas Llosa „für seine Kartographie der Machtstrukturen und scharfkantigen Bilder individuellen Widerstands, des Aufruhrs und der Niederlage“
- Frieden: Liu Xiaobo „für seinen langen und gewaltfreien Kampf für die grundlegenden Menschenrechte in China“
- Alfred-Nobel-Gedächtnispreis für Wirtschaftswissenschaften: Dale Mortensen, Peter A. Diamond und Christopher Pissarides „für ihre Analyse von Märkten mit Friktion“

### Fields-Preise
- Elon Lindenstrauss, für Ergebnisse über Maßrigidität in der Ergodentheorie und ihre Anwendungen in der Zahlentheorie,
- Ngô Bảo Châu, für den Beweis des Fundamentallemmas im Langlands-Programm durch die Entwicklung neuer algebro-geometrischer Methoden,
- Stanislaw Smirnow, für den Beweis der konformen Invarianz der Perkolationstheorie sowie des planaren Ising-Modells in der statistischen Physik,
- Cédric Villani für den Beweis der nichtlinearen Landau-Dämpfung und Konvergenz zum Gleichgewicht für die Boltzmann-Gleichung.

### Turing Award
- Leslie Valiant, für maßgebliche Beiträge zur Komplexitätstheorie, insbesondere der Computational learning theory (mit der Einführung des PAC-Modells), der Aufzählungs- und algebraischen Berechnungskomplexität und der Theorie parallelen und verteilten Rechnens.